# Воробьёвы горы
Воробьёвы го́ры (в 1935—1999 годах — Ле́нинские го́ры) — название местности на юго-западе Москвы, представляющей собой высокий правый берег в излучине Москвы-реки (крутой обрыв Теплостанской возвышенности, подмытой течением реки), покрытый лесопарком. Расположены напротив Лужников, считаются одним из «семи холмов Москвы». Протягиваются от устья реки Сетуни до Андреевского моста Малого кольца Московской железной дороги. На востоке граничат с Нескучным садом. Возвышаются над Москвой-рекой до 80 метров.
Склон, обращённый к Москве-реке, расчленён глубокими оврагами, по которым раньше сбегали небольшие речки: Чура с притоками, Кровянка и Котловка; встречаются выходы подземных вод (родники), наблюдаются оползневые процессы. Ландшафт Воробьёвых гор формирует одноимённый парк, в составе которого сохранились три пруда, а также массив широколиственного леса.
Воробьёвы горы — одно из красивейших мест в Москве. Высокий правый берег Москвы-реки во все времена привлекал к себе внимание густым лесом, сложным рельефом и чудесным видом, открывающимся с обрыва на реку. С Воробьёвых гор открывается самая широкая и живописная панорама столицы.
Воробьёвы горы являются одним из самых значимых и посещаемых мест Москвы наряду с Красной площадью и Кремлём.

## Общая историческая справка

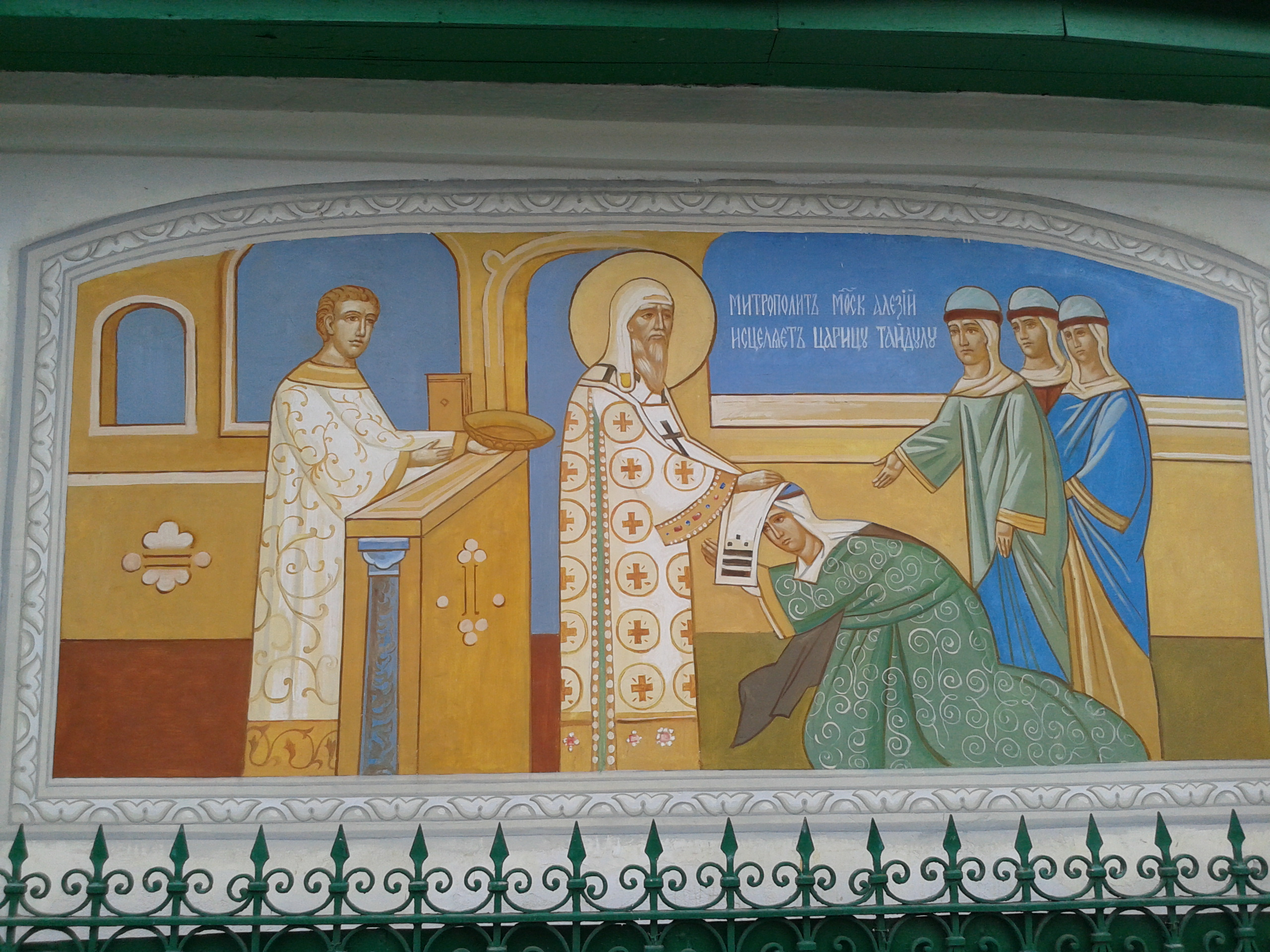
Святитель Алексий исцеляет царицу Тайдулу. Фреска на фасаде храма Живоначальной Троицы на Воробьёвых горах

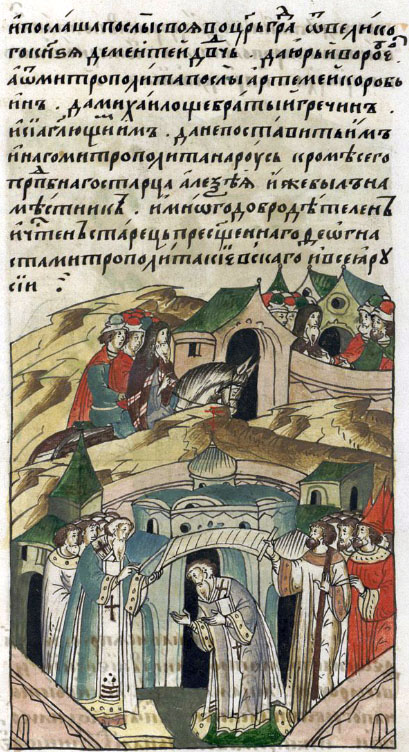
Лицевой летописный свод. Отбытие русских послов,
в том числе боярина Юрия Воробьёва, из Москвы в Царьград в 1352 году

Название Воробьёвых гор — по имени села Воробьёва, существовавшего здесь с начала XIV века, названного так по имени его первоначальных владельцев бояр Воробьёвых.
В середине XV века княгиня Софья Витовтовна, дочь великого князя Литовского Витовта и жена великого князя Московского Василия I, купила «поповское село Воробьёво» у потомков московского боярина Юрия Воробьёва, который в 1352 году был отправлен великим князем Симеоном Гордым в Царьград для утверждения на московскую митрополичью кафедру святителя Алексия, и подарила его согласно своему завещанию любимому внуку князю дмитровскому Юрию Васильевичу в 1453 году. После смерти бездетного дмитровского князя в 1473 году село Воробьёво перешло по его распоряжению к брату Ивану III, великому князю московскому.
Воробьёвы горы имели также и другое, более древнее название — Воробьёвы кручи.
На месте храма Живоначальной Троицы на Воробьёвых горах в средние века стояли нескольких последовательно сменявших друг друга деревянных церквей, древнейшая из которых появилась здесь ещё в XIV веке, когда село было вотчиной бояр Воробьёвых, задолго до покупки села Софьей Витовтовной, о чём свидетельствует её духовная грамота (в документе Воробьёво названо селом и к тому же поповским). В дальнейшем здесь был построен Воробьёвский дворец, ставший на протяжении нескольких столетий резиденцией московских, русских, а затем и российских монархов.
В течение многих веков Воробьёвы горы были местом, откуда пришедшие на Русь завоеватели смотрели на Москву — в 1591 году крымский хан Казы-Гирей, в 1612 году — литовский гетман Ходкевич, в 1812 году отсюда впервые взглянул на город Наполеон.
С 1648 по XVIII век у подножия северной части гор действовал Андреевский монастырь, вновь открытый в 2013 году. Там же по соседству с царским Воробьёвским дворцом и слободой Андреевского монастыря находилось Васильевское — крупная подмосковная усадьба, известная под названием Мамонова дача.
Воробьёвы горы издавна славились чистым мелкозернистым белым песком. В связи с этим в XVII веке здесь были построены стеклянные и зеркальные заводы: один из них — зеркальный завод Уоста Генриха Брокгаузена.

## Древнейшее время и средние века

### Древнее поселение на Воробьёвых горах

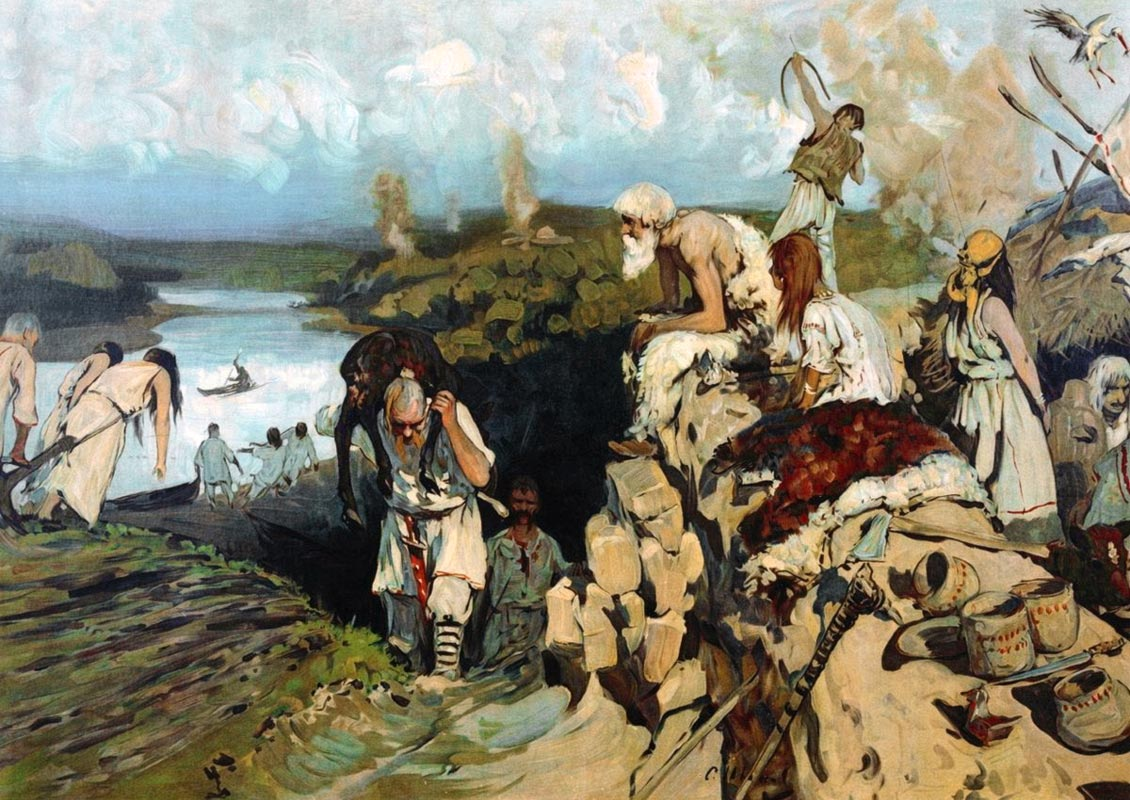
С. В. Иванов. Жильё восточных славян. 1909

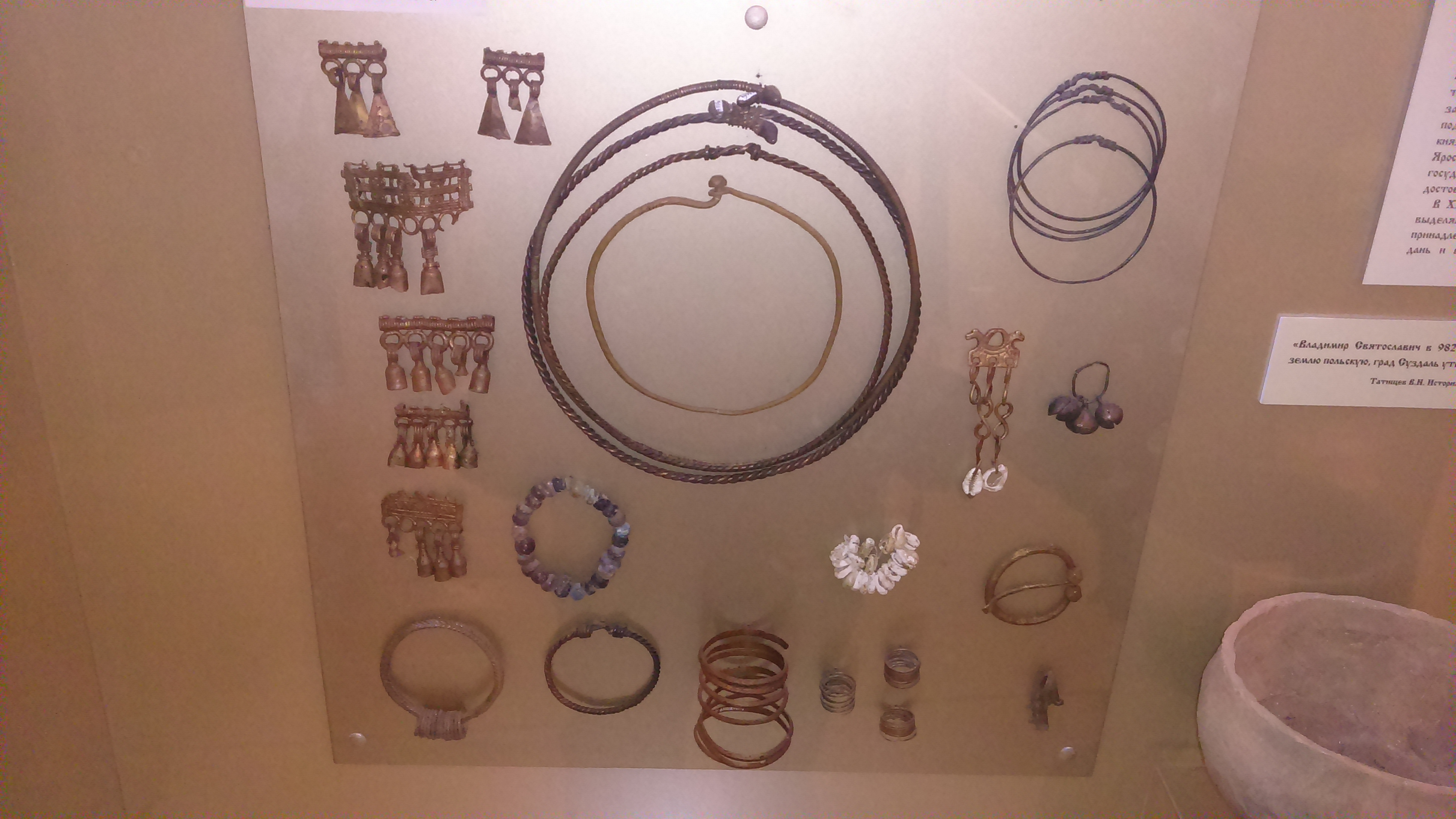
Древние женские украшения, X век. Суздальский музей-заповедник, 2015

Древнее поселение на Воробьёвых горах существовало уже в I тысячелетии до н. э., когда наступила новая эпоха — железный век. Как показали археологические раскопки XIX века, на территории села Воробьёва находилось древнее городище так называемого дьяковского периода. Такие же городища были обнаружены и в районах Раменок, реки Сетунь и Андреевского монастыря.
Носители дьяковской культуры были финно-уграми. Об этом свидетельствуют более древняя, чем славянская, топонимика и следы материальной культуры. Считается, что дьяковцы были предками летописных мери и веси (вепсов).
Хозяйство дьяковцев состояло из жилых домов, пашен, кузнечного, железоплавильного и ювелирного производств. Земледелие было мотыжным, и на полях выращивалось просо, ячмень, пшеница и лён. Железные орудия труда изготавливались из руды, добытой в болотах, и вначале были редкостью. Основным промысловым зверем был бобр, лось, медведь, куньи. Особенная интенсификация охоты отмечена в поздний период существования городищ в начале новой эры.
Носители дьяковской культуры были смелыми и предприимчивыми людьми — в городищах найдены следы активной торговли с соседями — стеклянные глазчатые бусы, стрелы, предметы конской упряжи (псалии и удила), пряжки, а также ювелирные украшения скифского «звериного» стиля. «Лощёной» керамике дьяковцы обязаны соседним балтским племенам — голяди, а выемчатой цветной эмали — Восточной Европе. Дьяковцы были солнцепоклонниками — солярные знаки украшают как утварь, так и ювелирные изделия.
В VI—VII веках н. э. в связи с массовым переселением с запада славянских племён кривичей и вятичей на территории, занимаемые угро-финнами, происходит смена культур. Современные авторы определяют её как мерянскую культуру VI—IX веков — метисную финско-славянскую. Некоторые из древних поселений дьяковского типа развились в крупные сёла, превратились в боярские вотчины, а затем — в дворянские усадьбы. Будущий древний город Москва становится центром консолидации земель, а финно-угры и славяне — одними из государствообразующих народов Древней Руси.

### Село Воробьёво

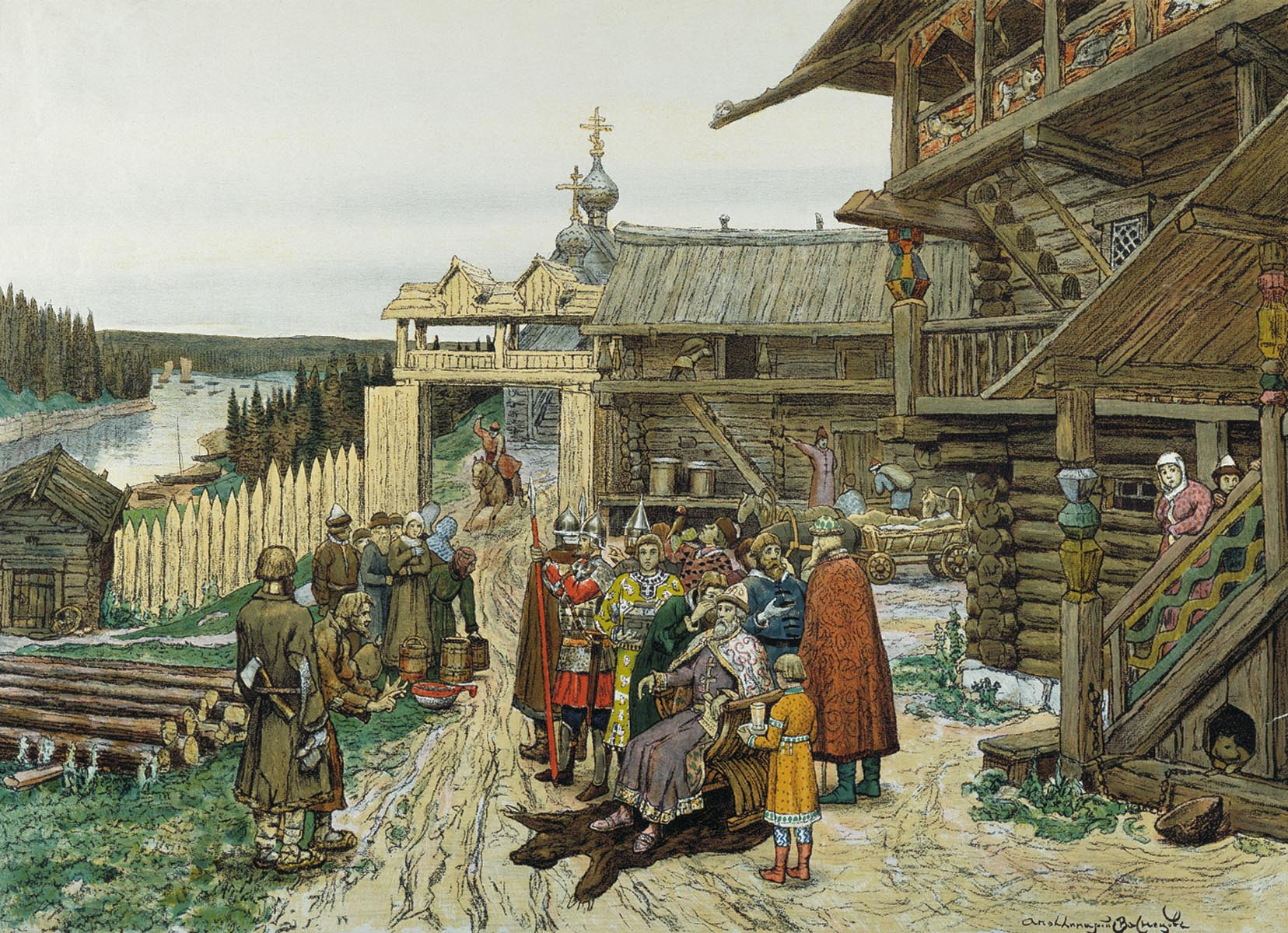
А. М. Васнецов. Двор удельного князя. 1908

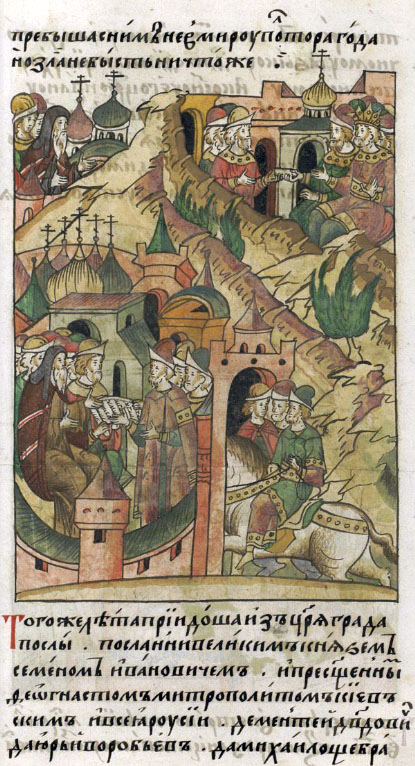
Лицевой летописный свод. Возвращение русских послов, в том числе боярина Юрия Воробьёва, из Царьграда в Москву в 1353 году

Владельческое село Воробьёво выросло на месте древнего поселения — городища дьяковской культуры, со временем превратившись в боярскую хозяйственную усадьбу. Имеет название по фамилии боярского рода Воробьёвых, получившего его в вотчину от великих князей московских за многую службу.
Впервые упоминается в духовной грамоте великой княгини Софьи Витовтовны в 1453 году как «поповское село Воробьёво», купленное у потомков московского боярина, посла великого князя Симеона Гордого в Царьград Юрия Воробьёва (1352—1353 гг.). После покупки село превращается в великокняжескую резиденцию, здесь перестраивается древняя деревянная церковь, строится деревянный дворец. В усадьбу, огороженную высокими заборами, вели большие пёстро расписанные ворота. Сами хоромы представляли собой обширную постройку, крытую тёсом, с многочисленными башенками; переходы окружали перила из точёных балясин, многочисленные окна имели стеклянные и слюдяные оконницы, вставленные в резные косяки. Внутри здания находились изразцовые печи, на стенах, обитых красным сукном, «в рамах золочёных и лазоревых» висели картины, образа, «писаны живописным письмом». Рядом была выстроена церковь, обставленная с исключительной роскошью. Вокруг хором теснились хозяйственные службы: бани, ледники, погреба, житницы, скотный и конюшенный дворы, зеленела берёзовая роща, заменявшая парк; тут же был пруд-садок, в котором держали осетров, стерлядей и другую рыбу. В роще на свободе разгуливали олени, по реке плавали лебеди. При усадьбе имелись пашенные земли, фруктовые сады, сенокосы, мельницы. Всё это хозяйство обслуживали многочисленные дворовые люди.
В дальнейшем Воробьёво не раз попадает на страницы летописи Великого Московского княжества, Русского царства и Российской империи. Воробьёво очень любили Василий III, Иван IV Грозный, Борис Годунов, Алексей Михайлович.
В 1949 году на территории села Воробьёва началось масштабное строительство нового здания МГУ, которое продолжалось до 1953 года. А в 1956 году в связи с переустройством территории около нового здания МГУ село Воробьёво окончательно снесли. Сегодня о нём напоминает лишь храм Живоначальной Троицы на Воробьёвых горах.
В древности в черте села Воробьёва находилось Воробьёво поле, которое также как и Воробьёвы горы, было названо по имени села. Одна из башен основанного великим князем Василием III Новодевичьего монастыря, расположенная около его южных ворот и обращённая к Воробьёвым горам, называлась Воробьёвской (ныне Покровская).

### Бояре Воробьёвы

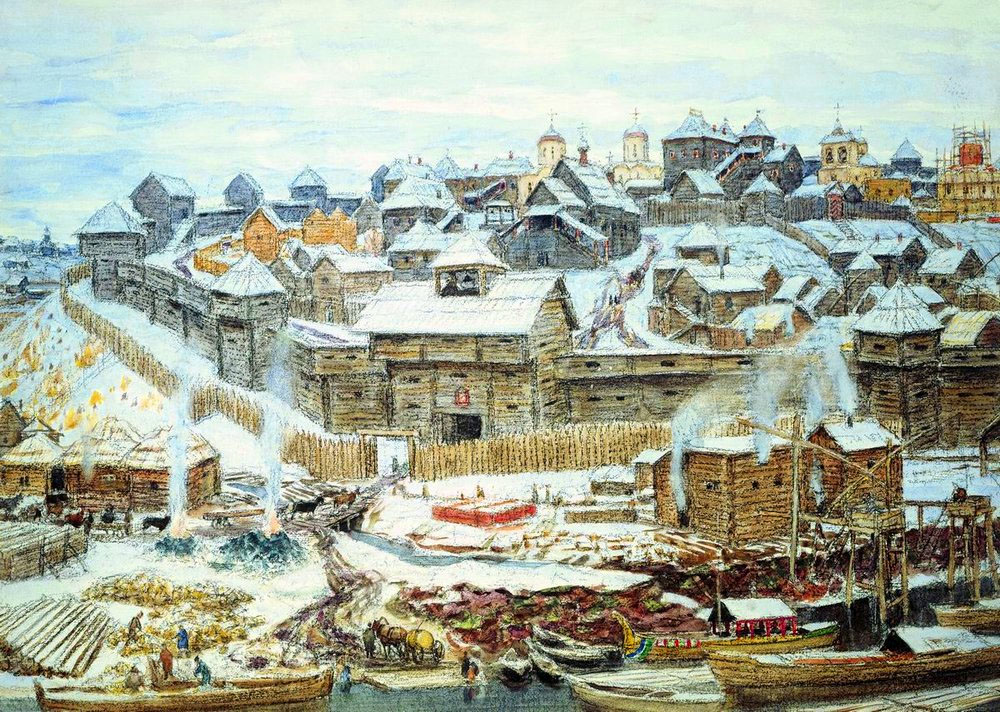
А. М. Васнецов. Московский Кремль при Иване Калите. 1921

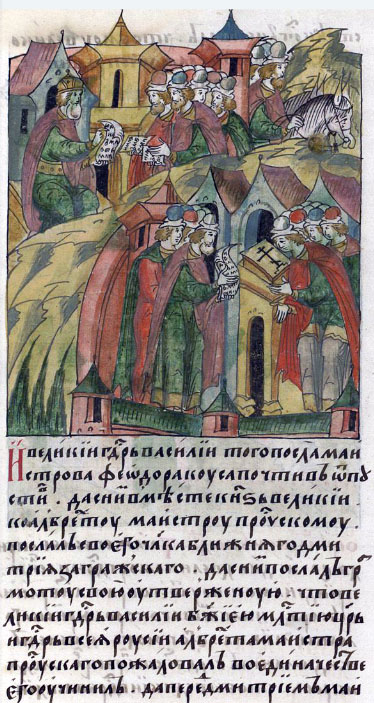
Лицевой летописный свод. Отъезд русского посольства, в том числе Шемета Воробьёва, в Тевтонский орден (1517 год)

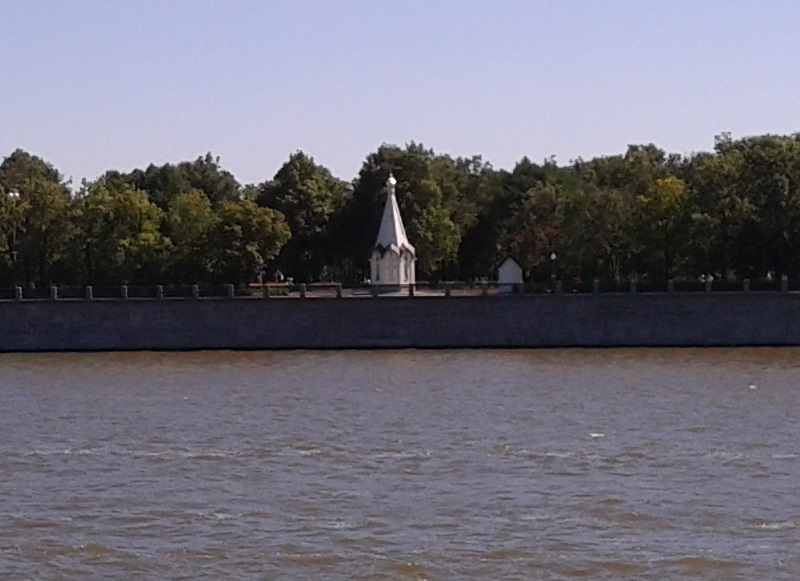
Вид часовни равноапостольного князя Владимира в Лужниках со стороны Воробьёвых гор

Воробьёвы — очень древний русский боярский род, которому насчитывается более тысячи лет. Немногие дворянские роды имеют такую древнюю и богатую историю. Ведёт свою родословную от вероятного родоначальника крестителя Великого Новгорода новгородского посадника X века Воробья Стояновича (см. также Крещение Новгорода).
В XIII—XVII веках многие дворяне Воробьёвы служили боярами, дворянами московскими, жильцами, воеводами, послами и дьяками. Имеют древнейшие корни, уходящие в Московскую Русь времён правления Даниила Московского и Ивана Калиты. Прибыли в Москву из Великого Новгорода, вероятно, в княжение Александра Невского или Даниила Московского вместе с другими именитыми и знатными новгородскими боярскими родами. На Москве имели большую родовую вотчину село Воробьёво известное ныне как Воробьёвы горы.
Московский боярин Юрий Воробьёв, возможно, уже в 1352 году перед своей поездкой в Царьград в качестве великокняжеского посла владел подмосковным селом Воробьёво. Для этой поездки были необходимы знания греческого языка, Священного Писания, придворного византийского этикета и многого другого. Данная поездка не была первым поручением великого князя, которое выполнял московский боярин. Были и другие не менее важные и сложные поручения, требующие для их выполнения высокого профессионализма, знаний и эрудиции. Успешное решение такого рода задач способствовало возвышению бояр Воробьёвых в иерархической лестнице Великого Московского княжества, за что они и были пожалованы данной вотчиной на Воробьёвых горах. Уже в середине XIV века боярин Юрий имел фамилию Воробьёв, отмеченную сразу в нескольких летописных источниках Древней Руси, тогда так многие дворянские фамилии, в том числе именитые, имели их только к началу XVI века. Это говорит об очень высоком социальном статусе боярина Юрия Воробьёва при дворе великого московского князя и всей древней боярской фамилии в целом.
В середине XV века село Воробьёво переходит в собственность великокняжеской семьи и становится излюбленным местом отдыха великих князей и царей московских, великокняжеской и царской резиденцией. Потомки боярина Юрия Воробьёва уступили его великокняжеской семье. После продажи Воробьёва часть многочисленного боярского рода продолжала жить на Воробьёвых горах ещё более ста лет, пока не была испомещена Иваном IV Грозным на Орловщине. Судя по всему, Воробьёвы, в большинстве своём, пользовались полным доверием и благорасположением великокняжеской и царской власти, всегда будучи рядом с ней и стараясь не участвовать в конфликтах противоборствующих боярских группировок. Близостью к великому князю Василию III, царю Ивану IV Грозному, а позднее и первым царям Романовым, очень любивших Воробьёво и подолгу живших в нём, и объясняется большое представительство Воробьёвых в органах государственной власти Великого Московского княжества и Русского царства XVI и XVII вв., которые постоянно были у них на виду. Даже во времена опричнины из рода не пострадал ни один человек. Существует предание орловских дворян Воробьёвых, что их далёкие предки как раз с московских Воробьёвых гор.
На другом берегу Москвы-реки на Лужнецкой набережной напротив Воробьёвых гор расположена часовня в честь крестителя Руси равноапостольного князя Владимира Святославича, при дворе которого воспитывался вероятный родоначальник боярского рода Воробьёвых новгородский посадник Воробей Стоянович. Часовня князя Владимира, именем которого крайне редко называют храмы в России, очень хорошо видна с Воробьёвых гор.

### Воробьёвский дворец

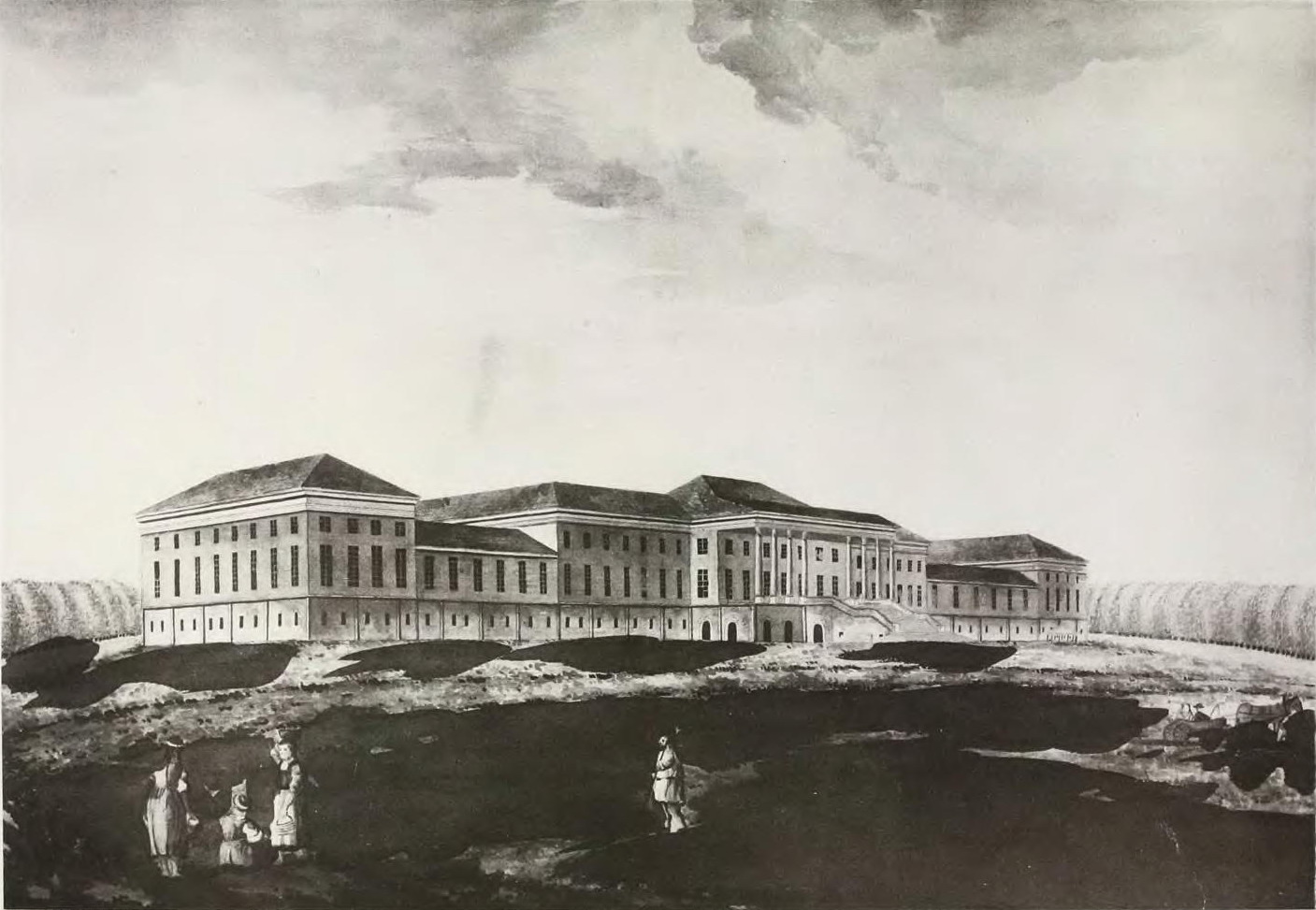
Старый деревянный дворец на Воробьёвых горах. XVIII век

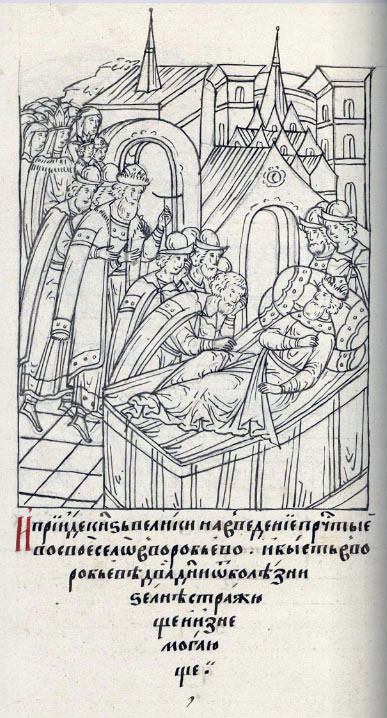
Лицевой летописный свод. Василий III в Воробьёве за три дня до смерти (1533 год)

Воробьёвский дворец — резиденция великих московских князей, русских царей и российских императоров на Воробьёвых горах в XV—XVIII веках.
Историки подмосковных сел Василий и Гавриил Холмогоровы приводят дату строительства последнего царского дворца на этом месте — при царевне Софье Алексеевне в октябре 1684 года «велено под деревянные хоромы сделать каменные подклеты в длину на 80 сажень без аршина, поперег на 6 саженей с полусаженью, пятьдесят житей, да под те хоромы проезд». Работы производил каменщик Архипка Данилов «со товарищи».
Строительство дворца велось несколько лет и было завершено к 1690 году, когда на престоле был уже Пётр I.
Здание следовало стилевым принципам московского барокко, распространённого в то время в российской архитектуре. Назначение основных его отделений хорошо известно благодаря исследованиям И. Е. Забелина и многочисленным документам.
В 1732–1735 годах здесь был возведён новый дворец по проекту архитектора И. Ф. Мичурина. По словам Корнелия де Бруина, который отсюда, «с высоты дворца Царского», нарисовал панораму Москвы, «в нижнем жилье этого дворца было 124 покоя, и я полагаю, что столько же было и в верхнем. Он обнесён был деревянною стеною; расположен же на высоте горы против Девичьего монастыря, по другую сторону Москвы реки в 3 верстах на запад от столицы».
Историк М. П. Погодин рассказывал, что он в молодости, то есть в начале XIX века, ещё видел «остатки дворца Иоанна Грозного». В. Л. Снегирёв в книге о Витберге писал: «Здесь некогда, в XVI веке, отец Ивана Грозного, Василий Иванович, построил деревянный дворец на белокаменном фундаменте. Пётр Великий приказал посадить за дворцом берёзовую рощу. С течением времени это место было заброшено; во второй половине XVIII столетия деревянные хоромы пришли в совершенную негодность, их разобрали. Сохранились развалины старого фундамента».
Окончательно дворец был уничтожен московским пожаром 1812 года, после которого, по воспоминаниям Ф. Ф. Вигеля, был отчасти разобран даже фундамент.

### Храм Живоначальной Троицы на Воробьёвых горах

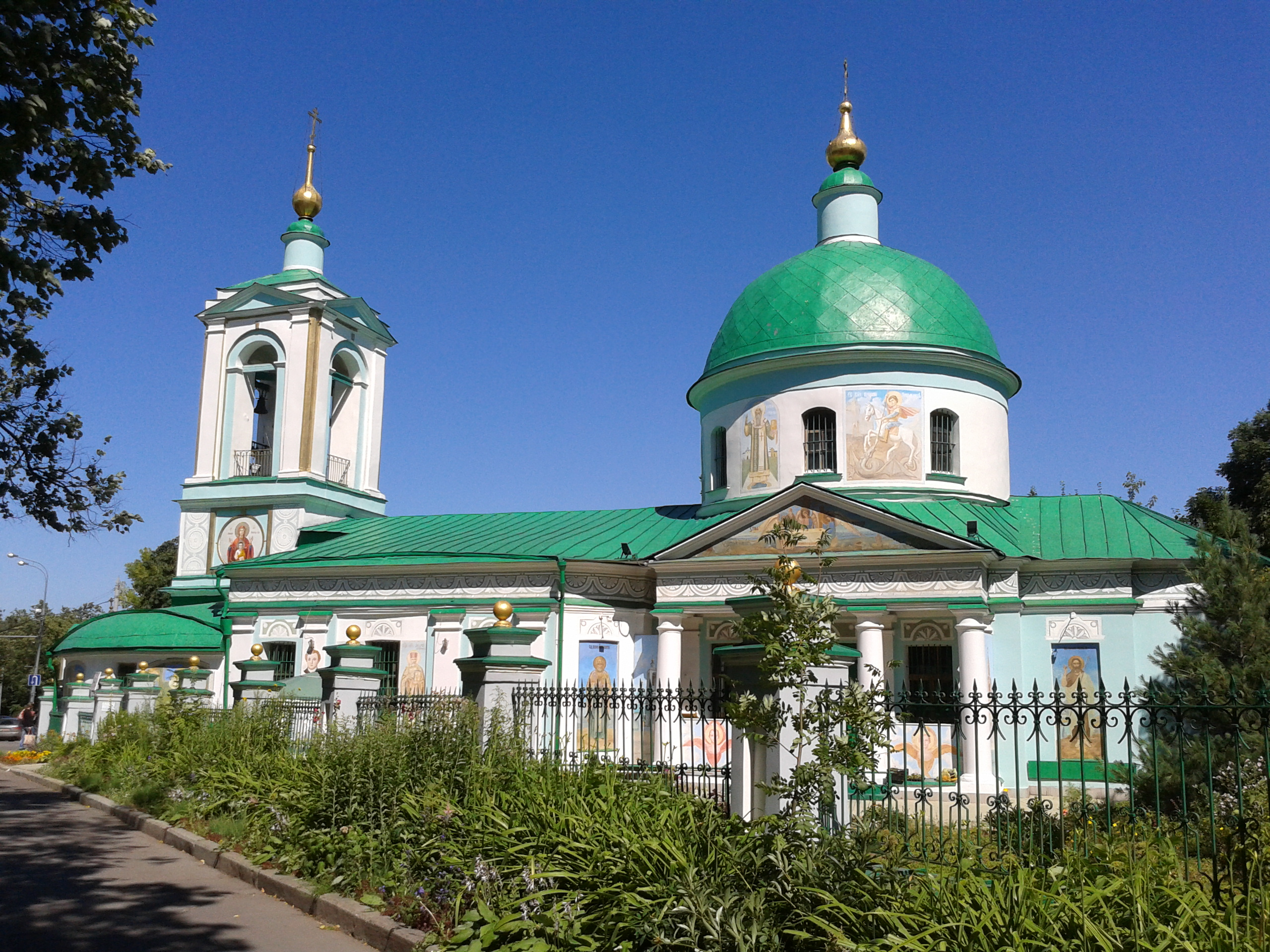
Храм Живоначальной Троицы на Воробьёвых горах

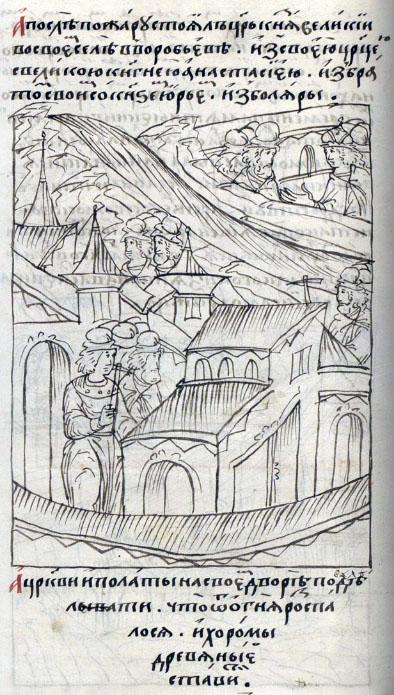
Лицевой летописный свод. Иван IV Грозный с царицей Анастасией, братом Юрием и боярами в Воробьёве после пожара в Москве (1547 год)

Древняя деревянная церковь на Воробьёвых горах уже существовала в 1453 году, когда великая княгиня Софья Витовтовна покупала село Воробьёво. Кроме того, в Воробьёве постоянно жил свой приходской священник. На это указывает духовная грамота великой княгини, в которой Воробьёво названо «поповским селом».
Первым известным священником деревянного храма Троицы был отец Тит, который являлся настоятелем с 1628 по 1632 год.
По мере ветшания нескольких древних деревянных церквей на их месте или рядом строились новые. Наконец, нынешнее здание храма начало строиться в 1811 году в стиле ампир — позднего классицизма по проекту архитектора А. Л. Витберга: четырёхугольный в плане, с порталами, украшенными колоннами, однокупольный, с двухъярусной колокольней. В 1812 году здесь перед советом в Филях молился М. И. Кутузов. Здание уцелело во время наполеоновского нашествия. Строительство было завершено в 1813 году.
Первым настоятелем каменного храма был отец Иаков Ильин. Каменный храм был возведён вблизи прежнего, деревянного. На месте алтаря старого храма в 1811 году установили увенчанный крестом белокаменный памятник, который сохранился до наших дней. Крыльцо перед входом на западном фасаде колокольни и пристройки по её сторонам появились во время ремонтов здания в 1858—61 и 1898 годах.
В советское время храм Живоначальной Троицы не закрывался, разрушений избежали как его внешний облик, так и интерьер.
На основании распоряжения Департамента городского имущества города Москвы от 17.10.2016 № 29876 здание храма Живоначальной Троицы на Воробьёвых горах передано в собственность Русской Православной Церкви.

### Андреевский монастырь в Пленницах

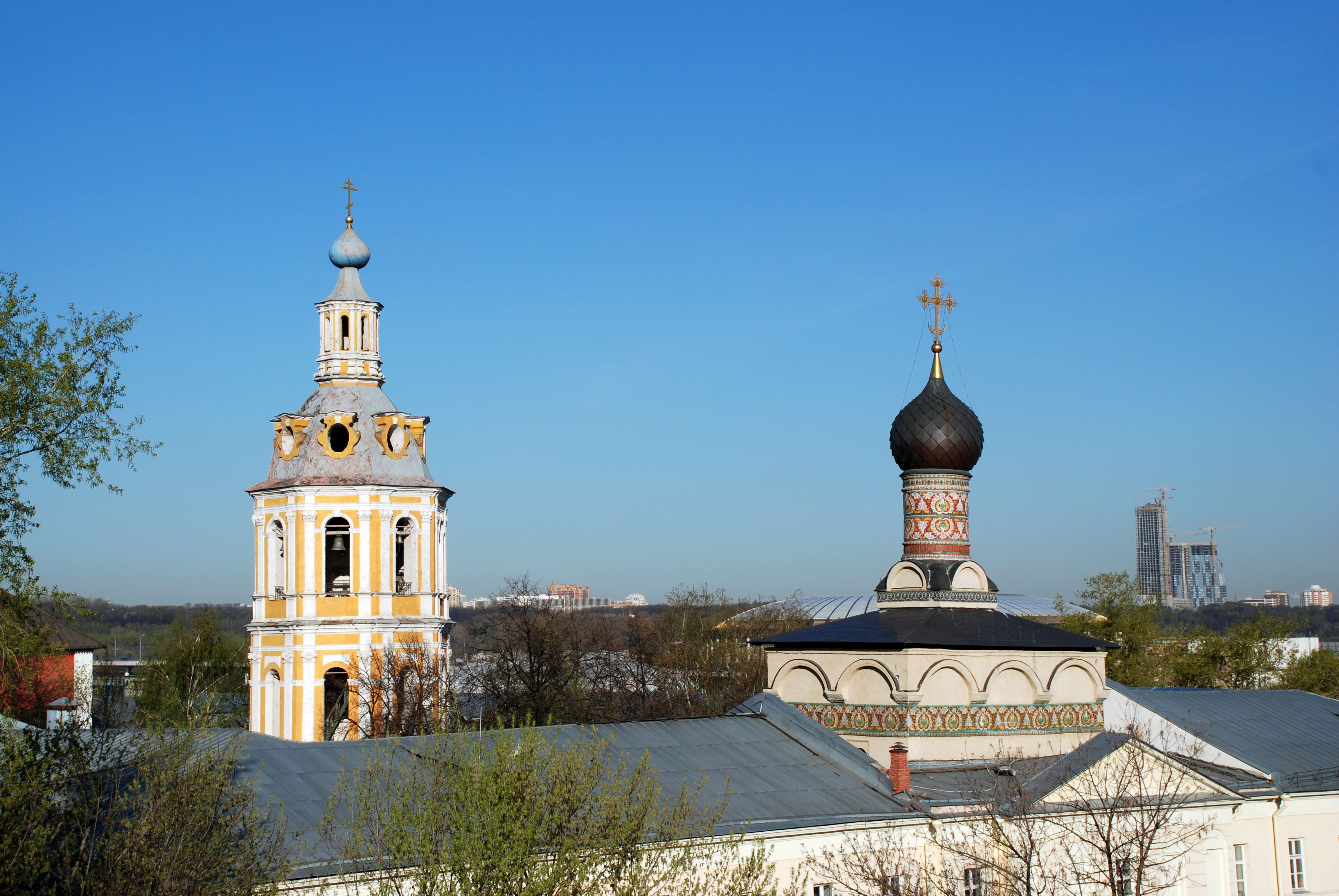
Андреевский монастырь в Пленницах

Воробьёвы горы, село Воробьёво, Воробьёвский дворец и Андреевский монастырь на карте Москвы 1766 года

Андреевский монастырь в Пленницах — один из древнейших ставропигиальных мужских монастырей города Москвы, расположенный у подножия Воробьёвых гор. Предание относит возникновение мужской обители «у Воробьёвых круч в Пленницах» к XIII веку, однако ранние документальные свидетельства о ней относятся лишь к середине XVI века. До конца XVI века обитель называлась Преображенской пустынью.
Основателем монастыря считается московский боярин, окольничий царя Алексея Михайловича Фёдор Ртищев.
С середины XVII века в стенах монастыря разместилось «Учительное братство», объединившее образованнейших монахов той поры «ради учения книжного», и ставшее по существу первой по времени возникновения академической структурой в Москве.
С началом екатерининской секуляризации, в 1764 году Андреевский монастырь был обращён в приходской храм, так как «оный оказался к собственному содержанию безнадёжен», и в его зданиях устроена богадельня.
Во время эпидемии 1771 года на территории Андреевского монастыря было устроено кладбище для родовитых горожан и насельников московских монастырей.
Указом Святейшего Патриарха Московского и всея Руси Алексия II от 14 августа 1991 года было открыто Патриаршее подворье в бывшем Андреевском монастыре с храмами Воскресения Христова в Пленницах, апостола евангелиста Иоанна Богослова (архангела Михаила) и мученика Андрея Стратилата.
Позднее решением Священного Синода от 16 июля 2013 года Патриаршее подворье в бывшем Андреевском монастыре было преобразовано в Андреевский ставропигиальный мужской монастырь Москвы. Наместником Андреевского монастыря с 24 марта 2022 года назначен игумен Дионисий (Шлёнов). В монастыре находятся Синодальный отдел по взаимоотношениям Церкви с обществом и средствами массовой информации и синодальная библиотека Московской Патриархии.

## До революции
С конца XIX века Воробьёвы горы — популярное дачное место для загородного отдыха москвичей. В конце XIX века — начале XX века «Воробьёвка» была любимым местом народных гуляний: по воскресным и праздничным дням народ толпами шёл сюда по Воробьёвскому шоссе или переплавлялся на лодках со стороны Новодевичьего монастыря. При каждом дворе был садик со столиками самоваров, на склоне Воробьёвых гор были построены деревянные горы — имитация русских ледяных гор.
Там же, на склоне Воробьёвых гор, находился ресторан Крынкина.

#### Храм Христа Спасителя

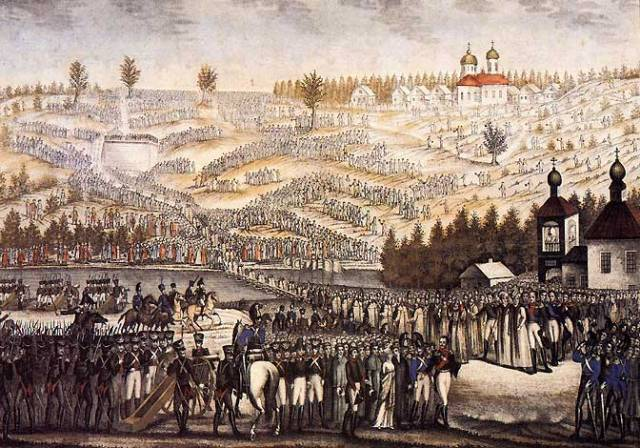
Закладка храма Христа Спасителя на Воробьёвых горах, 1817

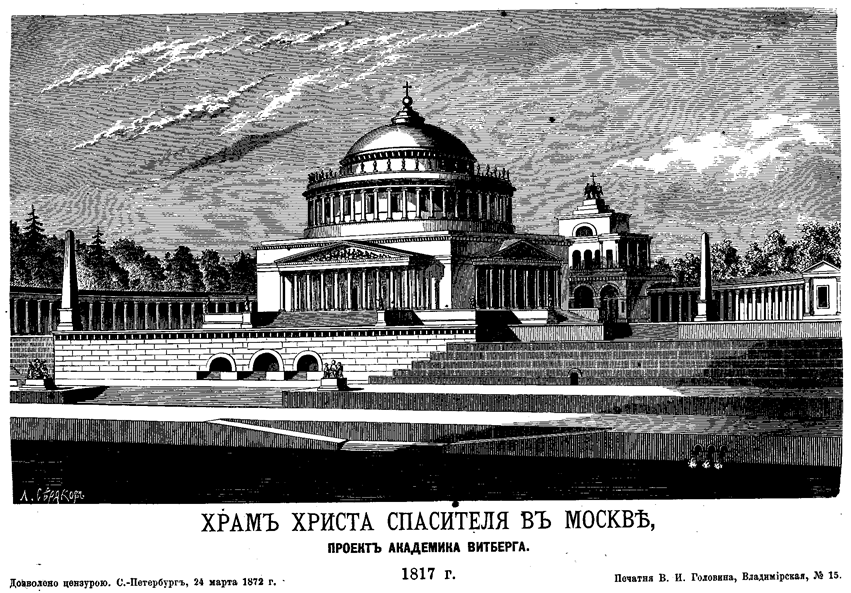
Проект А. Витберга храма Христа Спасителя на Воробьёвых горах, 1817

В начале XIX века на Воробьёвых горах, на месте Воробьёвского дворца, предполагалось строительство храма Христа Спасителя по плану архитектора Карла Витберга, однако построить его здесь не удалось.
В 1817 году на Воробьёвых горах был заложен Храм Христа Спасителя, памятник Отечественной войны 1812 года. Он должен был тремя террасами спускаться с вершины Воробьёвых гор к Москве-реке. Но во время земляных работ обнаружилось, что гора осыпается, сползает, и в 1827 году строительство было прекращено. Некоторое время на Воробьёвых горах оставались лишь бараки для рабочих-строителей и два кирпичных завода.
В дальнейшем храм был заложен на берегу Москвы-реки вблизи Пречистенских Ворот 22 сентября 1839 года, а освящён 26 мая 1883 года. Его строительство продолжалось почти 44 года по второму проекту архитектора Константина Тона на месте снесённого располагавшегося там Алексеевского женского монастыря. В XX веке здание храма было разрушено в разгар сталинской реконструкции города 5 декабря 1931 года. Заново отстроен в 1994—1997 годах.
Является коллективным кенотафом воинов Русской императорской армии, погибших в войне с Наполеоном, на стенах храма начертаны имена офицеров, павших в Отечественной войне 1812 года и Заграничных походах 1797—1806 и 1813—1814 годов.
Вновь воссозданный соборный храм хорошо виден со смотровой площадки Воробьёвых гор. Имеет статус Патриаршего подворья.

#### Мамонова дача

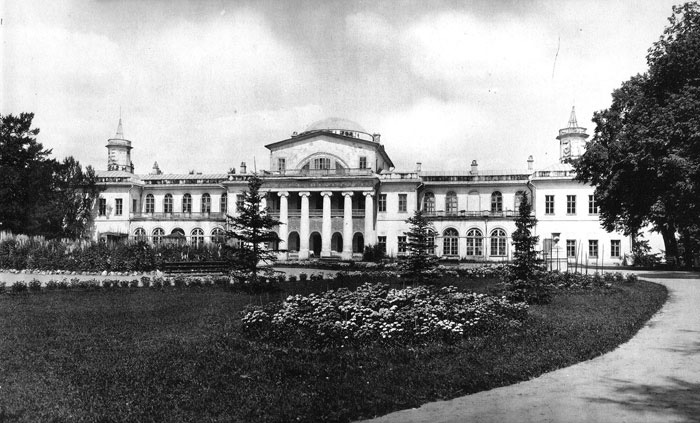
Мамонова дача в 1913 году

Так называемая Мамонова дача — бывшая подмосковная усадьба Васильевское, принадлежавшая последовательно князьям В. М. Долгорукову-Крымскому, Н. Б. Юсупову и графу М. А. Дмитриеву-Мамонову, по фамилии которого и получила своё название. Расположена у подножия Воробьёвых гор, по соседству с Андреевским монастырём (современный адрес — улица Косыгина, 4).
В основе здания — особняк 1730-х годов авторства архитектора И. Ф. Мичурина[уточнить]. Свой нынешний ампирный облик господский дом приобрёл в 1820-х годах, при князе Н. Б. Юсупове: тогда над центральным объёмом был надстроен купольный зал для балов и приёмов, а над боковыми появились бельведеры в виде башенок.
Владение составляли парадный двор, открытый перед главным домом, регулярный парк, примыкающий с востока к парадному двору, и сад с хозяйственными постройками, граничащий с парадным двором с запада. Усадьба славилась своими фруктовыми садами и оранжереями, откуда на стол москвичей поступали «красные, белые и зелёные арбузы, разных родов лучшего вкусу дыни и канталупы, также и другие многие редкие плоды».
После смерти Мамонова, в 1877—1883 годах усадьба перешла сначала к И. С. Фонвизину, который сдавал его доктору Левенштейну, разместившему здесь психиатрическую лечебницу, а затем — к купцу Ф. Ф. Ноеву, который на основе юсуповских оранжерей организовал здесь цветоводческое хозяйство. В 1910 «Ноеву дачу» выкупила Московская городская дума для устройства здесь общественного парка.
После революции постепенно были утеряны окружавшая имение кованая ограда и интерьеры главного дома, старинная оранжерея подверглась перестройке и соединилась переходом с главным домом.
В 1923—1943 годах в главном здании разместился Центральный музей народоведения. Уникальная экспозиция жилищ народов России помещалась прямо в парке, под открытым небом. Во время войны он был закрыт, после чего главное здание поступило в распоряжение Института химической физики (тогда же были утеряны интерьеры), верхний усадебный парк занял Институт физических проблем. Помимо институтских строений здесь находились особняки партийной номенклатуры (в частности, тут проживали А. Н. Косыгин и М. С. Горбачёв). Здесь же находятся музеи-квартиры учёных Николая Семёнова (в северном крыле главного здания) и Петра Капицы, возглавлявших эти два учреждения.
Для посещения открыта только нижняя часть парка. В феврале 2013 года в Институте химической физики случился пожар, в результате которого, возможно, погиб дворцовый бельведер.

## Новейшая история
В 1925 году на Воробьёвых горах впервые в Советской России был проведён официальный День птиц: под руководством Николая Дергунова юные натуралисты московской Центральной биостанции развесили здесь скворечники. В подготовке мероприятия (а возможно, и в нём самом) принял участие поэт Владимир Маяковский.
В 1935 году Воробьёвы горы в честь В. И. Ульянова-Ленина были переименованы в «Ленинские», официально носили это название до 1999 года — тем не менее название «Воробьёвы горы» сохранялось в обиходе (так, предпоследняя глава романа М. А. Булгакова «Мастер и Маргарита» (1929—1940) носит название именно «На Воробьёвых горах»). Парк на территории Ленинских гор разбили в 1930-х годах по проекту архитекторов В. И. Долганова и М. И. Прохоровой. В 1948 году по проекту Долганова сооружена смотровая площадка.

#### Главное здание МГУ

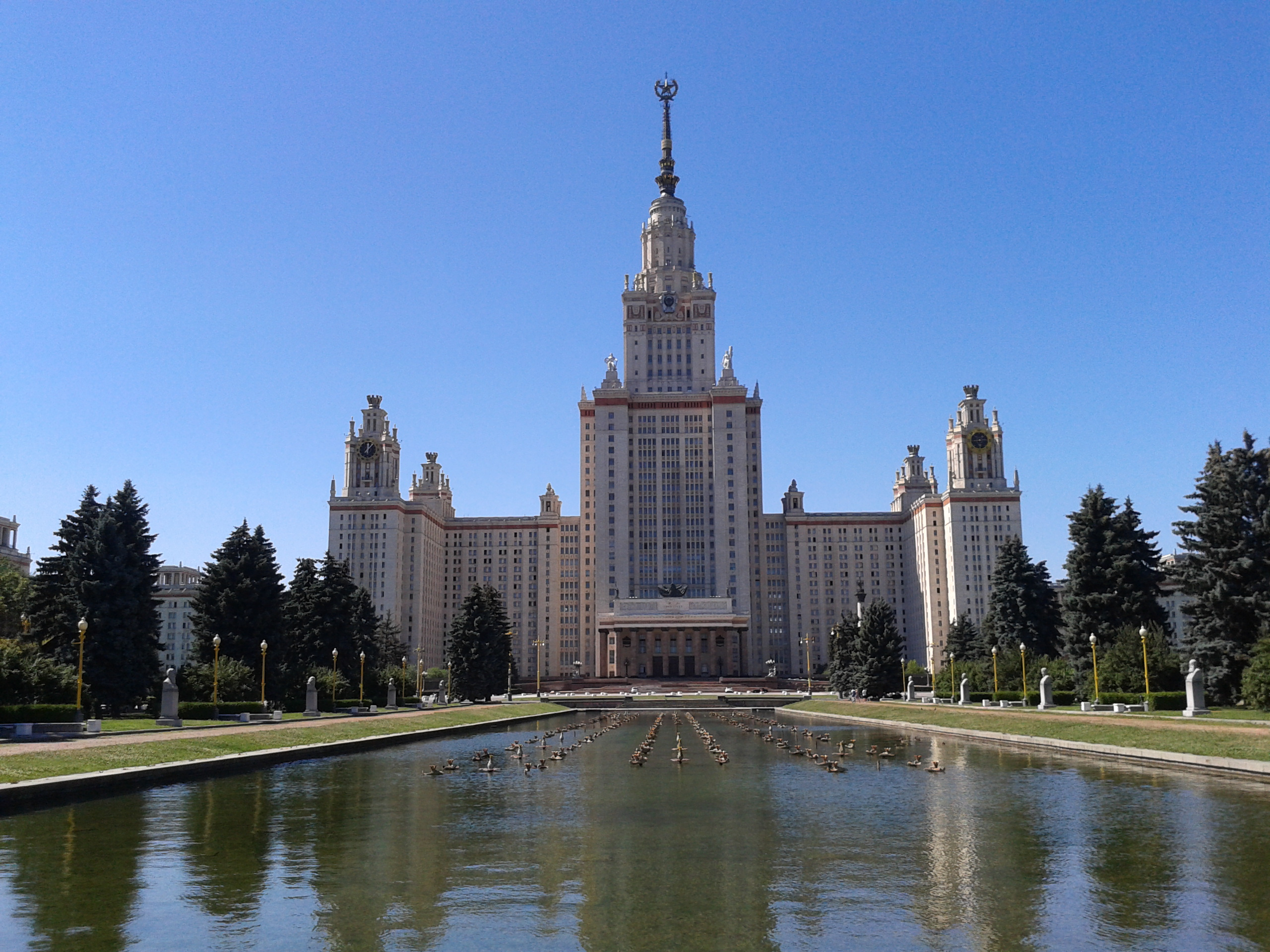
Главное здание МГУ со стороны смотровой площадки

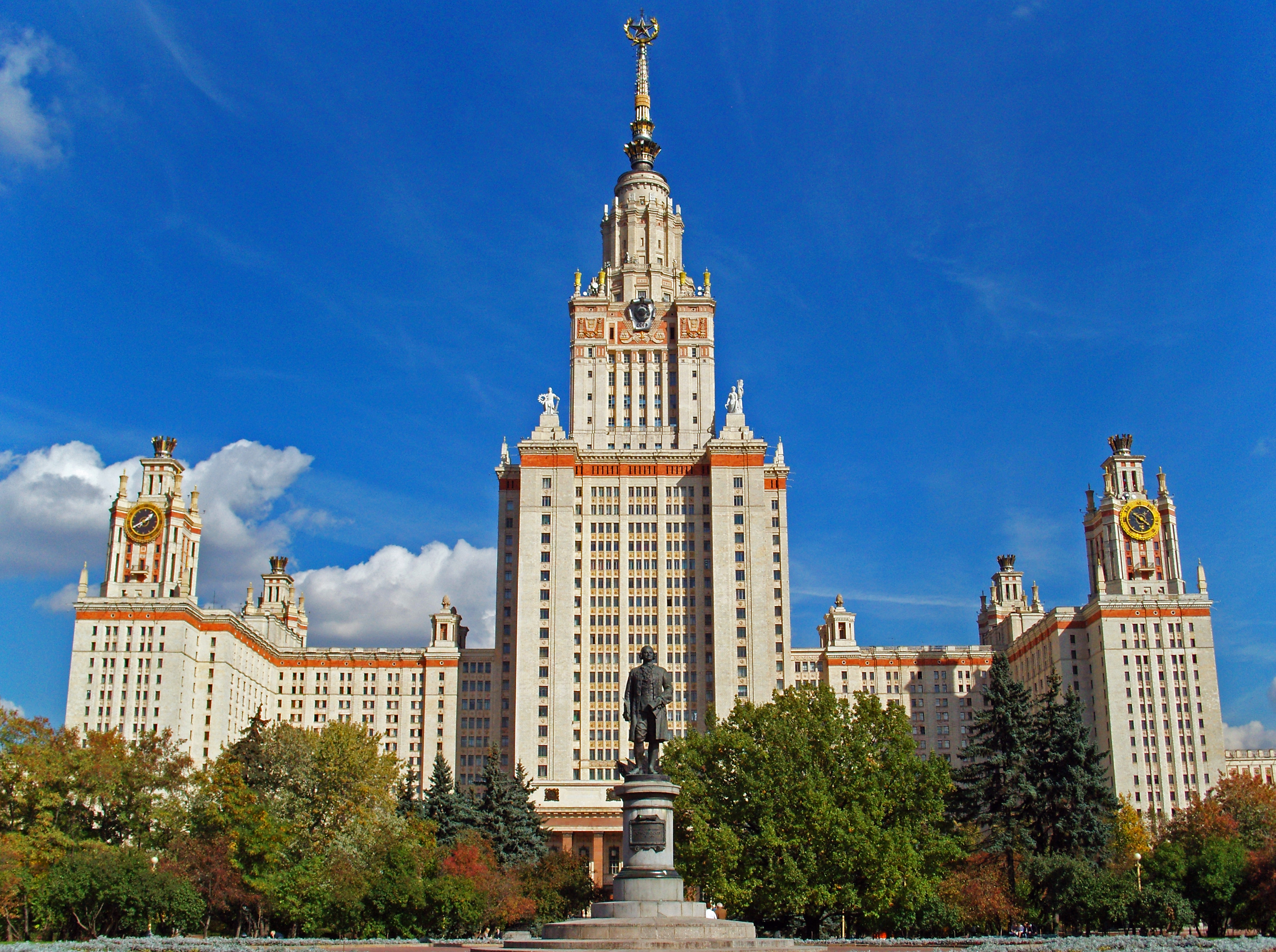
Главное здание МГУ и памятник М. Ломоносову со стороны Ломоносовского проспекта

Архитекторы Б. М. Иофан, Л. В. Руднев, С. Е. Чернышёв, П. В. Абросимов, А. Ф. Хряков, В. Н. Насонов, скульптурное оформление фасадов — работы мастерской В. И. Мухиной.
В январе 1947 года по предложению И. В. Сталина Совет министров СССР принял решение о строительстве в Москве восьми высотных зданий, из числа которых самым высоким должно было стать новое здание Московского государственного университета на Ленинских горах (высота здания — 182 метра, высота со шпилем — 240 метров, этажность центрального корпуса — 36).
Земляные работы на территории бывшего села Воробьёва, окончательно исчезнувшего в 1956 году, начались в 1948 году, церемония заложения первого камня состоялась 12 апреля 1949 года. Работы по строительству университета курировал Л. П. Берия. На участок были переброшены военно-строительные части с объектов атомной промышленности. Три других крупнейших здания — физический, химический и биологический факультеты строились организацией лагерного типа МВД СССР — СУ 560, в строительстве был использован труд нескольких тысяч заключённых.
6 марта 1951 года Сталин завизировал архитектурно-планировочное задание на строительство дорог и озеленение территорий, прилегающих к будущему зданию. Торжественное открытие Главного здания МГУ состоялось 1 сентября 1953 года. Центральное здание университетского комплекса вместе со смотровой площадкой стали новой туристической достопримечательностью столицы.

#### Трамплин и метромост

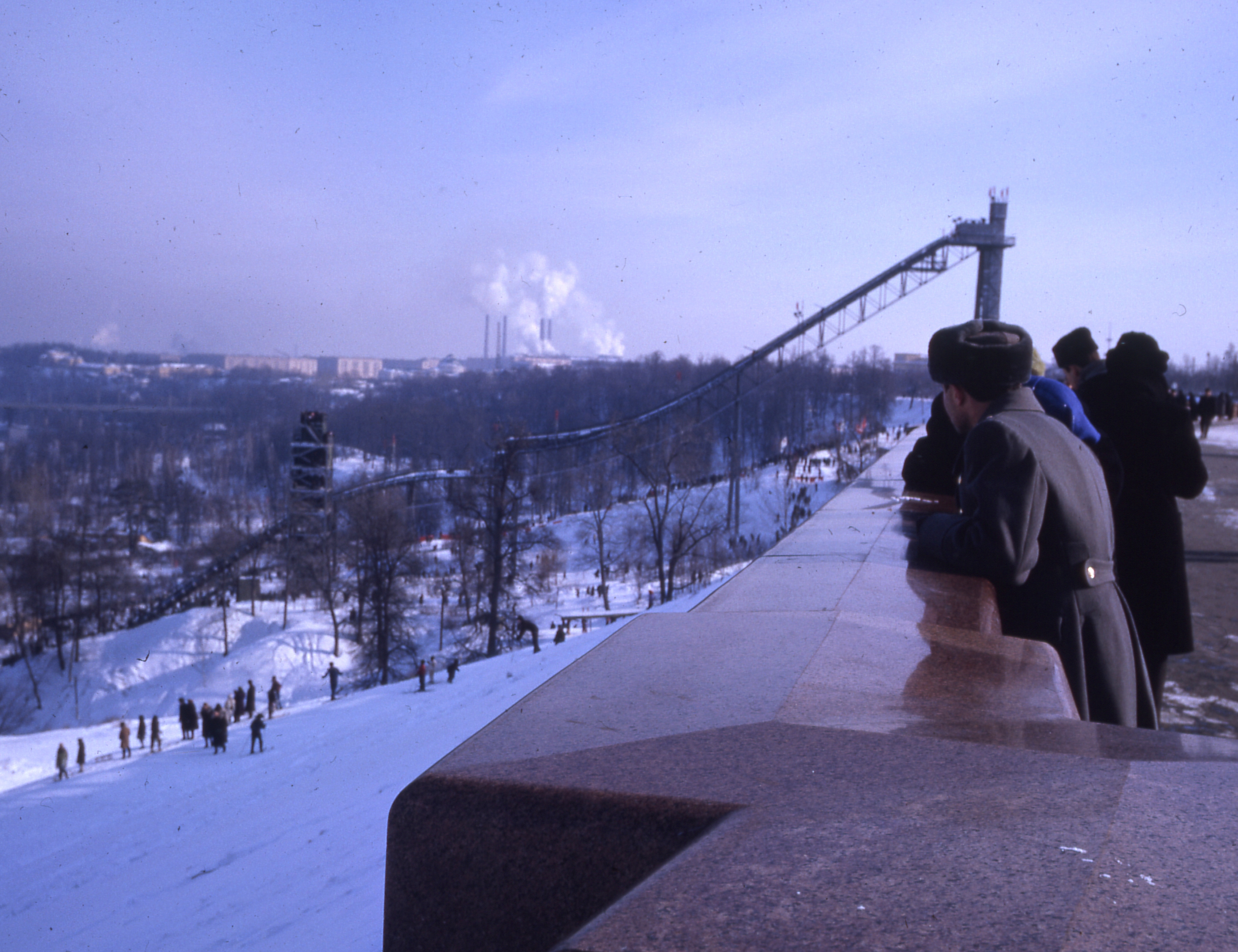
Большой трамплин (1964), фото Томаса Т. Хаммонда

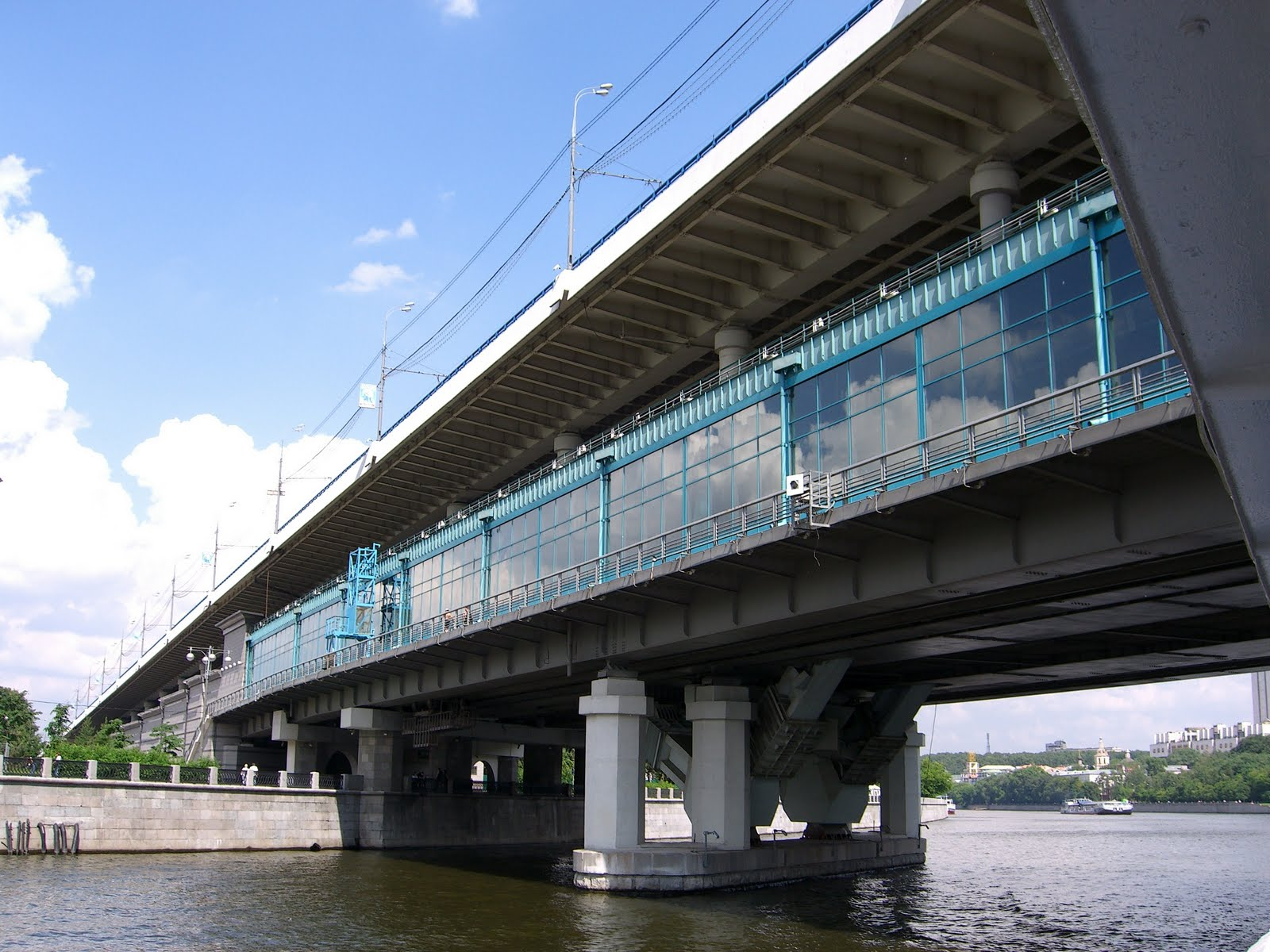
Лужнецкий метромост (2009)

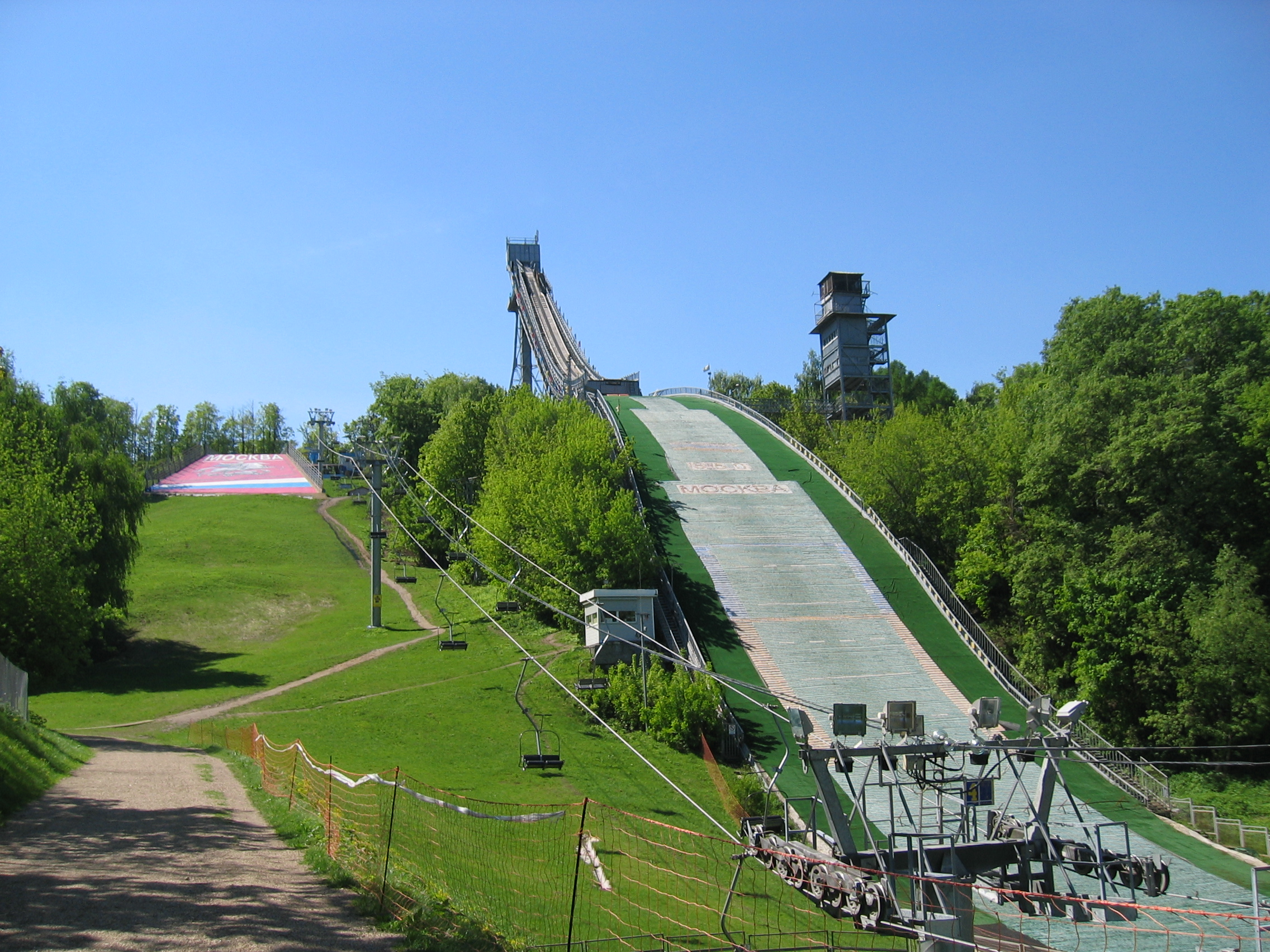
Большой трамплин (2006)

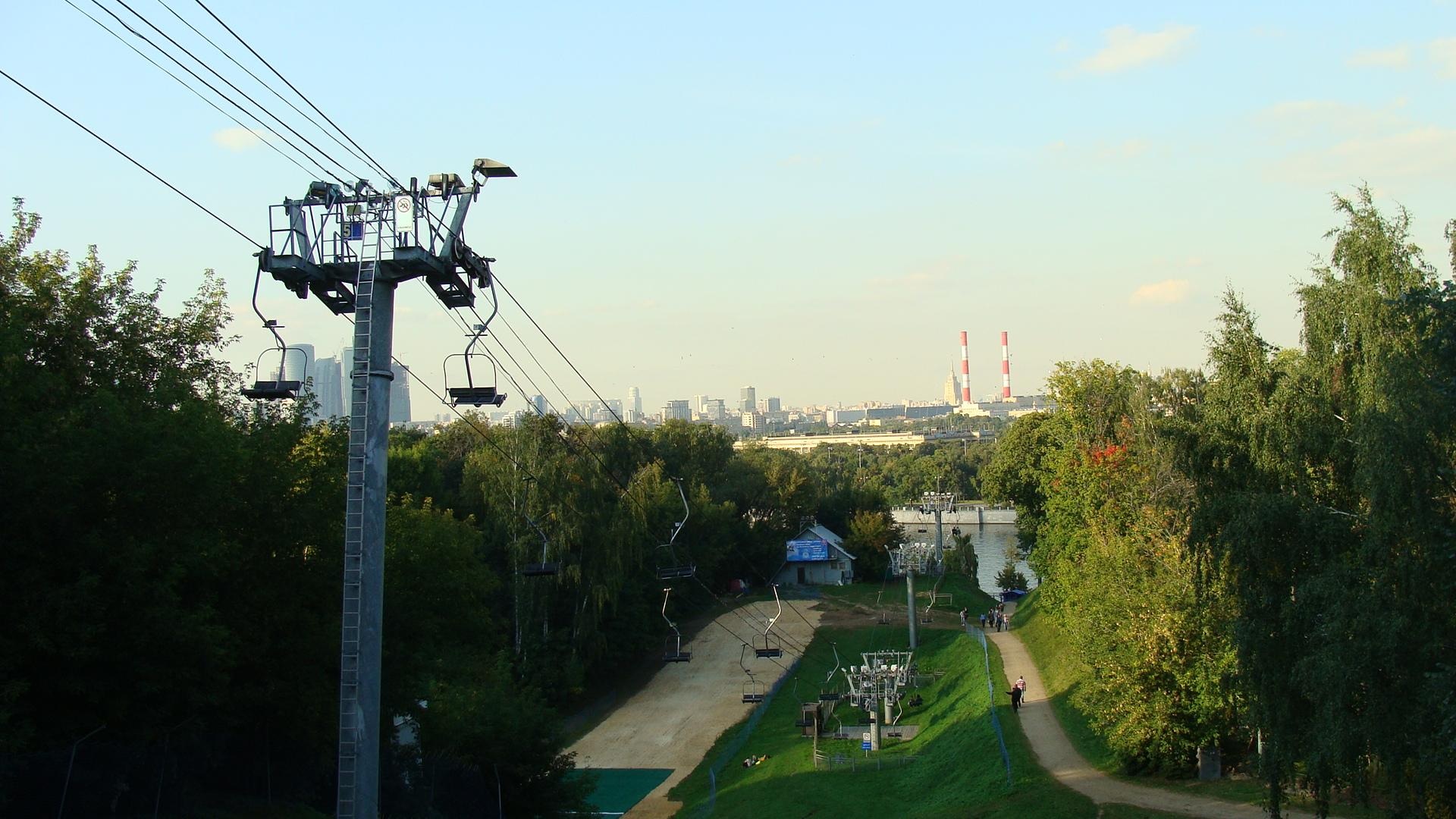
Старая канатная дорога (2009)

В 1953 году на Воробьёвых горах был сооружён Большой лыжный трамплин по проекту инженера Галли: освещённый горнолыжный склон с кресельным подъёмником длиной 340 метров. Реставрацию трамплина, начатую по причине его несоответствия новым международным требованиям, планировалось закончить в 2018 году.
В 1958 году через Воробьёвы горы был построен Лужнецкий метромост с расположенной на нём станцией метрополитена «Ленинские горы» (после 1999 года — «Воробьёвы горы»), соединивший Комсомольский проспект и район МГУ. Рядом с выходом со станции был построен эскалатор, ведущий на улицу Косыгина, позволявший подняться в сторону смотровой площадки (ныне разрушен).
В начале 2015 года Правительством Москвы было объявлено о планах реконструкции трамплина и строительства новой канатной дороги между Воробьёвыми горами и стадионом «Лужники», совмещающая экскурсионную, транспортную и спортивную функции.

#### Канатная дорога
В 1953 году на Воробьёвых горах был открыт канатно-кресельный подъёмник, построенный по проекту инженера Галли вместе с большим трамплином для обслуживания спортсменов. Летом 2016 года подъёмник в рамках программы по реконструкции спорткомплекса на Воробьёвых горах был демонтирован. На его месте было начато возведение новой канатной дороги, открытие которой намечалось к чемпионату мира по футболу 2018 года. В мае 2018 года было объявлено о переносе сроков завершения строительства. Открытие новой канатной дороги состоялось 26 ноября 2018 года. Она перекинулась через Москву-реку и связала Лужники и смотровую площадку на Воробьёвых горах с промежуточной остановкой на Воробьёвской набережной. Длина дороги — 720 метров.

#### Здание Президиума РАН

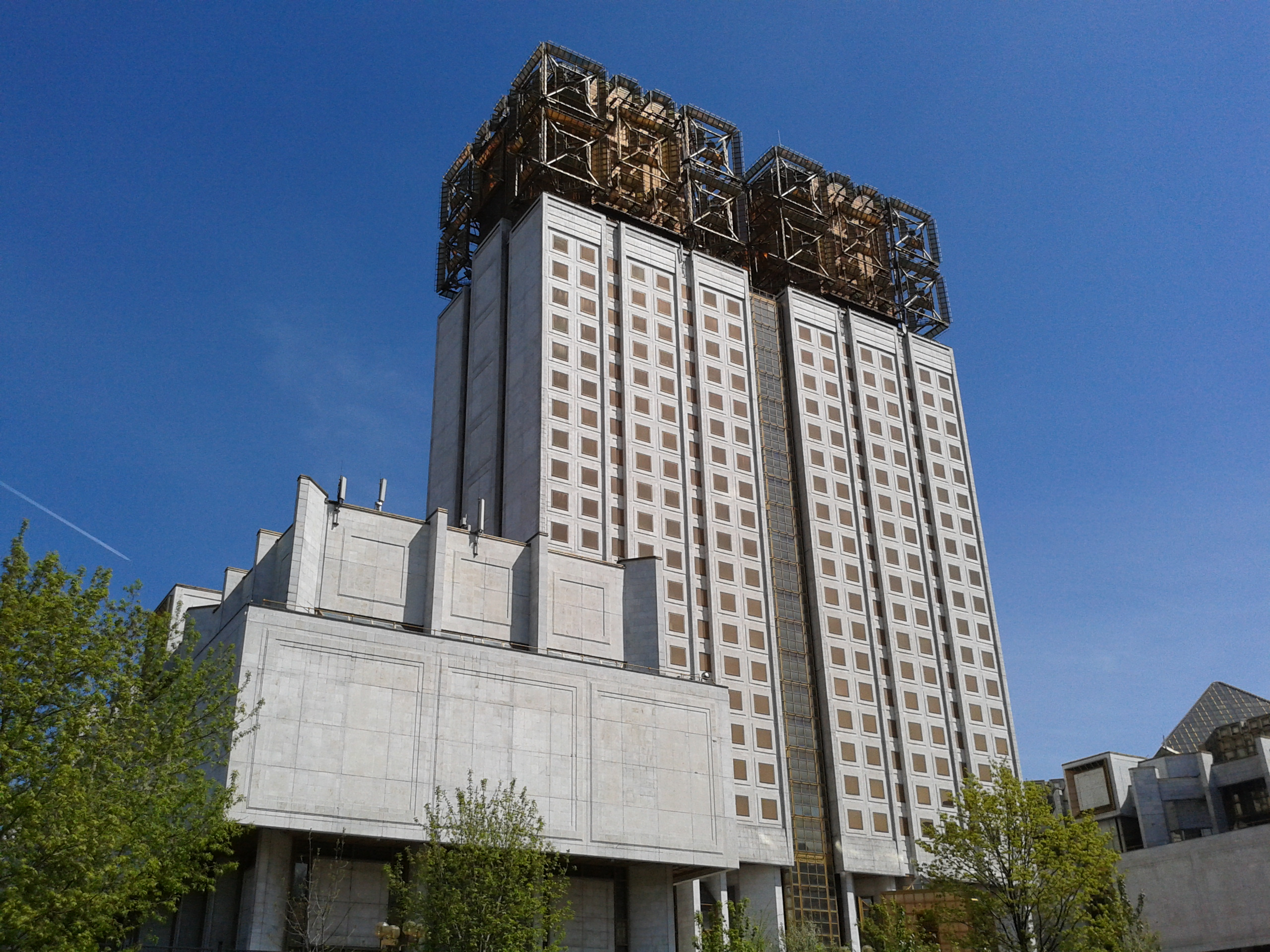
Российская академия наук

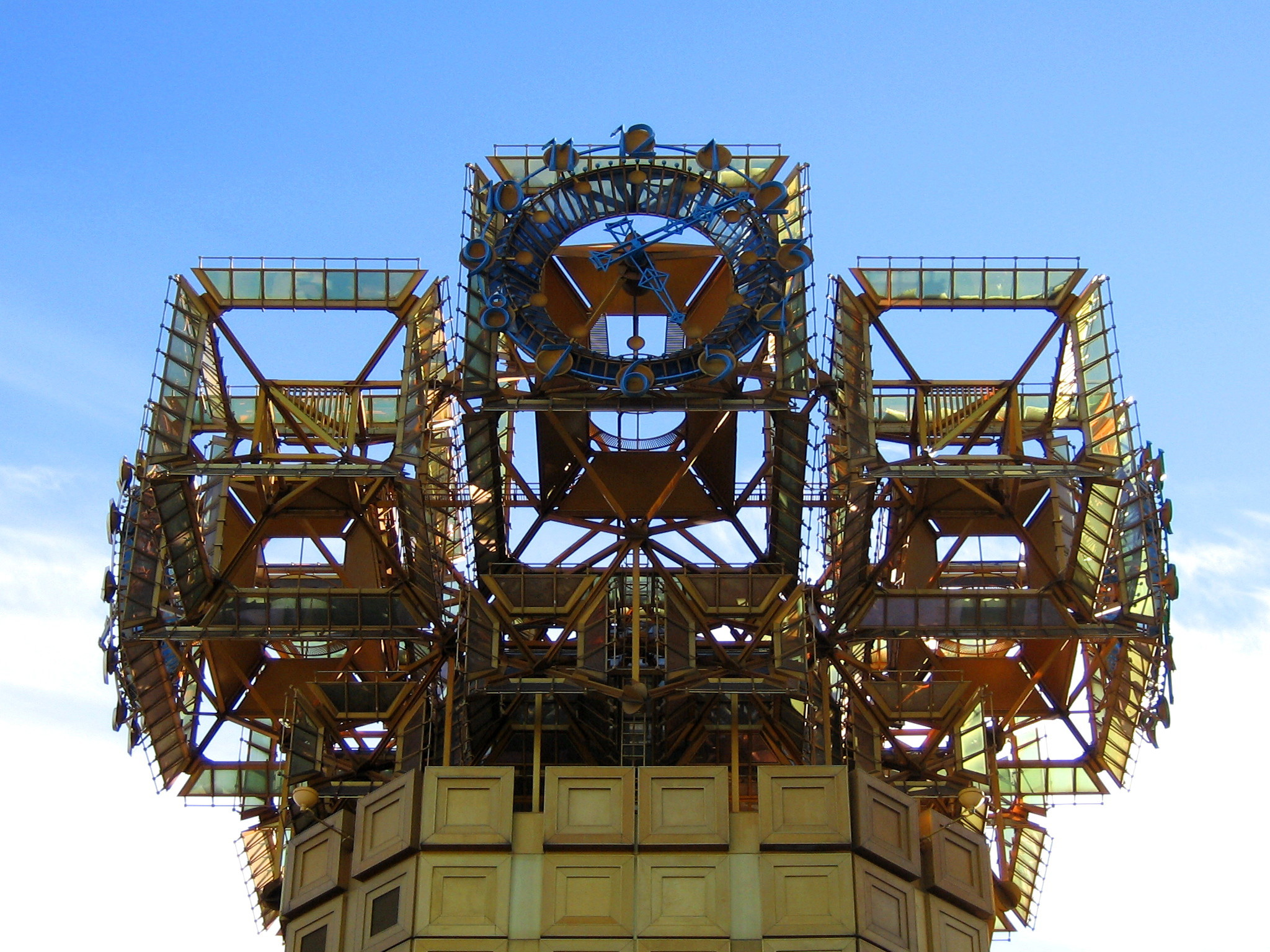
Часы на здании президиума Российской академии наук

Российская академия наук (РАН) — государственная академия наук Российской Федерации, крупнейший в стране центр фундаментальных исследований. По своему юридическому статусу РАН является федеральным государственным бюджетным учреждением.
Новое здание Президиума РАН (до этого Президиума АН СССР) находится у подножия Воробьёвых гор, на возвышенном берегу Москвы-реки. Оно возводилось с конца 1960-х до начала 1990-х годов по проекту творческого коллектива архитекторов и конструкторов. В здании размещается концертный зал «Академический» на 1200 мест, где проводятся различные научные и творческие мероприятия.
В число научных организаций, подведомственных Российской академии наук, входит и включает 653 научные организации, в том числе институты, научные центры, обсерватории, научные станции, ботанические сады, библиотеки, архивы, музеи, заповедники и иные организации.

#### Природный заказник «Воробьёвы горы»

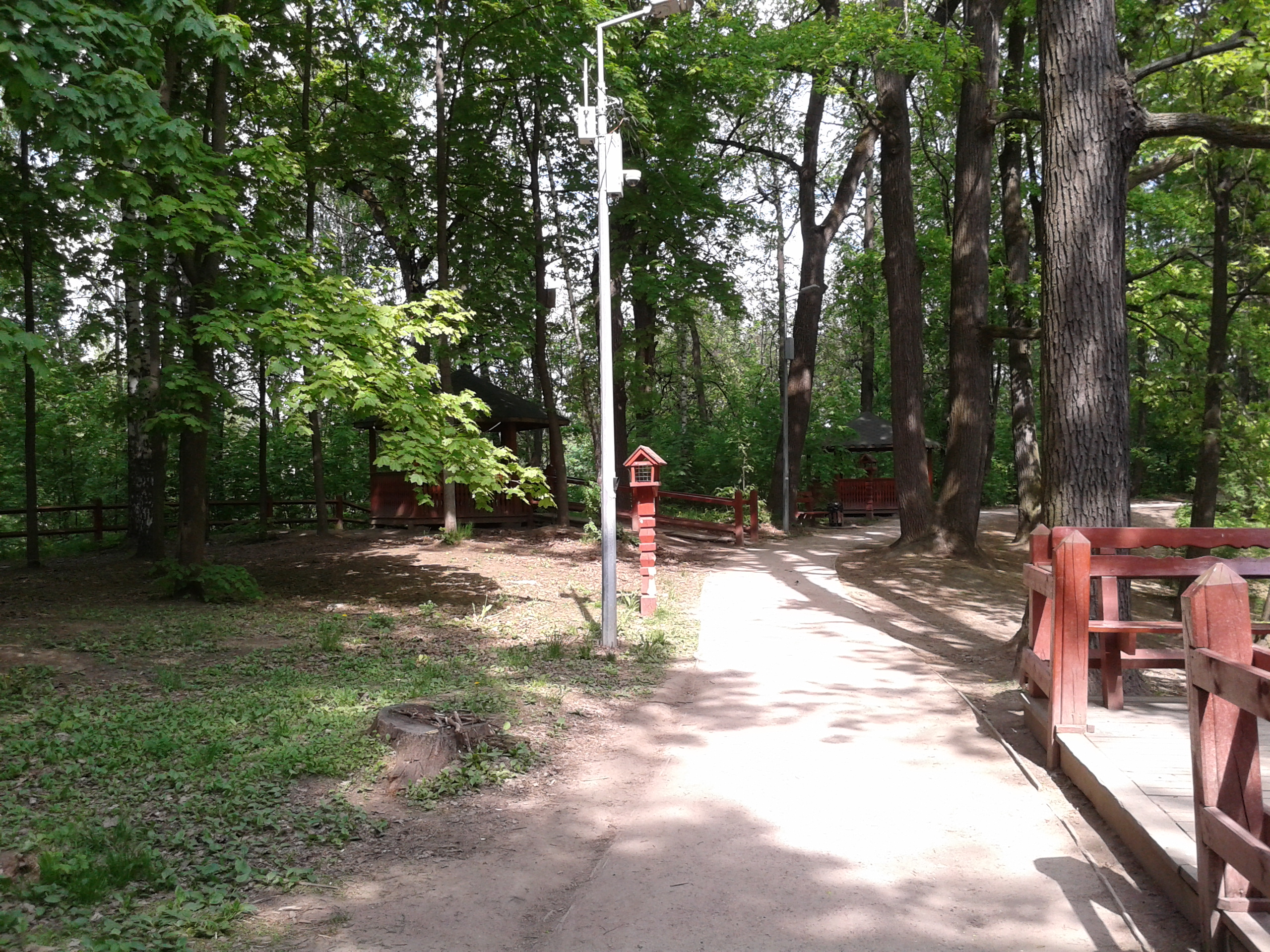
Природный заказник «Воробьёвы горы»

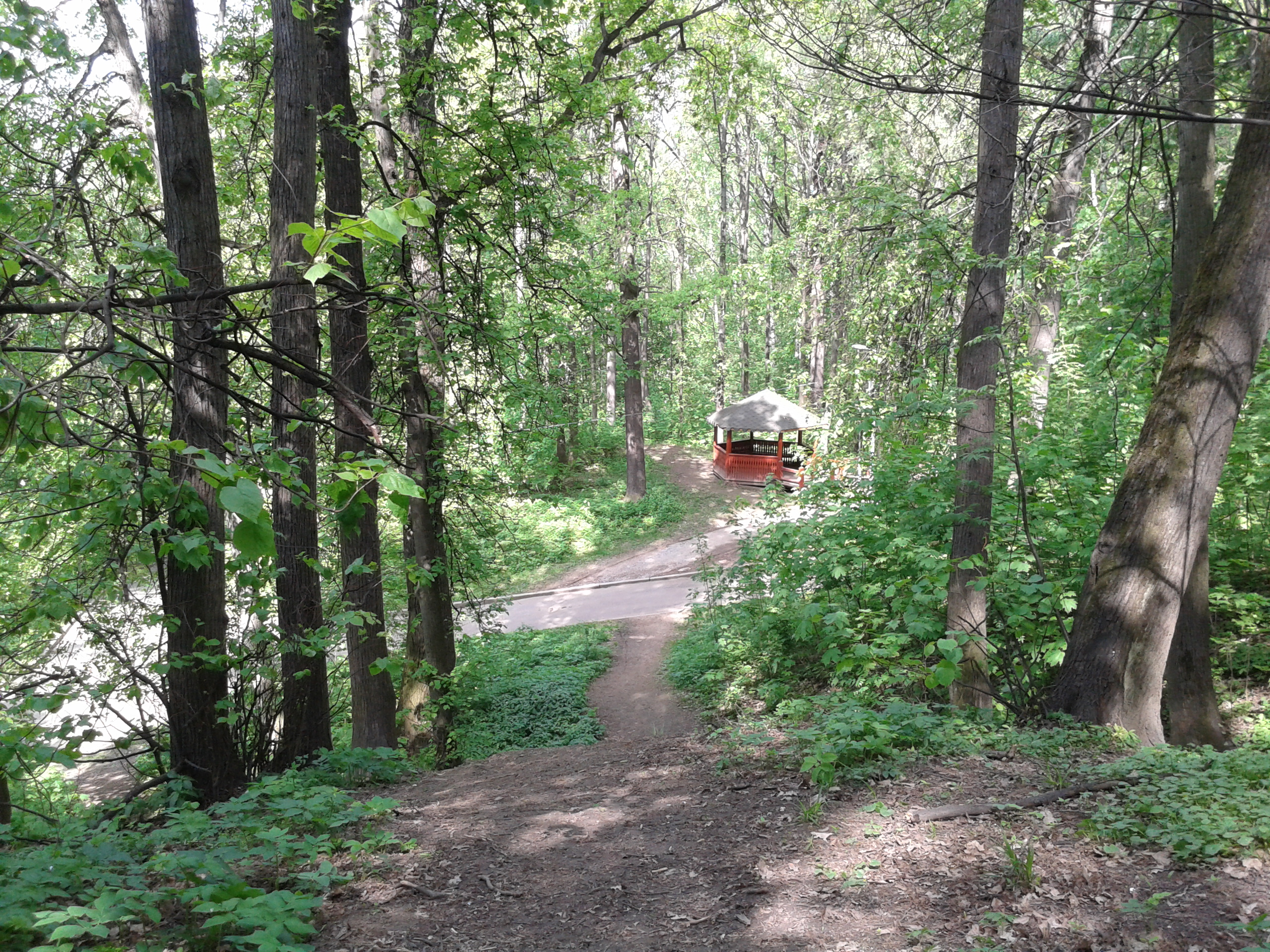
Экологическая тропа

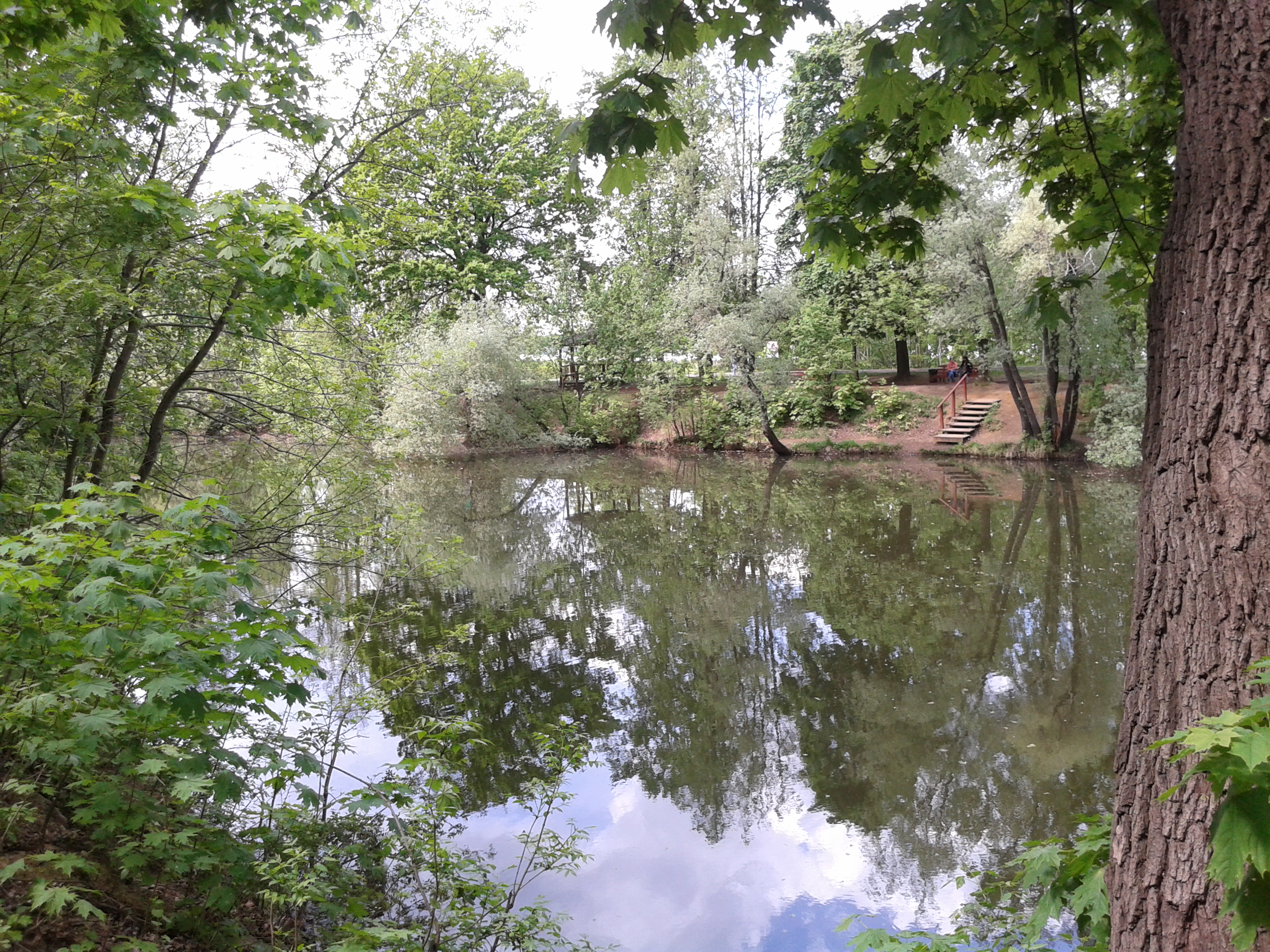
Большой Андреевский пруд

В 1987 году Ленинские горы были объявлены памятником природы.
В 1998 году был создан Государственный природный заказник «Воробьёвы горы», объявленный особо охраняемой природной территорией.
Заказник расположен на высоком правом берегу Лужнецкой излучины Москвы-реки (фактически Воробьёвы горы — это уступ Теплостанской возвышенности, возвышающийся над урезом реки на высоту до 80 метров). Высокий и крутой склон речной долины рассечён глубокими балками, спускающимися к Москве-реке. Его характерная особенность — широкое развитие оползневых террас. В силу опасности развития оползневых процессов Воробьёвы горы благополучно избежали интенсивной застройки и в значительной мере сохранили свой природный облик — это единственная особо охраняемая природная территория Москвы, где сохранился естественный широколиственный лес с характерной для него флорой и фауной в такой близи от центра города.
Почти на всем протяжении Воробьёвы горы покрывает старый широколиственный лес, состоящий преимущественно из липы, дуба, клёна, берёзы и ясеня: корни деревьев закрепляют крутые склоны от размывания и эрозии. Под пологом леса в числе других травянистых растений встречаются ландыши, колокольчики, медуница, хохлатки, дремлик широколистный. Разнообразен и животный мир парка: здесь живут белки и кроты, соловьи и пеночки. Ушастая сова, ворон и серая неясыть занесены в Красную книгу города Москвы. В небе над природным заказником можно увидеть сокола, ястреба-перепелятника, пустельгу.
Заказник проводит экскурсии, ведёт программу экологического просвещения, им разработаны три экологические тропы. На территории природного заказника находятся два Андреевских пруда: малый и большой, названных так по имени близ расположенного Андреевского монастыря. На террасах Воробьёвых гор находится также Лесной пруд.
В 2013 году заказник был присоединён к территории ЦПКиО им. Горького и Нескучного сада.
Недалеко от смотровой площадки (вниз по течению реки) находится памятный знак, посвящённый клятве А. Герцена и Н. Огарёва.
В 1999 году Ленинским горам было возвращено их историческое название — Воробьёвы, одновременно была переименована и станция метрополитена «Ленинские горы».
На Воробьёвых горах стали проводиться соревнования по Этапам Кубка мира GRM group по натурбану (санному спорту), а также горному велосипеду и автоспорту.

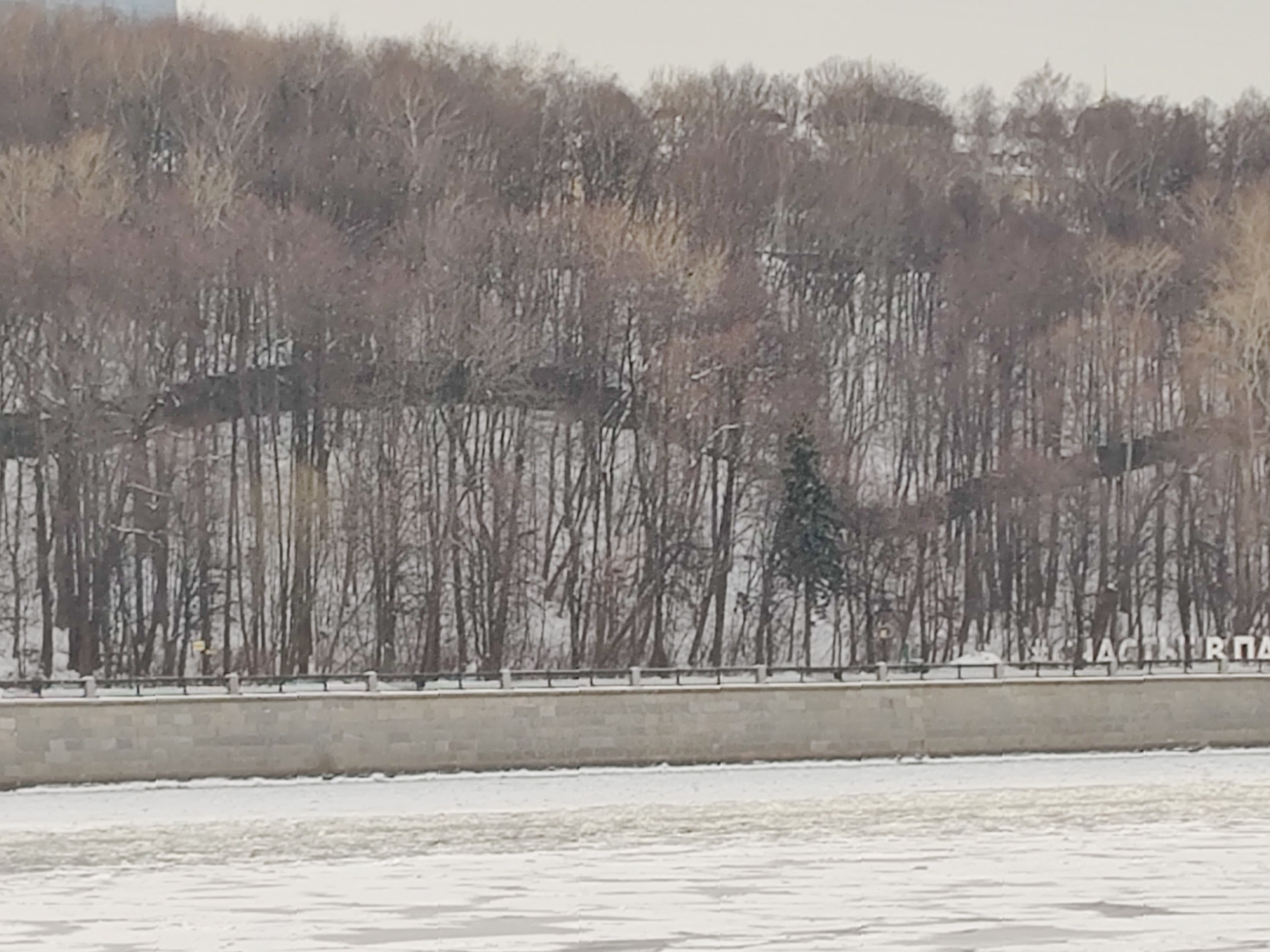
Тёмная полоса — забор вокруг участков Г.Тимченко и ФСО, 2021

Указом мэра Москвы С. С. Собянина от 17 сентября 2013 года здание бывшей дачи Н. С. Хрущёва вместе с прилегающим участком заказника площадью 2,67 гектаров без какого-либо конкурса был передан в аренду офшорной фирме «Жардин девелопментс ЛТД», связанной с миллиардером Г. Н. Тимченко — «для эксплуатации здания гостиницы». Несмотря на то, что любые строительные работы на земле, принадлежащей заказнику, законодательно запрещены, для Тимченко здесь были возведены вертолётная площадка, банный комплекс и другие сооружения.
В 2013 году природный заказник «Воробьёвы горы» был присоединён к территории ЦПКиО им. Горького и Нескучного сада.
Смотровая площадка, привлекающая в наше время не только туристов и молодожёнов, но и сообщества мотоциклистов и любителей уличных гонок на автомобилях, во второй половине 2014 года подверглась капитальному ремонту: в гранитную мостовую была вмонтирована интерактивная карта Москвы с подсветкой, подсвечена балюстрада, под площадкой обустроена зона отдыха.
На территории заказника с 2018 года строился спортивный комплекс «Воробьёвы горы» (ул. Косыгина, 28): три горнолыжные трассы, экстрим-парки, ролледром, санная трасса, верёвочный парк, трамплины для прыжков на лыжах, сноуборда и фристайла Big-Air. Также для москвичей были предусмотрены места для хранения спортивного инвентаря, детские и спортивные площадки, раздевалки и туалеты. В декабре 2022 года спорткомплекс был открыт.
Председатель Совета депутатов Гагаринского района города Москвы Елена Русакова заявила в июле 2019 года, что ландшафт Воробьёвых гор подвергается незаконному разрушению, и опубликовала фото масштабной стройки, назвав её организаторов «преступниками».

#### Планы установки памятника князю Владимиру
В начале 2015 года стало известно о планах властей установить на Воробьёвых горах ко Дню народного единства, 4 ноября 2015 года, памятник князю Владимиру. В феврале 2015 года конкурсная комиссия Российского военно-исторического общества остановила свой выбор на проекте мастерской Салавата Щербакова (архитектор Василий Данилов), согласно которому монумент высотой 24 метра и весом 330 тонн должен быть установлен у самой бровки холма. Был объявлен сбор средств на строительство, 25 февраля установку памятника поддержала Московская городская дума.
В то же время начался сбор подписей с требованием остановки проекта, так как Мосгордумой не был проведён ни положенный по закону открытый конкурс проектов, ни экологическая экспертиза, а само сооружение памятника на этом месте вступает в противоречие с законодательством об охране культурного наследия, вмешивается в устоявшийся архитектурный ансамбль и фактически ликвидирует смотровую площадку. 21 апреля было объявлено о создании общегородской коалиции в защиту Воробьёвых гор. К началу июня петицию подписало почти 60 тысяч человек. Также была создана петиция в поддержку решения Мосгордумы об установлении памятника, которую к концу мая подписали 52 тысячи человек.
Скульптор Салават Щербаков не настаивал на смотровой площадке Воробьёвых гор: «Москва — прекрасный город, мест для размещения очень много», при этом он готов скорректировать размеры памятника. Ранее движение «Архнадзор» предложило альтернативные варианты для установки памятника.
В конце мая 2015 года смотровая площадка была огорожена, на ней, без разрешения на строительство и положенных по закону согласований начались работы, при этом была демонтирована интерактивная плитка, уложенная в 2014 году. Однако в дальнейшем место строительства памятника было перенесено на Боровицкую площадь.

## Спорт и активный отдых

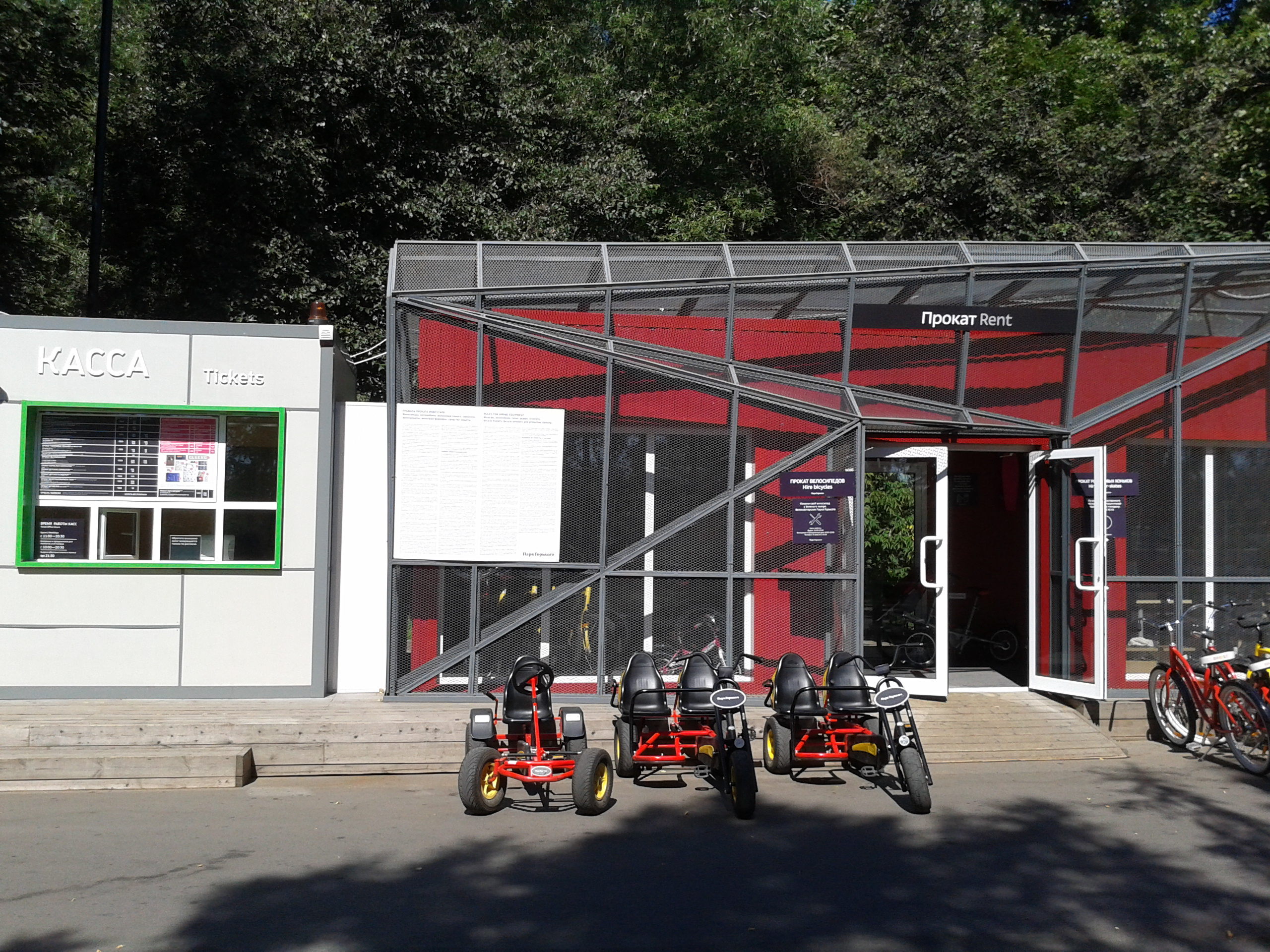
Пункт проката спортивного инвентаря

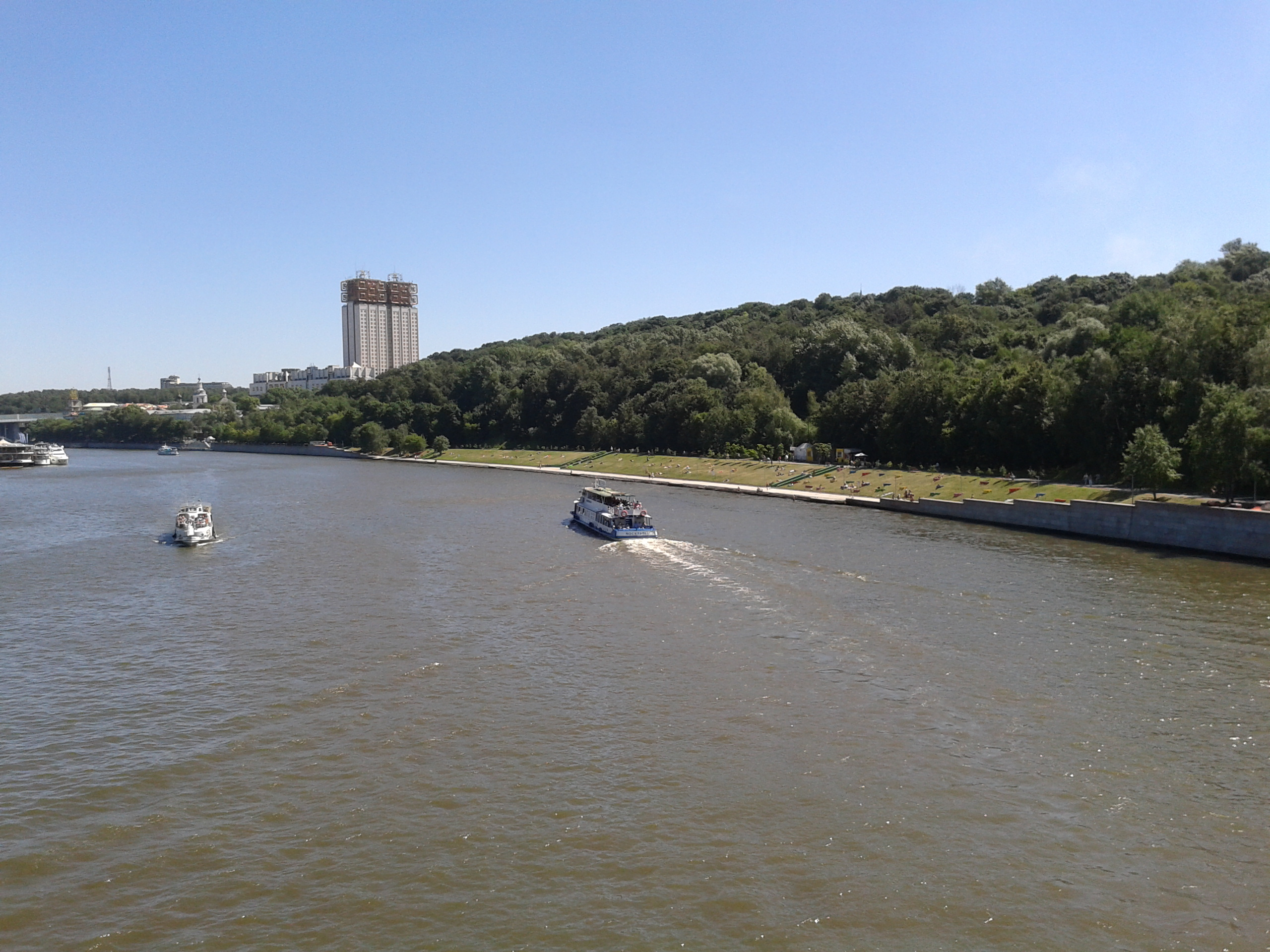
Речные трамвайчики у подножия Воробьёвых гор

В составе Воробьёвых гор находятся две набережные Москвы-реки, Воробьёвская и Андреевская, используемые для катания на велосипедах, роликовых коньках, скейтборде, педальных картах и пеших прогулок. Также можно заниматься бегом на большие расстояния вдоль Москвы-реки от Третьего транспортного кольца до ЦПКиО им. М. Горького.
На набережных имеются пункты проката соответствующего спортивного инвентаря и небольшие закусочные. Для желающих позагорать на солнце на Андреевской набережной оборудован пляж.
На период проведения Чемпионата мира по футболу 2018 на Воробьёвых горах была организована главная фан-зона с большими мониторами, за матчами с которых могли наблюдать более сотни тысяч болельщиков.
На территории спортивно-туристического комплекса «Воробьёвы горы» проходят международные соревнования: Кубок Европы по фристайлу в дисциплине «лыжная акробатика» и этап Кубка мира FIS по сноуборду в дисциплине «параллельный слалом».

## Транспорт

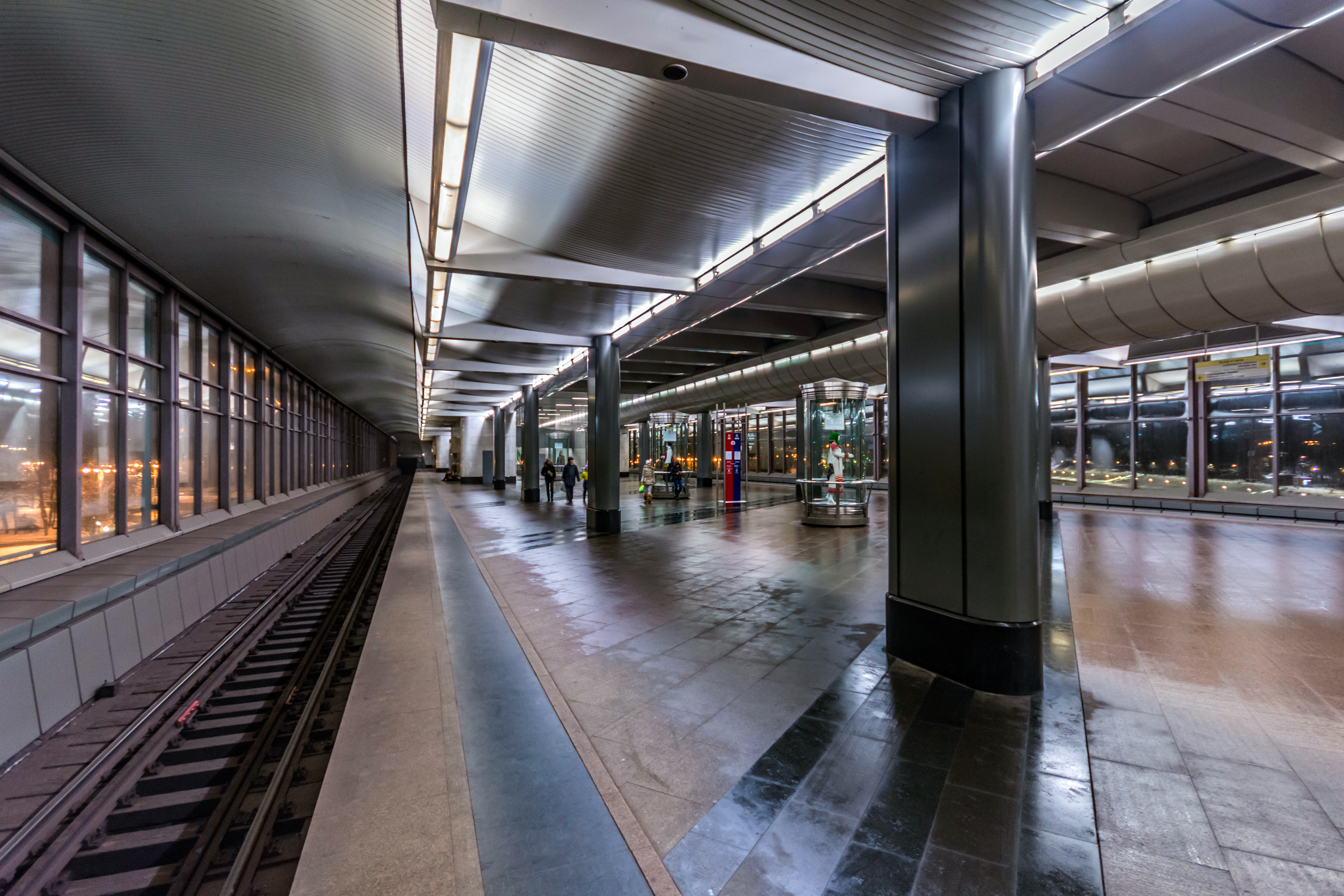
Станция метро «Воробьёвы горы»

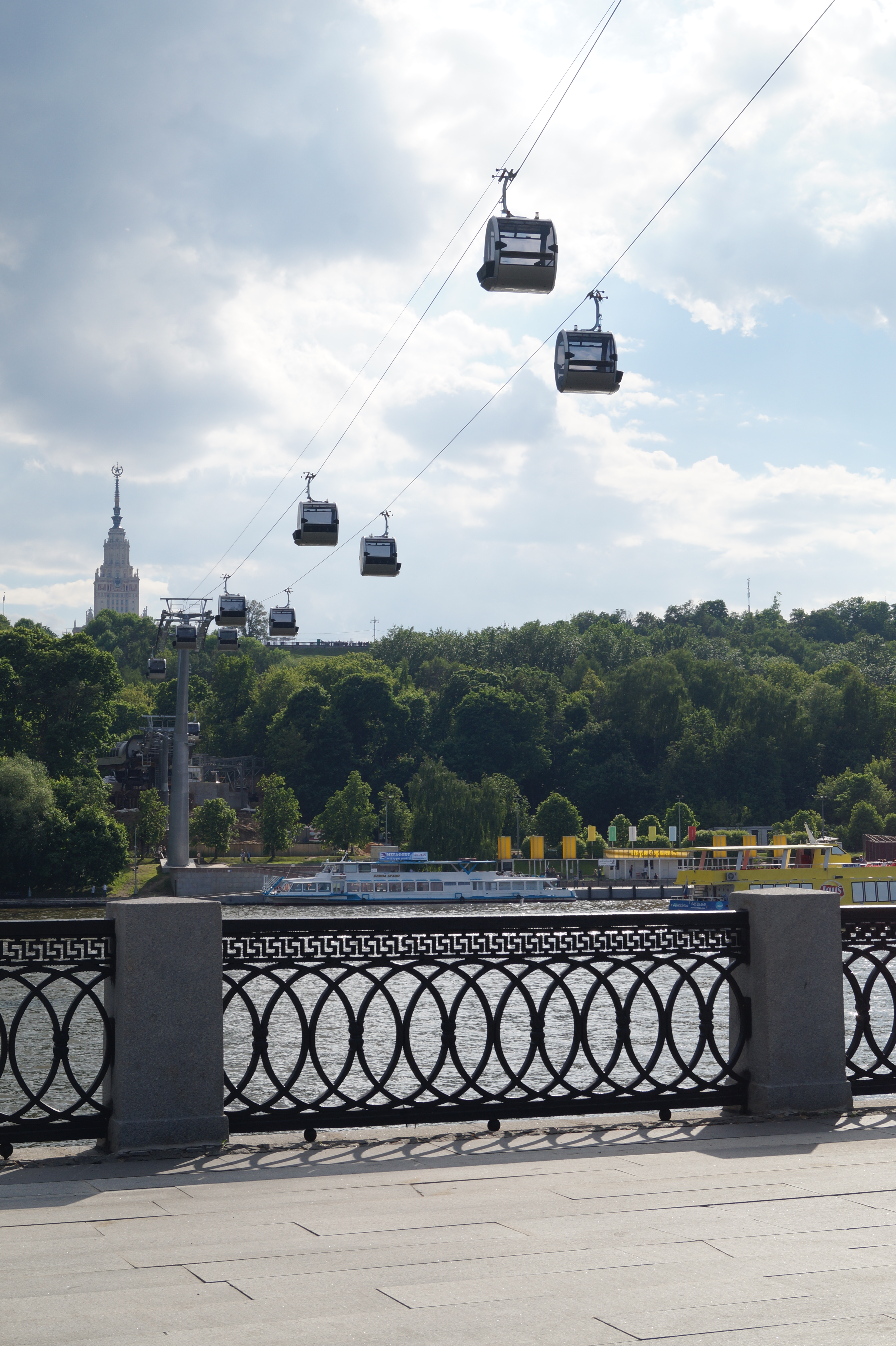
Новая канатная дорога на Воробьёвых горах, 2018 год

В настоящее время по Воробьёвым горам проходит автобус 297.
В районе Воробьёвых гор находится станция Московского метрополитена с одноимённым названием (до 12 мая 1999 года — «Ленинские горы»). Сооружена по всемирно уникальному спецпроекту в нижнем ярусе Лужнецкого метромоста над рекой Москва, является первой в мире станцией метро, расположенной на мосту над рекой. Имеет два вестибюля. Из северного вестибюля можно выйти на Лужнецкую набережную, к канатной дороге и олимпийскому спортивному комплексу «Лужники». Из южного — на Воробьёвскую набережную (через нижний зал), к природному заказнику «Воробьёвы горы» и смотровой площадке (через верхний зал).
По Воробьёвской и Андреевской набережным городской транспорт не ходит.
От причала Воробьёвых гор и Андреевского монастыря по Москве-реке можно прокатиться на речном трамвайчике по центру Москвы до Новоспасского моста или до Москва-Сити.
26 ноября 2018 года мэр Москвы Сергей Собянин открыл канатную дорогу, соединяющую Лужники и Воробьёвы горы. На канатной дороге теперь можно доехать до смотровой площади Лужников за пять минут. Она сможет перевозить до 1,6 тыс. человек в час.

## В культуре

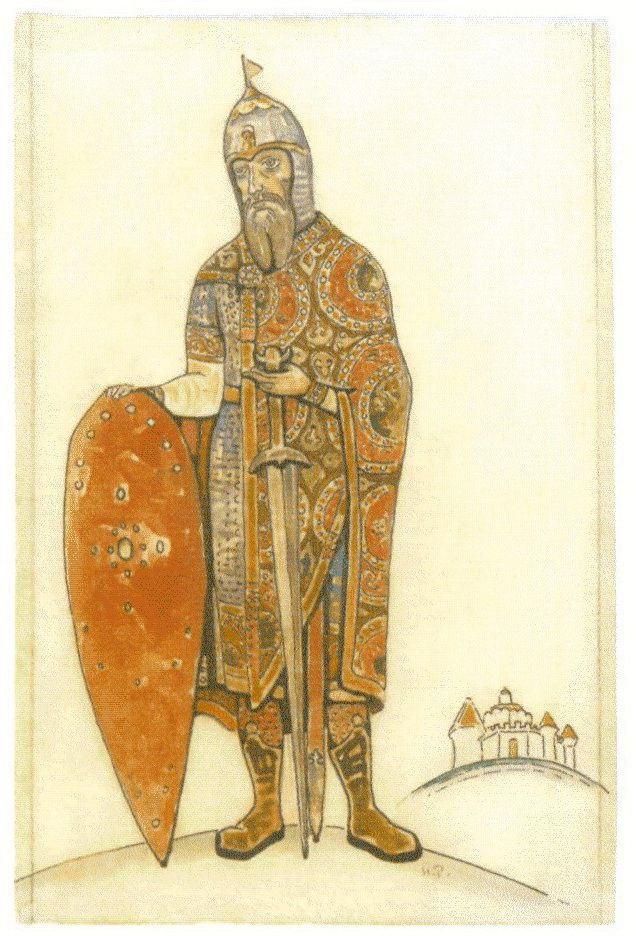
Н. Рерих. Князь Игорь. Эскиз к опере А. П. Бородина «Князь Игорь», 1914

Название Воробьёвых гор присутствует на страницах многих произведений, писем и дневников Н. Карамзина, М. Лермонтова, Ф. Достоевского, Л. Толстого, А. Горького, А. Чехова, А. Блока и других. Москвой с Воробьёвых гор любовались К. Брюллов, И. Айвазовский, А. Васнецов, А. Саврасов, Б. Кустодиев, А. Рубинштейн, П. Чайковский и многие другие.

### В музыке
- В русском устном народном творчестве существует старинная протяжная песня «Горы Воробьёвские», носящая имя Воробьёвых гор[56][57][58]. Эту песню в виде отдельных попевок использовал А. П. Бородин при сочинении своей оперы «Князь Игорь», а также в Andante Первого струнного квартета[59].
- В 1949 году была написана песня «Ленинские горы» (музыка Ю. Милютина, слова Е. Долматовского)[60].
- В песне «Бал у князя тьмы» группы «Ария» из альбома «Крещение огнём» упоминаются Воробьёвы горы. Песня была вдохновлена романом «Мастер и Маргарита»[61].

### В литературе
- М. Булгаков. Роман «Мастер и Маргарита» (предпоследняя глава — «На Воробьёвых горах»)
- А. Симуков. Пьесы «Воробьёвы горы» (1977 г.)

### В поэзии
- А. Майков. Стихотворение «Воробьёвы горы»
- Г. Адамович. Стихотворение «Воробьёвы горы»
- Б. Пастернак. Стихотворение «Воробьёвы горы»

### В кинематографе
| - Художественный фильм «Сердца четырёх» - Художественный фильм «Операция „Ы“ и другие приключения Шурика» - Художественный фильм «Старик Хоттабыч» - Художественный фильм «Опасный возраст» - Телесериал «ТАСС уполномочен заявить…» | - Художественный фильм «Курьер» - Художественный фильм «Продлись, продлись, очарованье…» - Художественный фильм «Дети Дон Кихота» - Художественный фильм «Невероятные приключения итальянцев в России» | - Художественный фильм «Покровские ворота» - Художественный фильм «Визит к Минотавру» - Художественный фильм «Чёрный квадрат» - Художественный фильм «По семейным обстоятельствам» - Художественный фильм «Охотники за бриллиантами» |

### В изобразительном искусстве

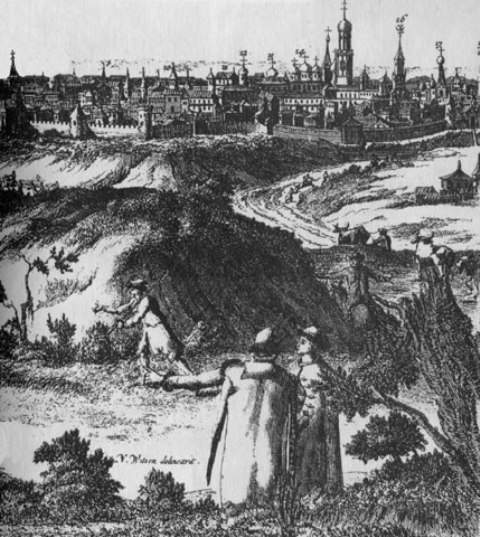
Воробьёвы горы на гравюре XVII века
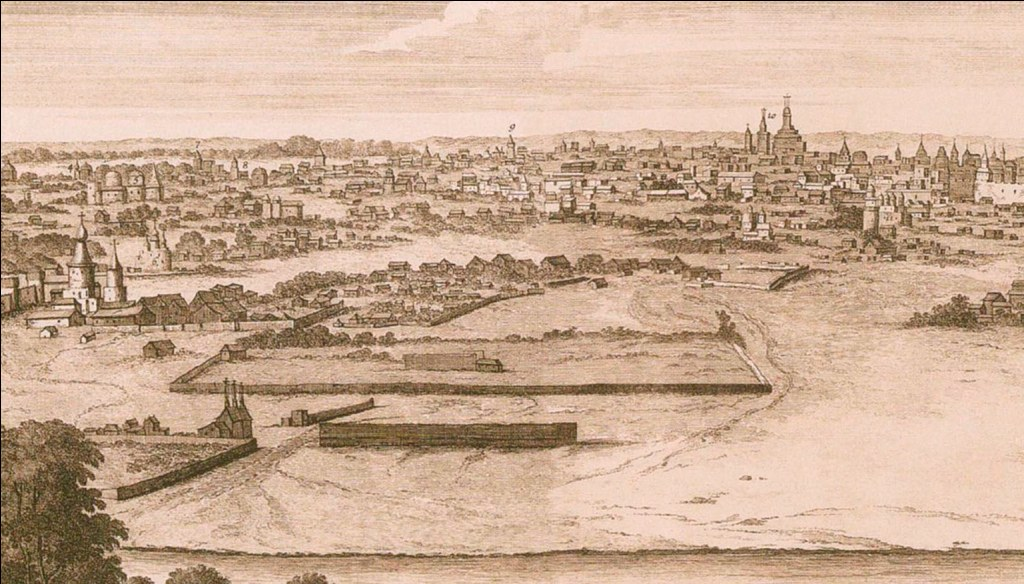
Корнелиус де Бруин. Панорама Москвы с Воробьёвых гор
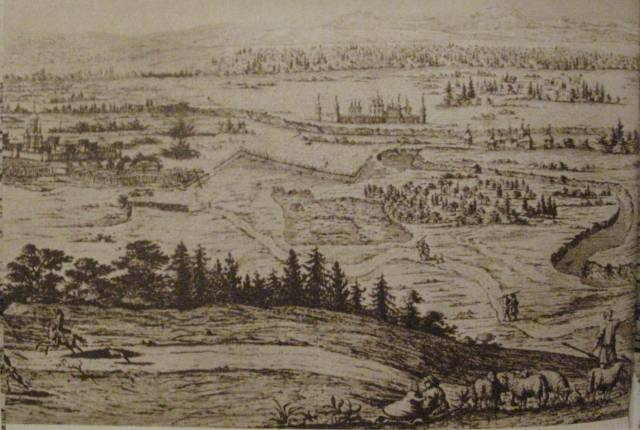
Я. Бликланд. Панорама Москвы с Воробьёвых гор
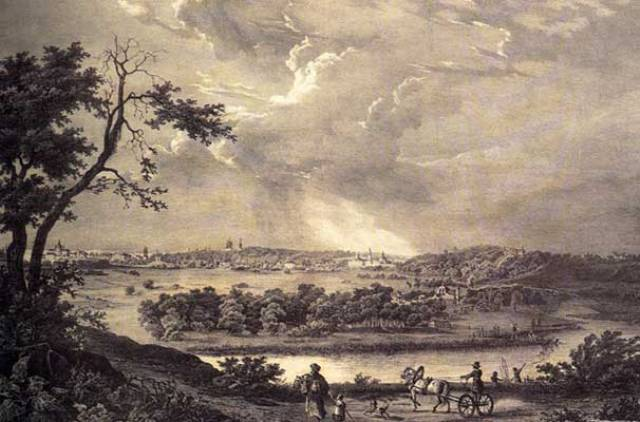
О. Кадоль. Воробьёвы горы глазами художника
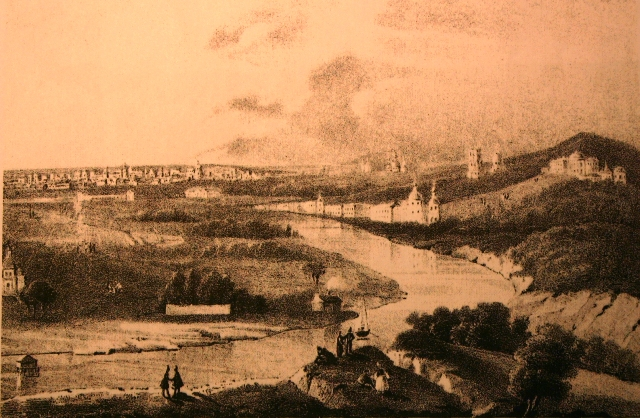
П. Виктор. Вид с Воробьёвых гор
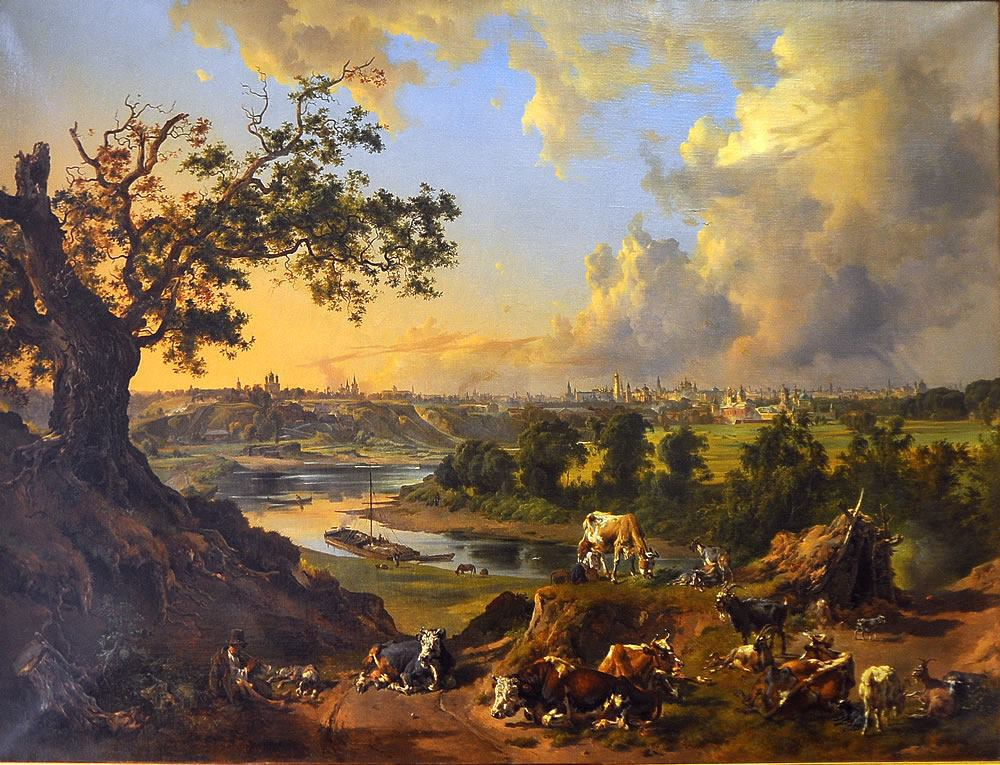
И. Раух. Москва. Вид с Воробьёвых гор
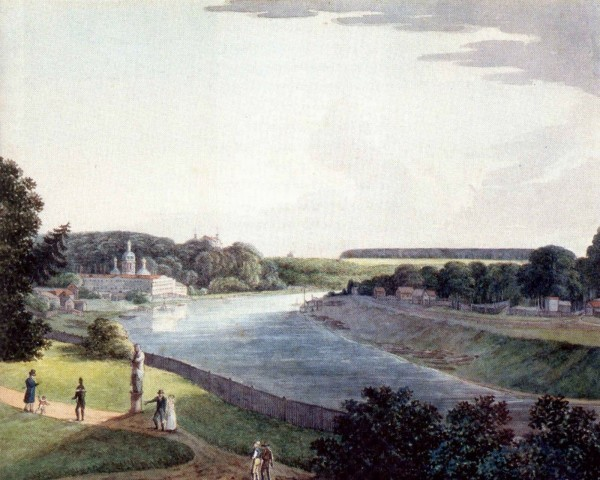
И. Подчарский. Вид на Воробьёвы горы из Нескучного сада
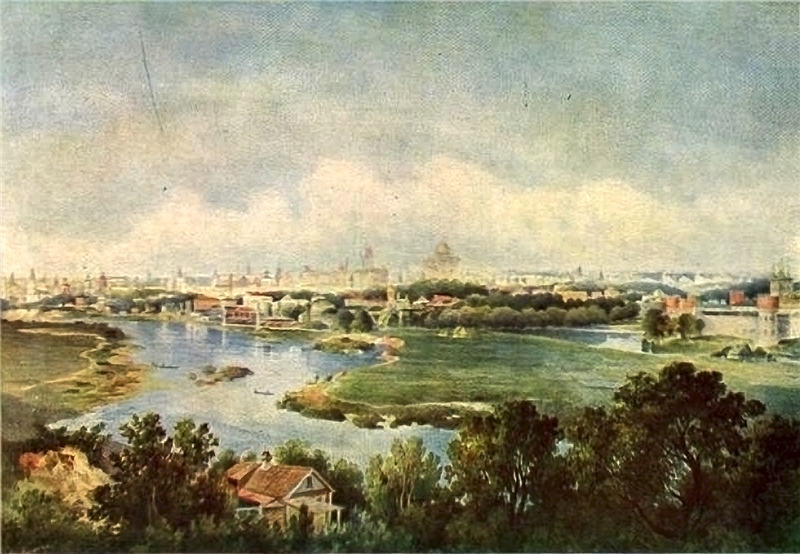
В. Аммон. Вид на Москву с Воробьёвых гор
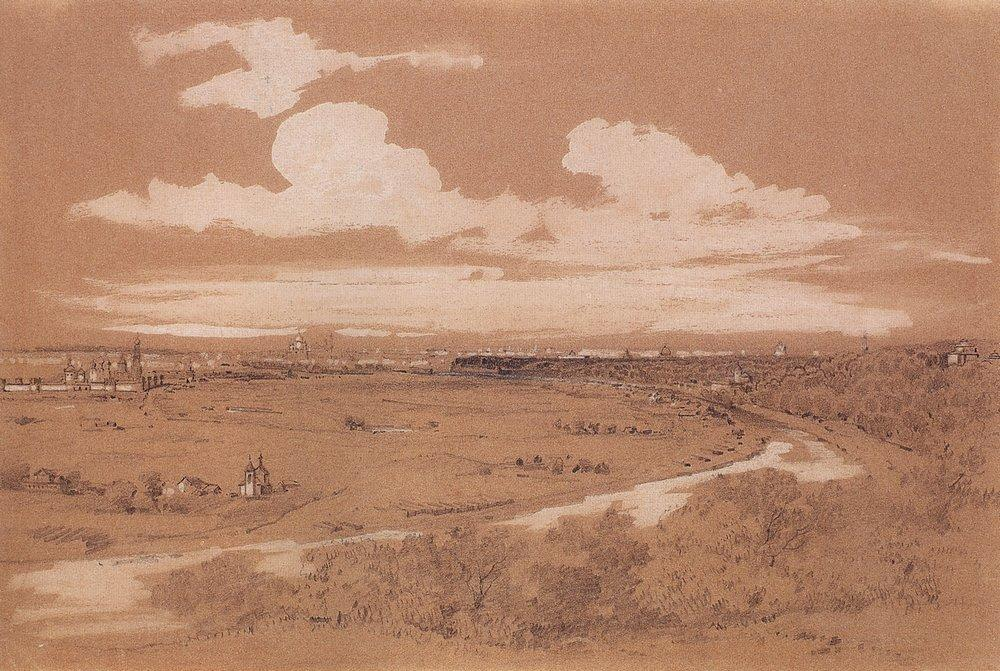
А. Саврасов. Вид на Москву с Воробьёвых гор
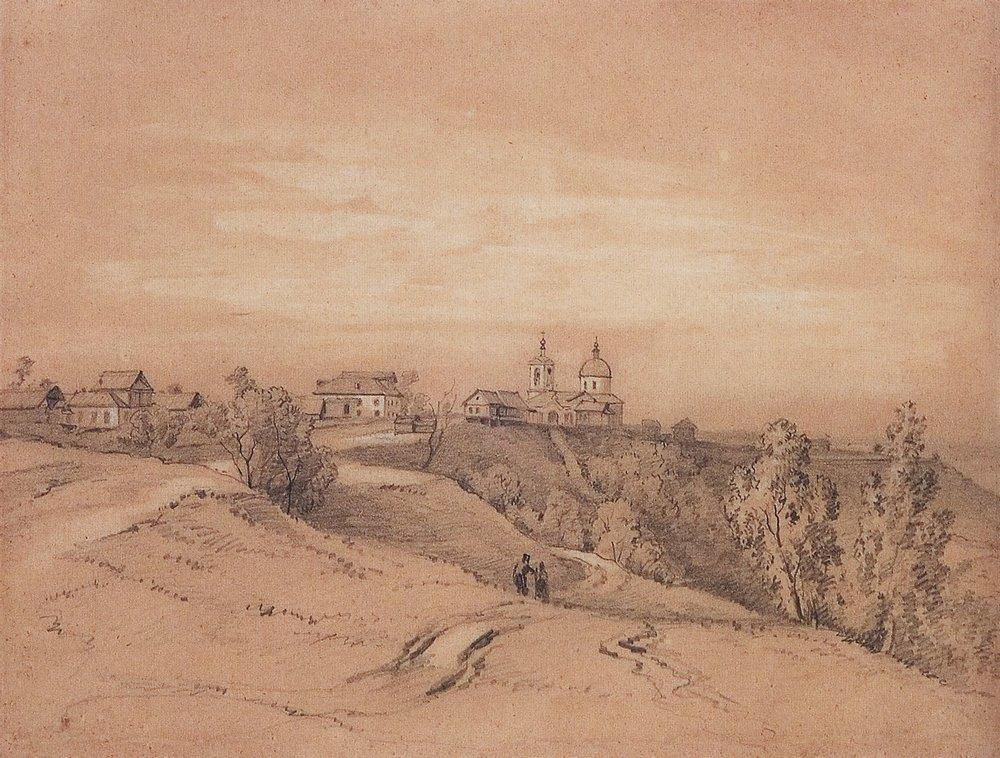
А. Саврасов. Воробьёвы горы недалеко от Москвы
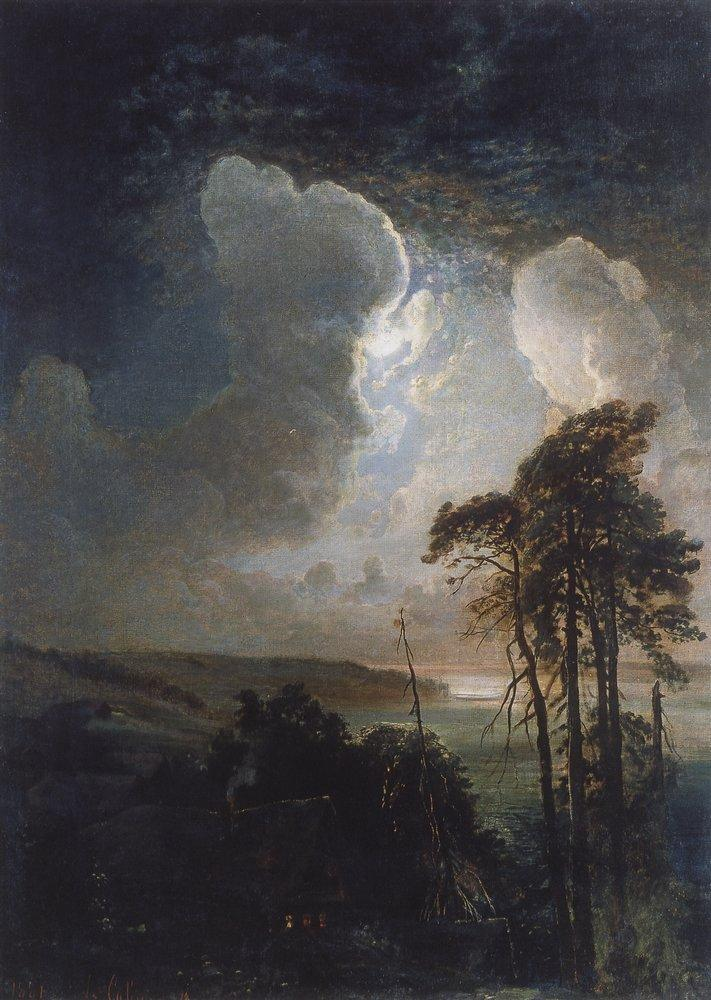
А. Саврасов. Ночь на Воробьёвых горах
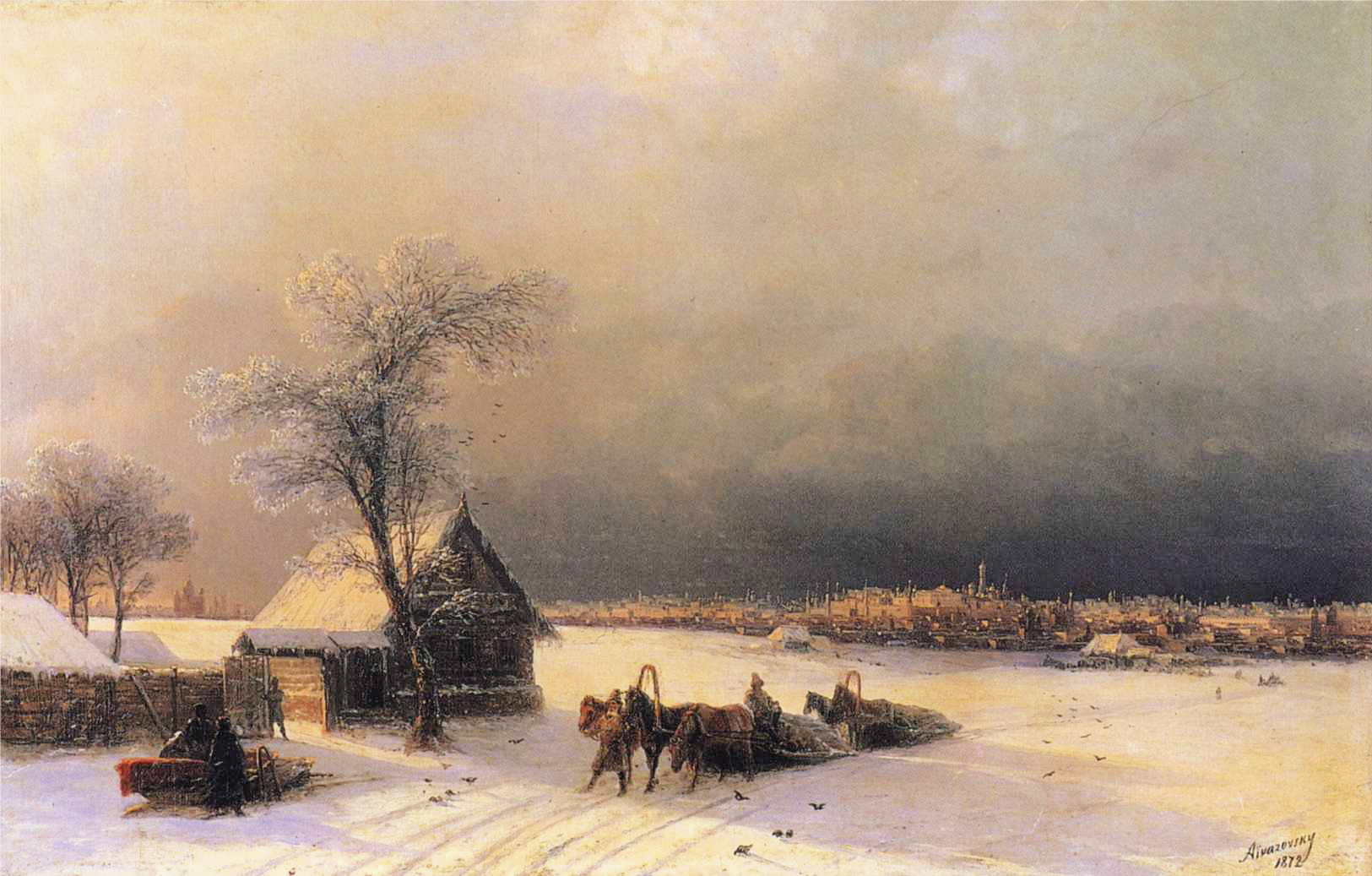
И. Айвазовский. Москва зимой. Вид с Воробьёвых гор
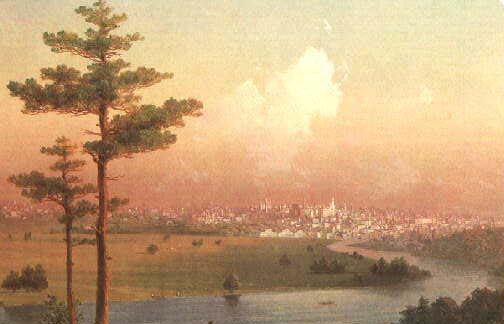
И. Айвазовский. Вид на Москву с Воробьёвых гор
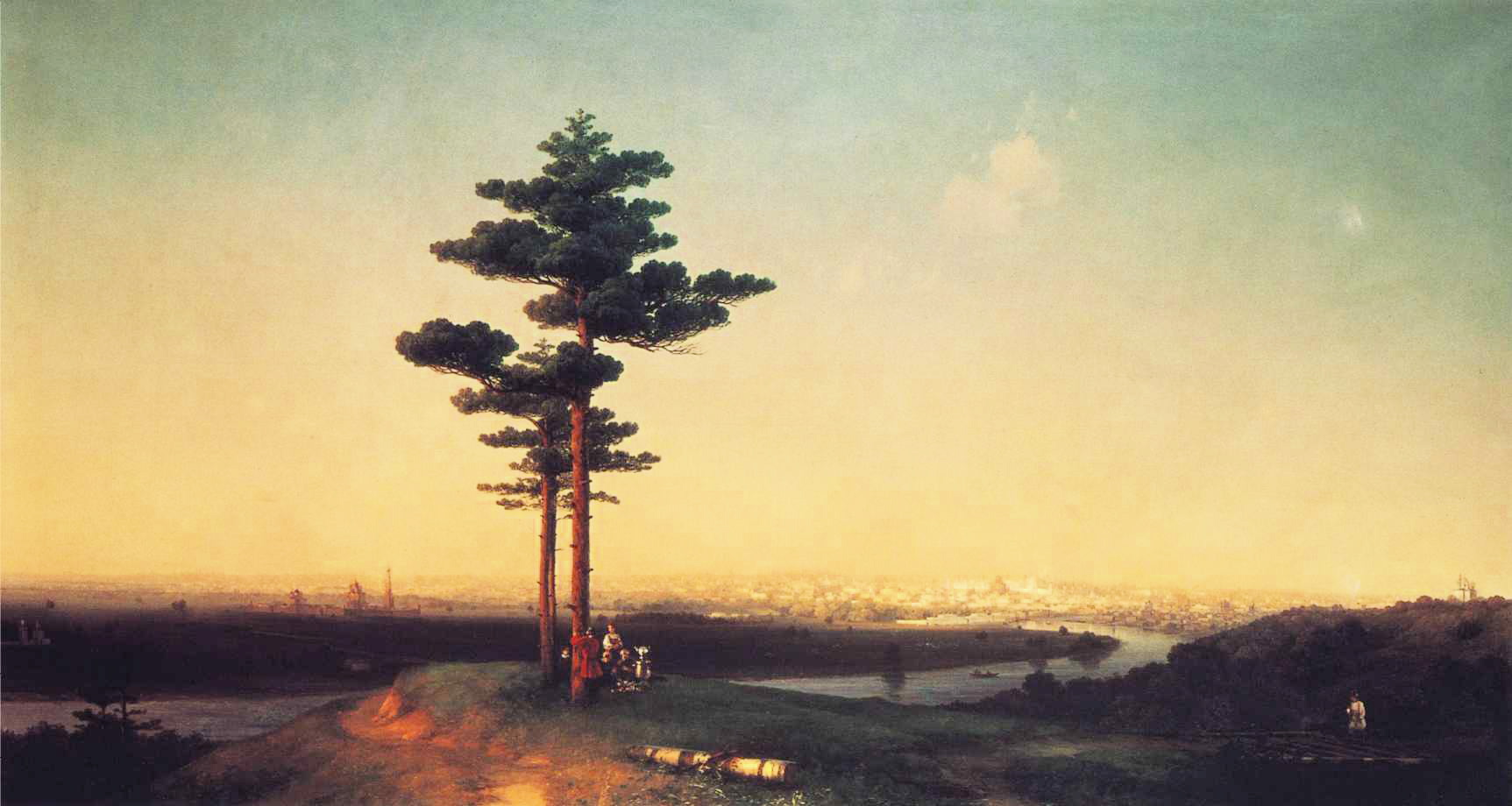
И. Айвазовский. Вид на Москву с Воробьёвых гор
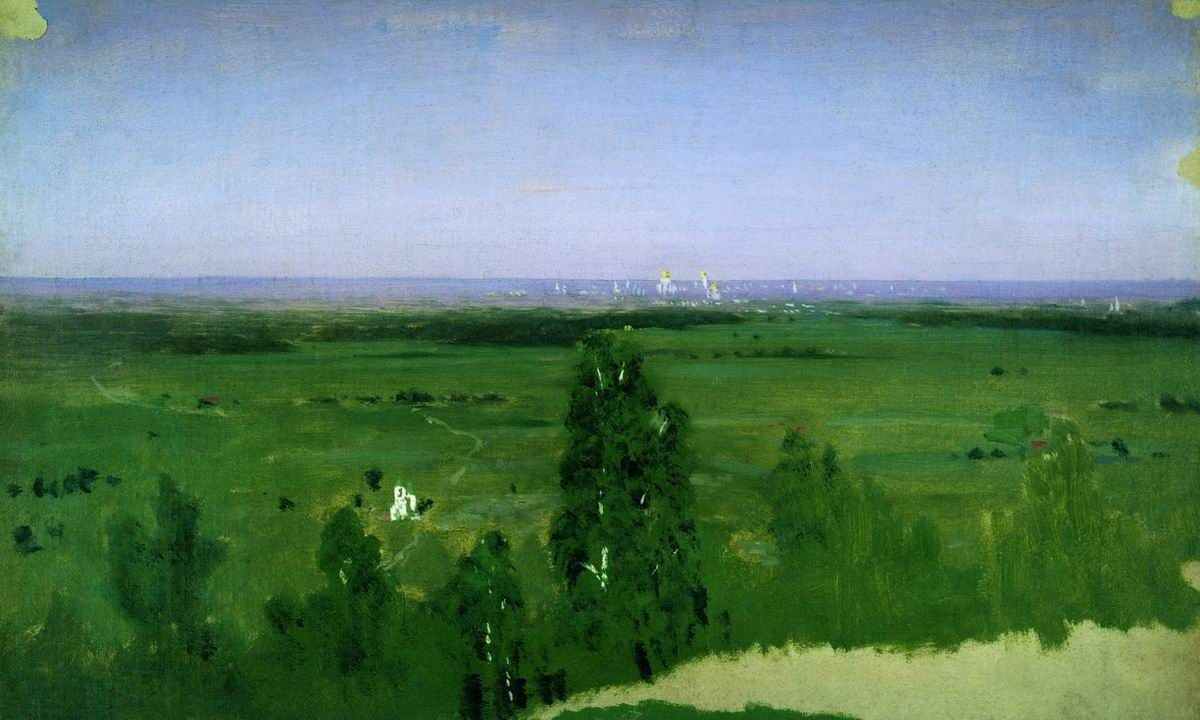
А. Куинджи. Вид на Москву с Воробьёвых гор
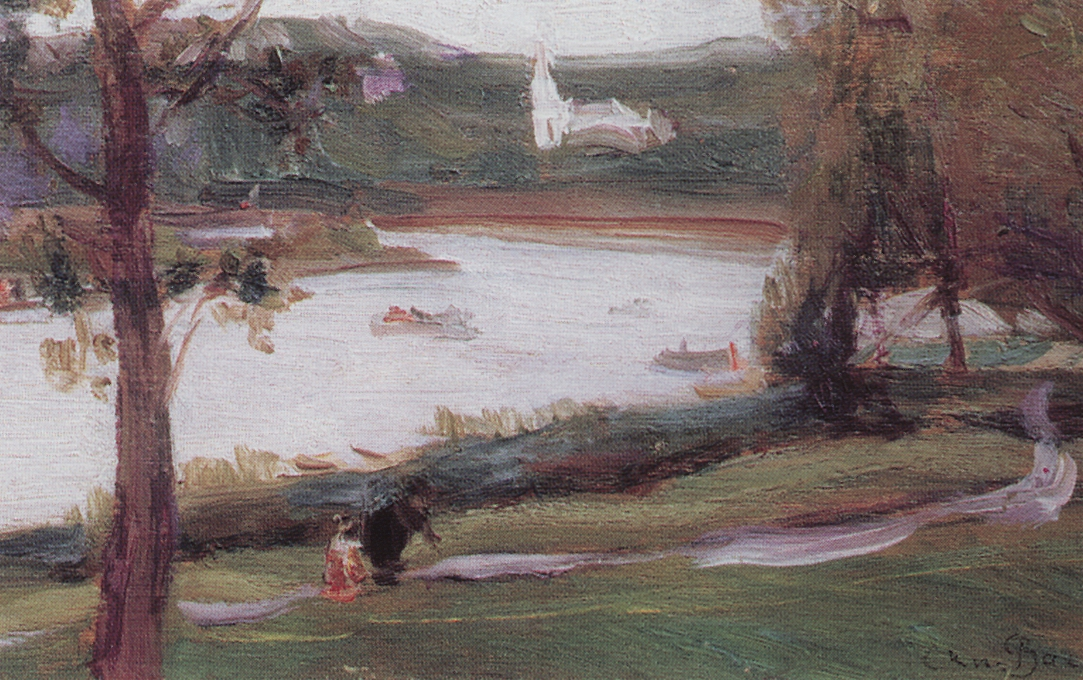
А. Васнецов. У Воробьёвых гор
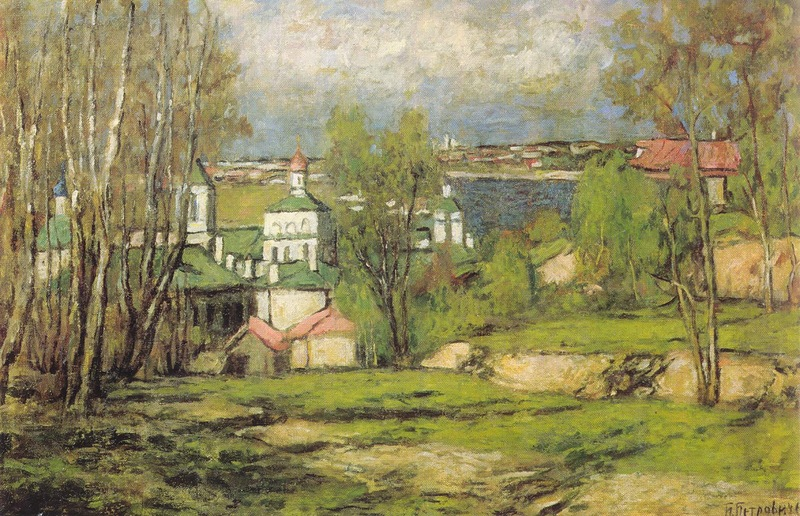
П. Петровичев. Вид Москвы с Воробьёвых гор
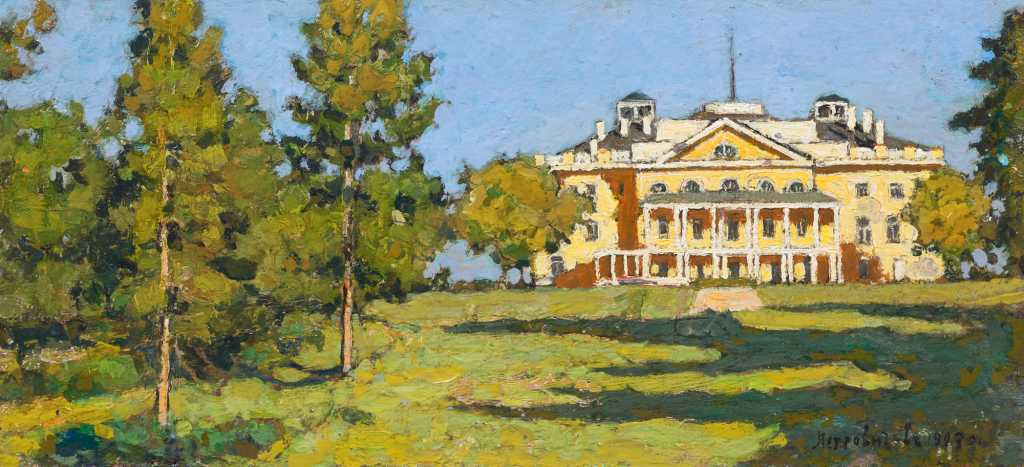
П. Петровичев. Мамонова дача на Воробьёвых горах
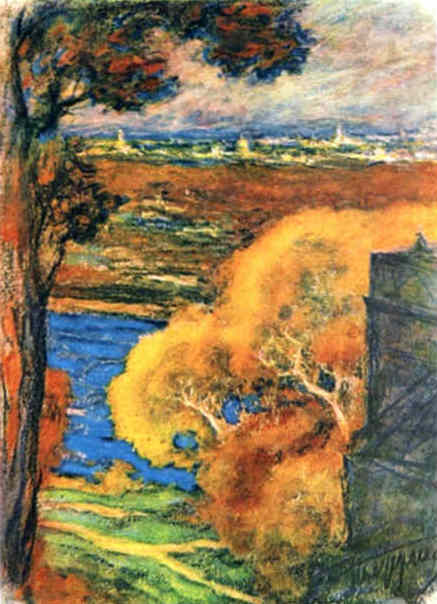
Л. Пастернак. Золотая осень. Воробьёвы горы
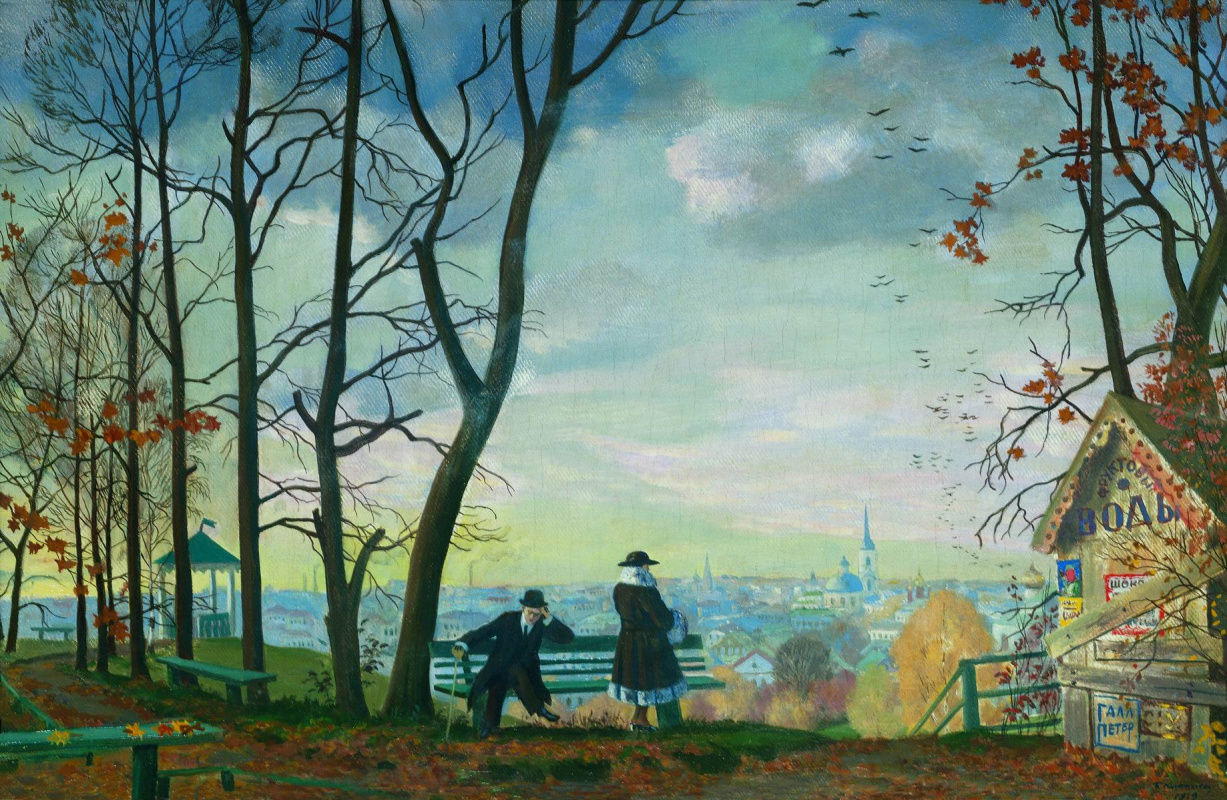
Б. Кустодиев. Вид с Воробьёвых гор

## Галерея

### Современные фотографии Воробьёвых гор

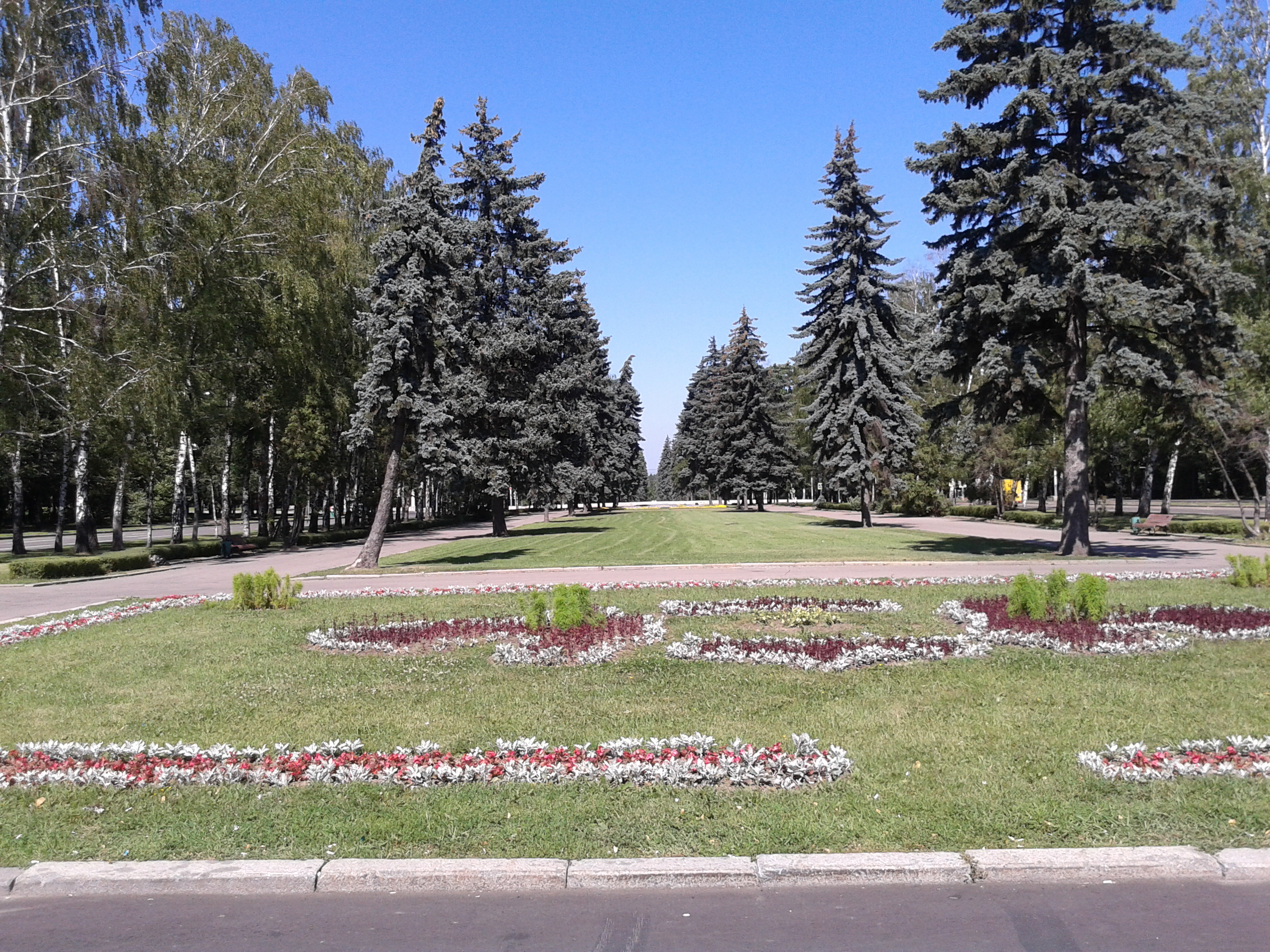
Сквер по Университетскому проспекту
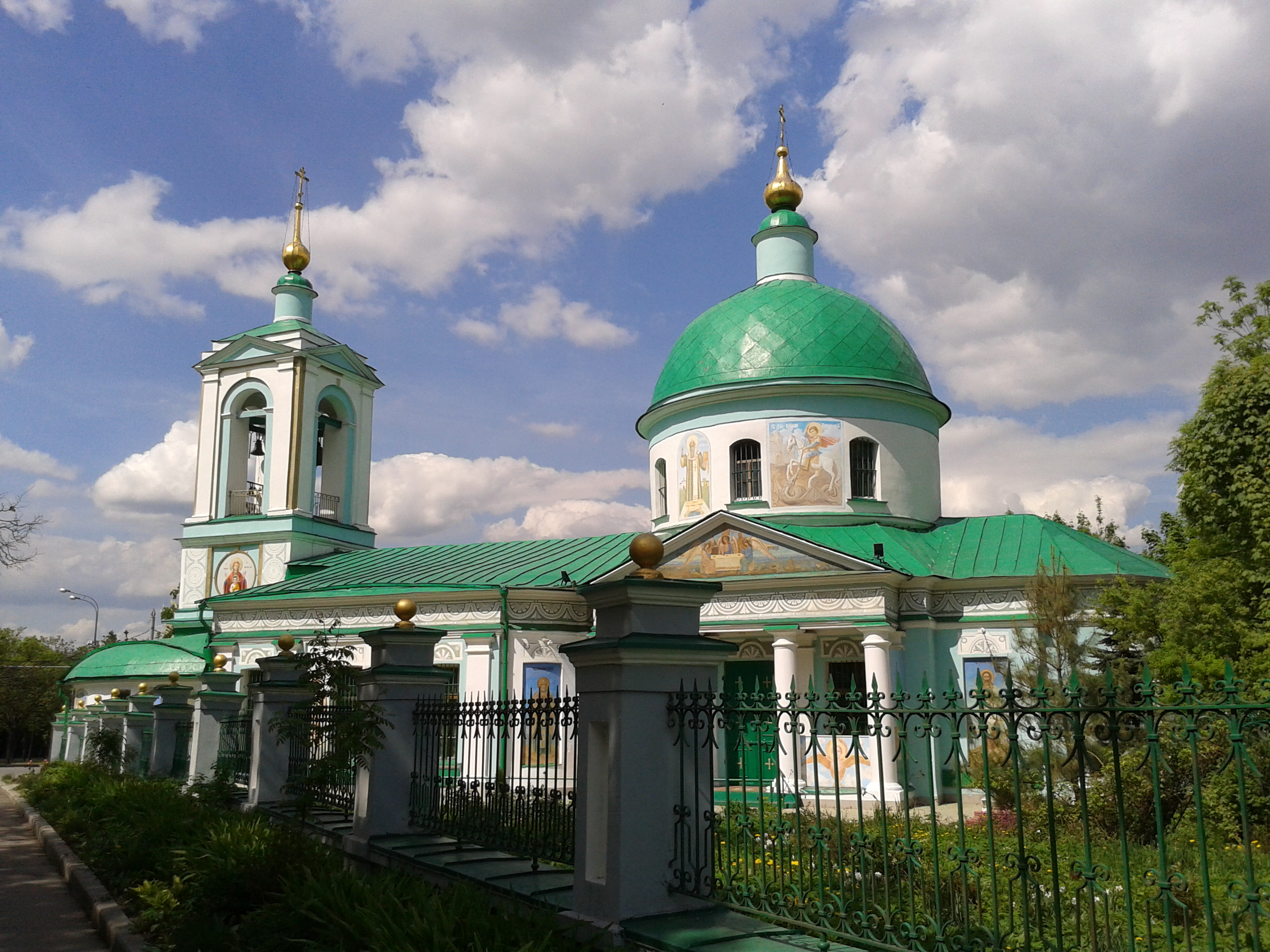
Храм Живоначальной Троицы на Воробьёвых горах
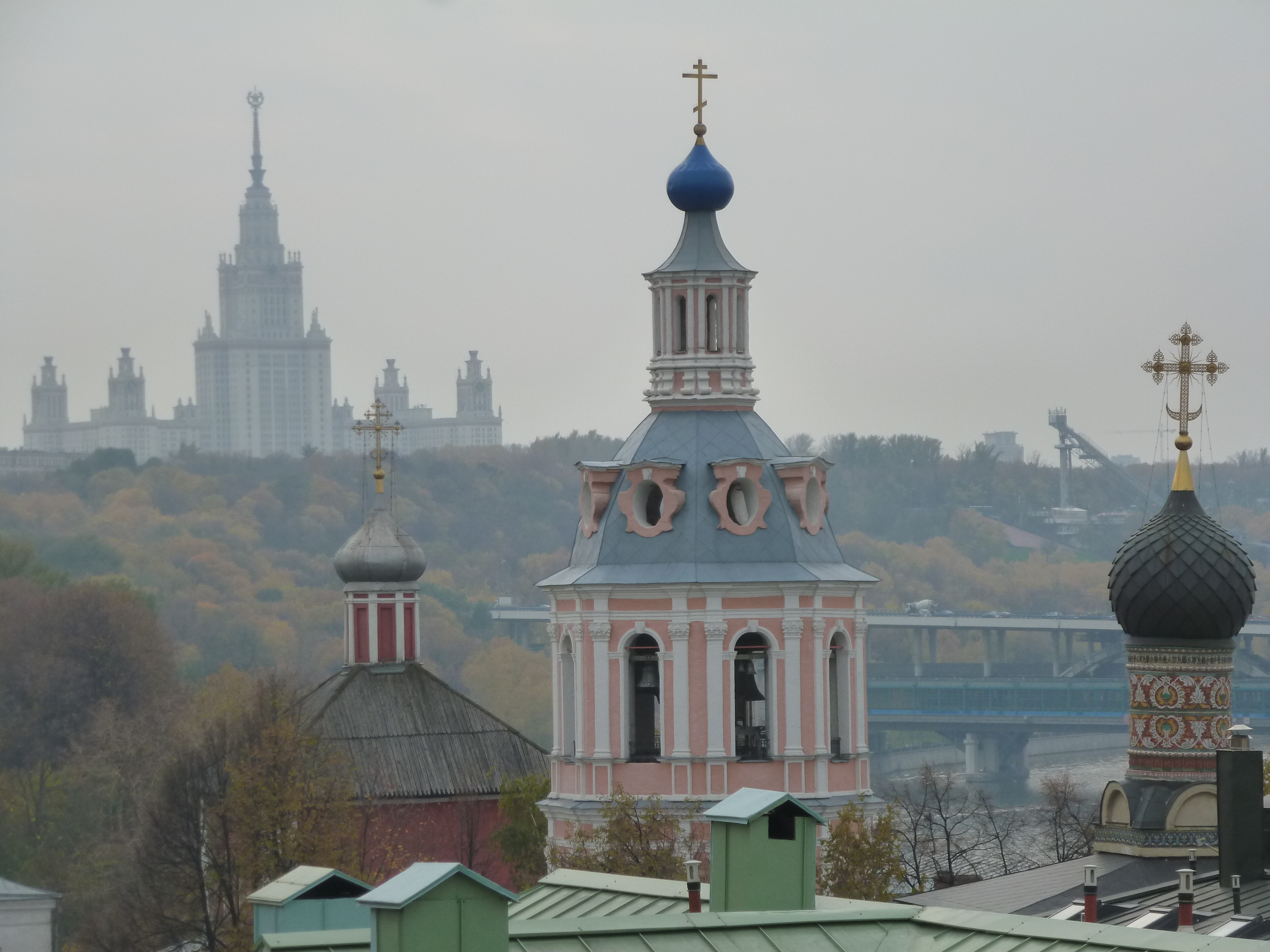
Андреевский монастырь Москвы
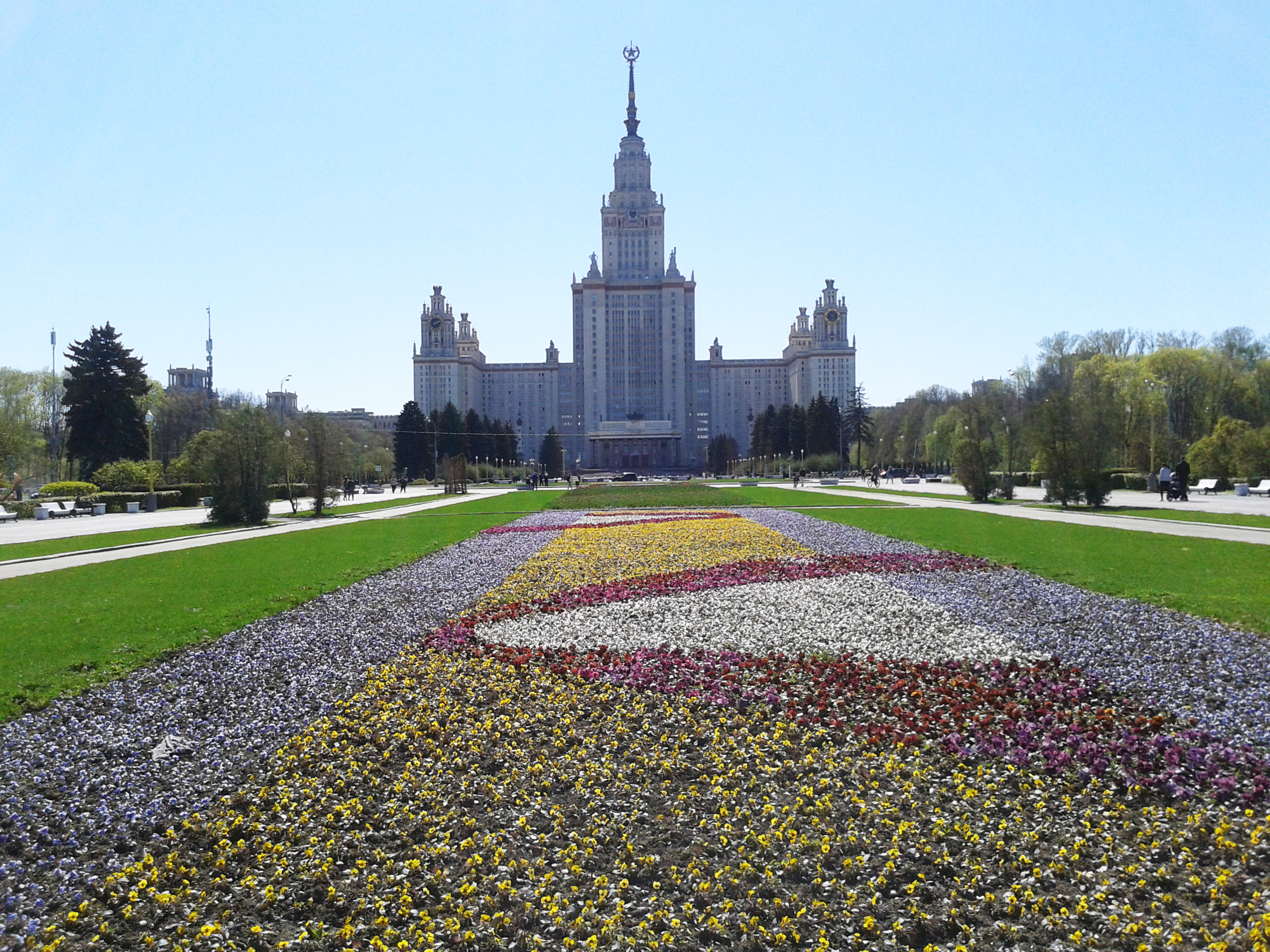
Главное здание МГУ
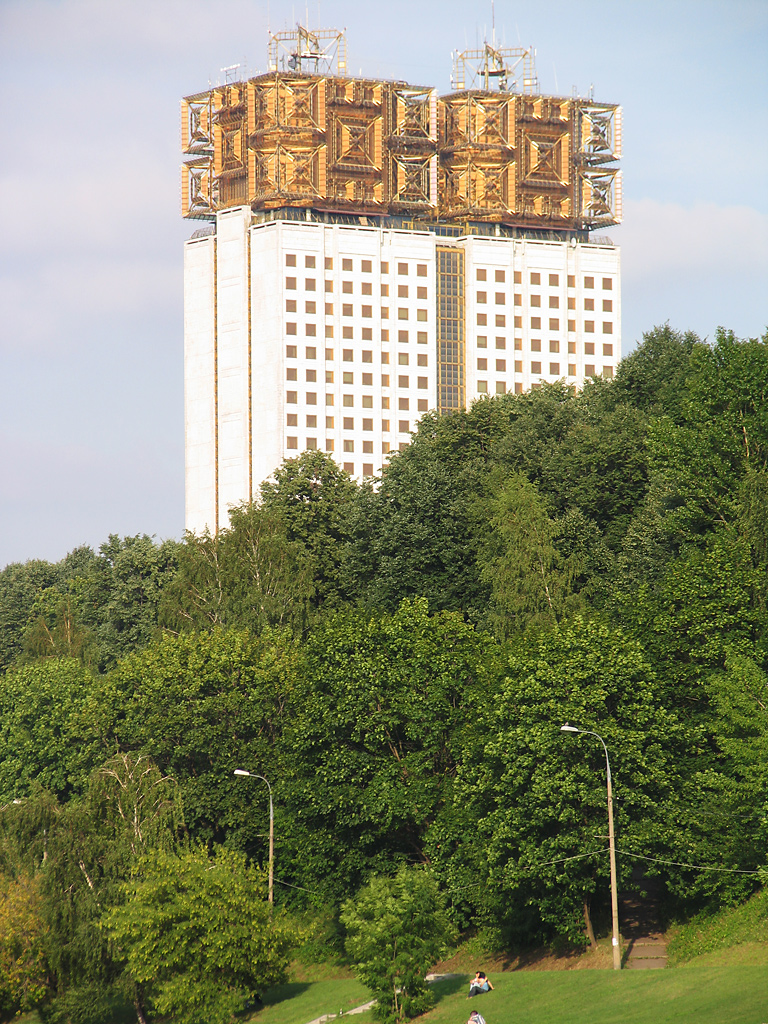
Российская академия наук со стороны Воробьёвых гор
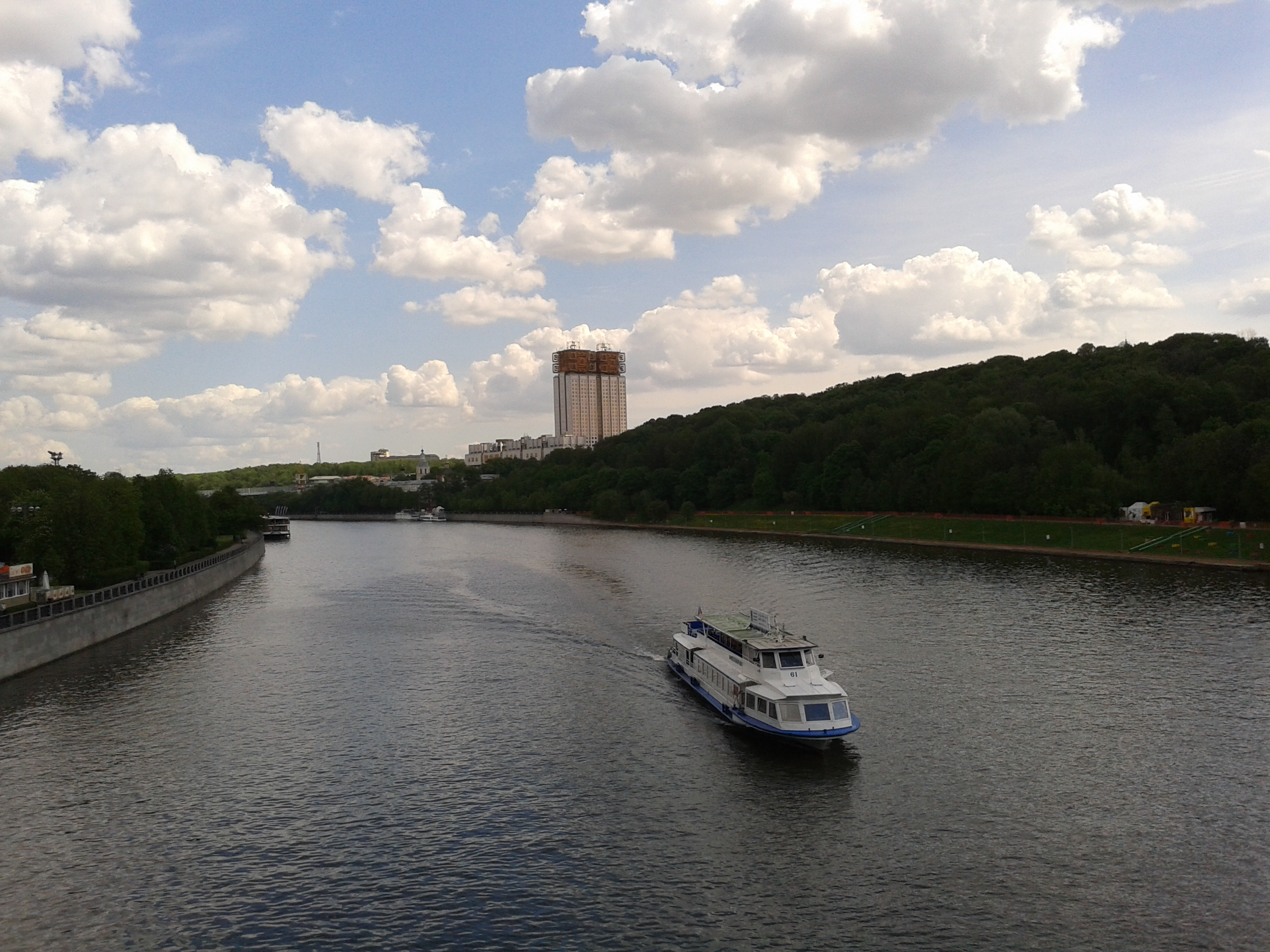
Подножие Воробьёвых гор
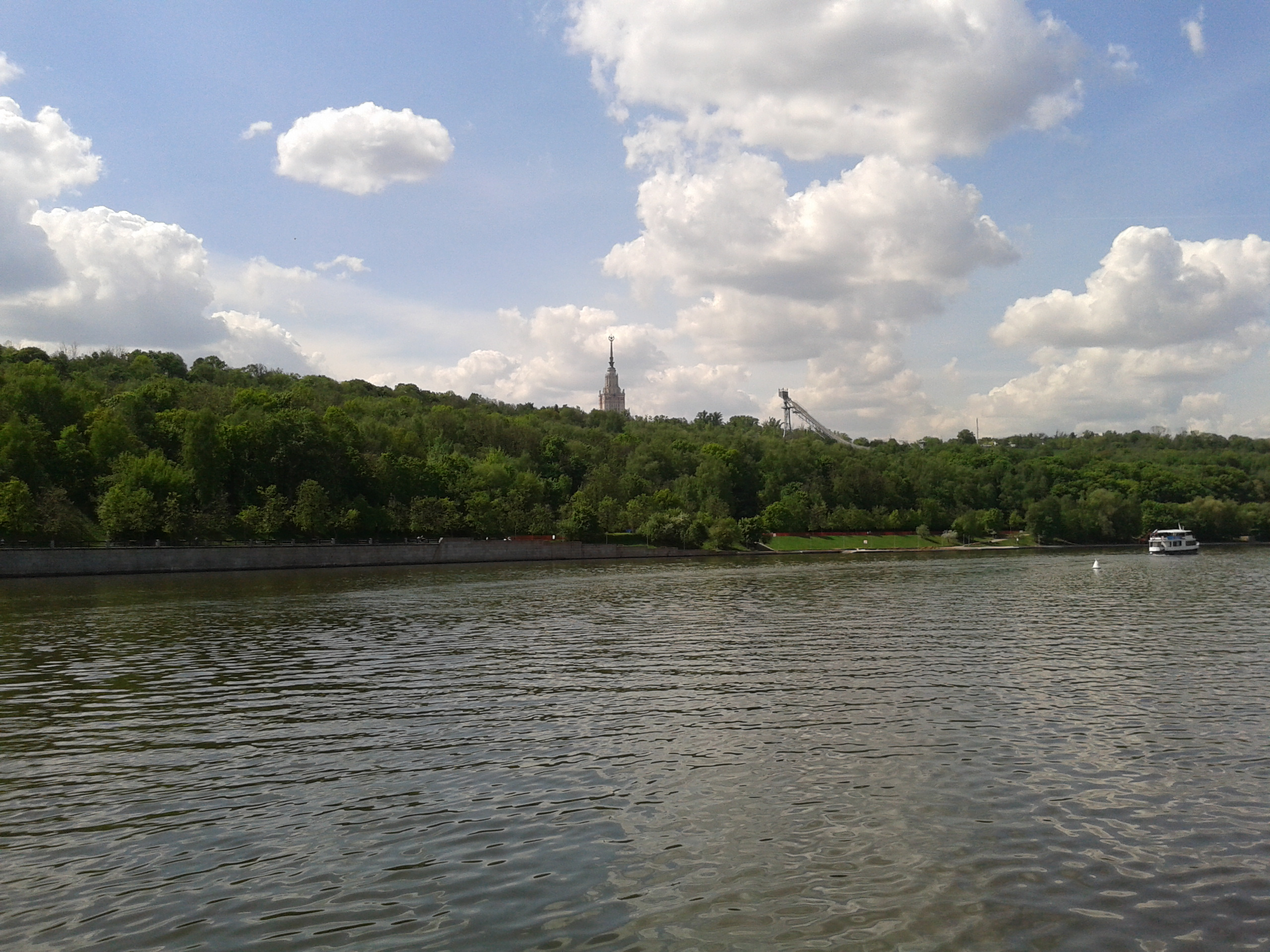
Вид на Воробьёвы горы с Лужнецкой набережной
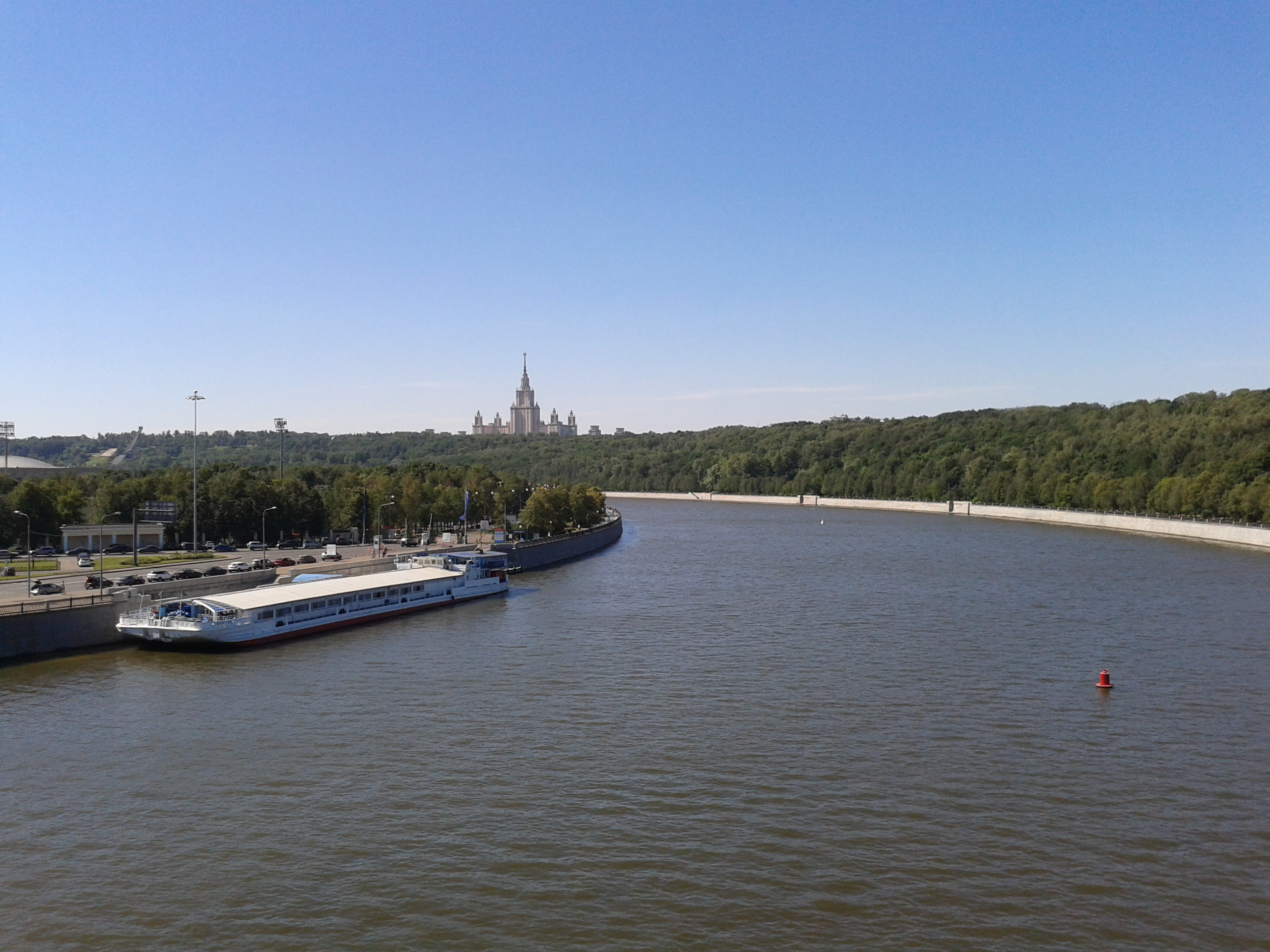
Вид на Воробьёвы горы с Третьего транспортного кольца
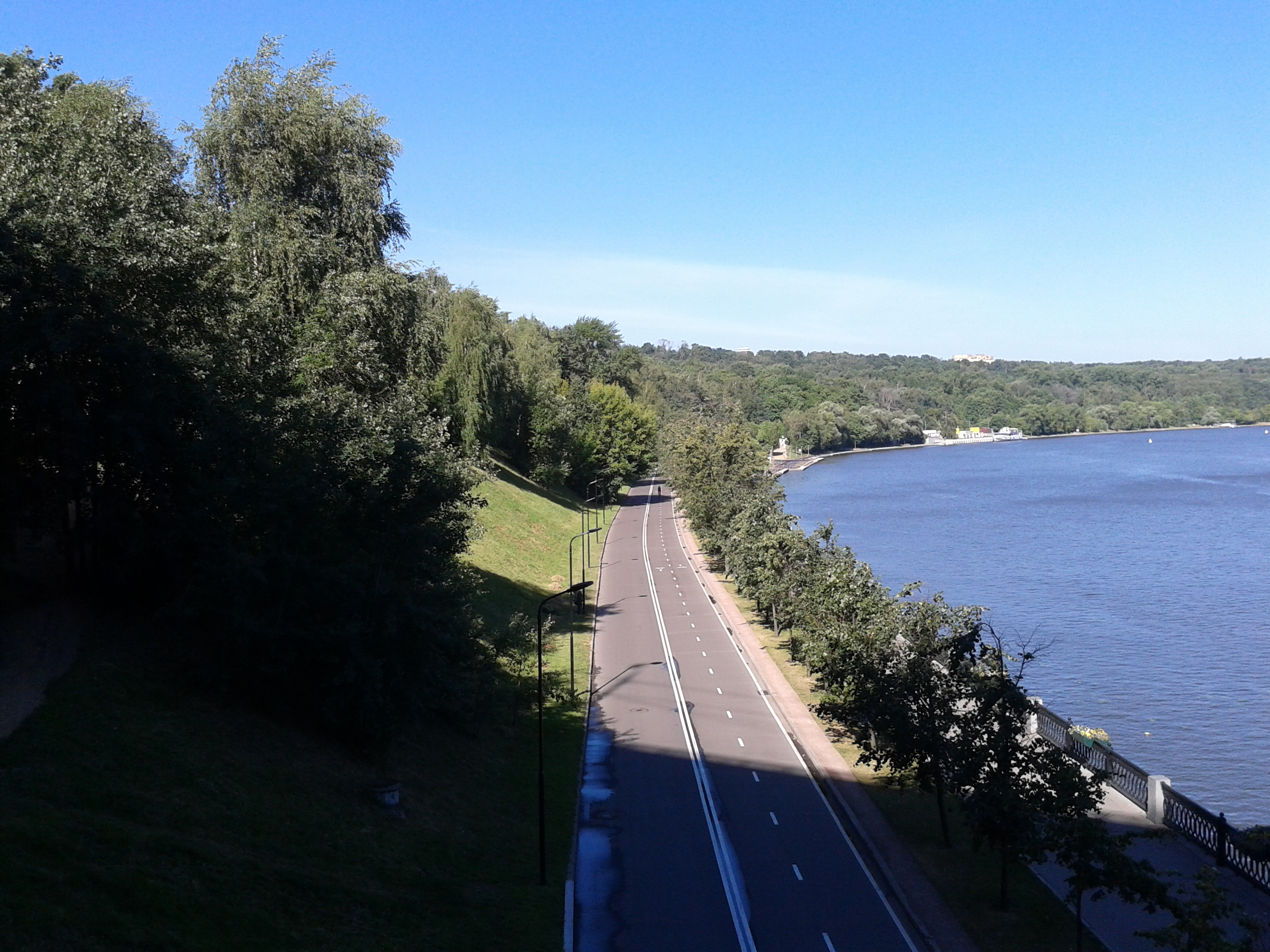
Воробьёвская набережная с Лужнецкого моста
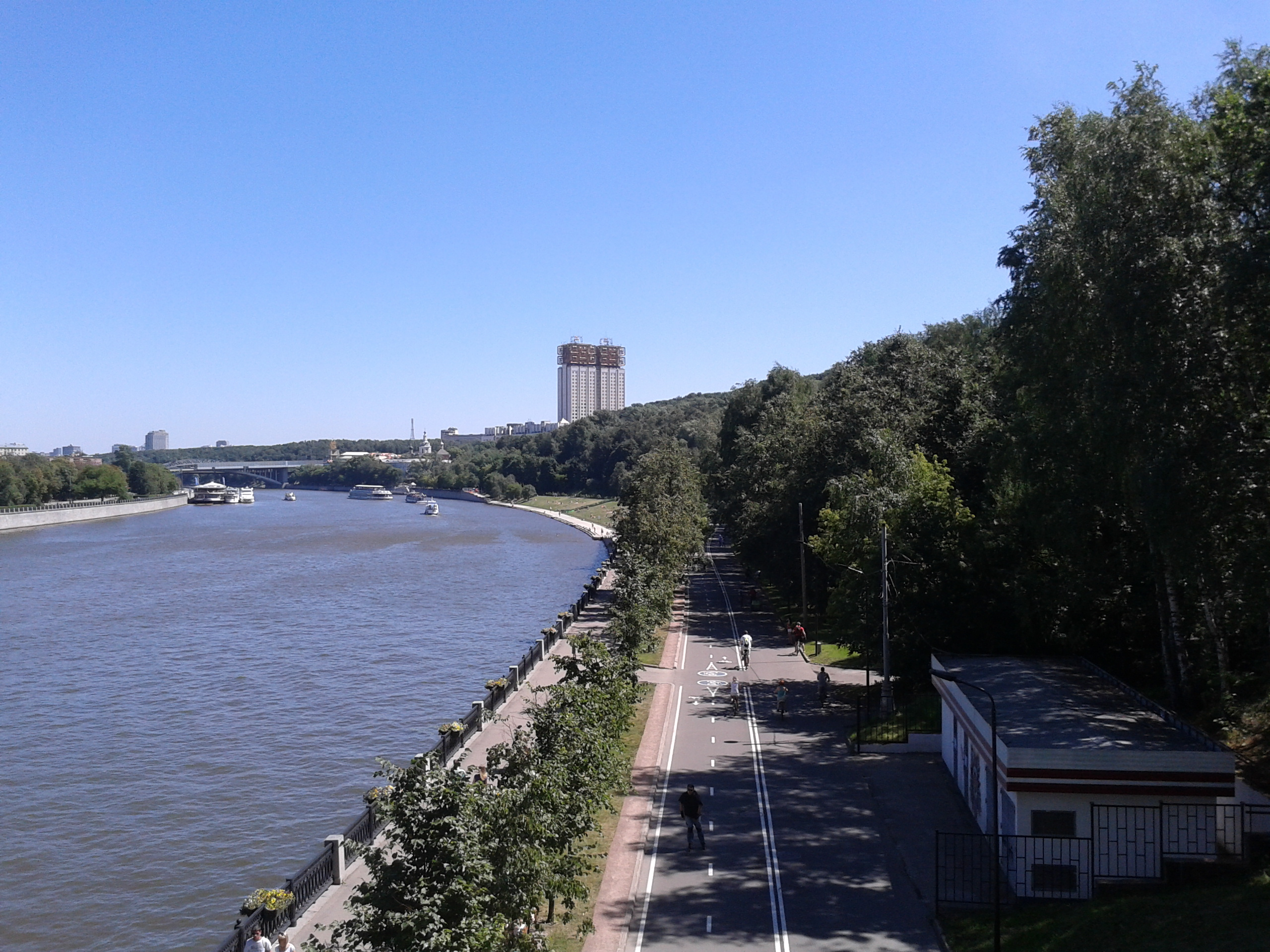
Андреевская набережная с Лужнецкого моста
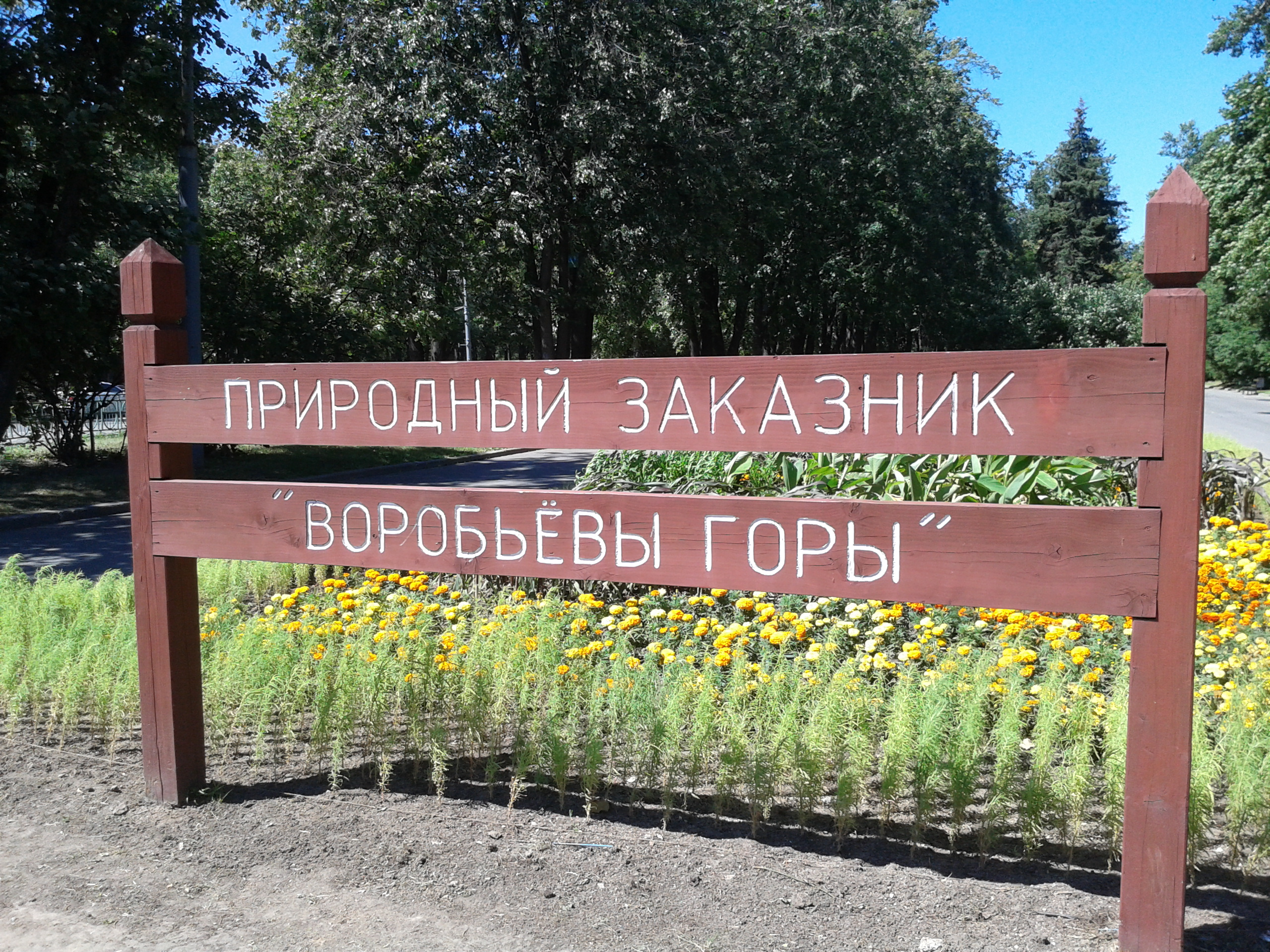
Главный вход в природный заказник «Воробьёвы горы»
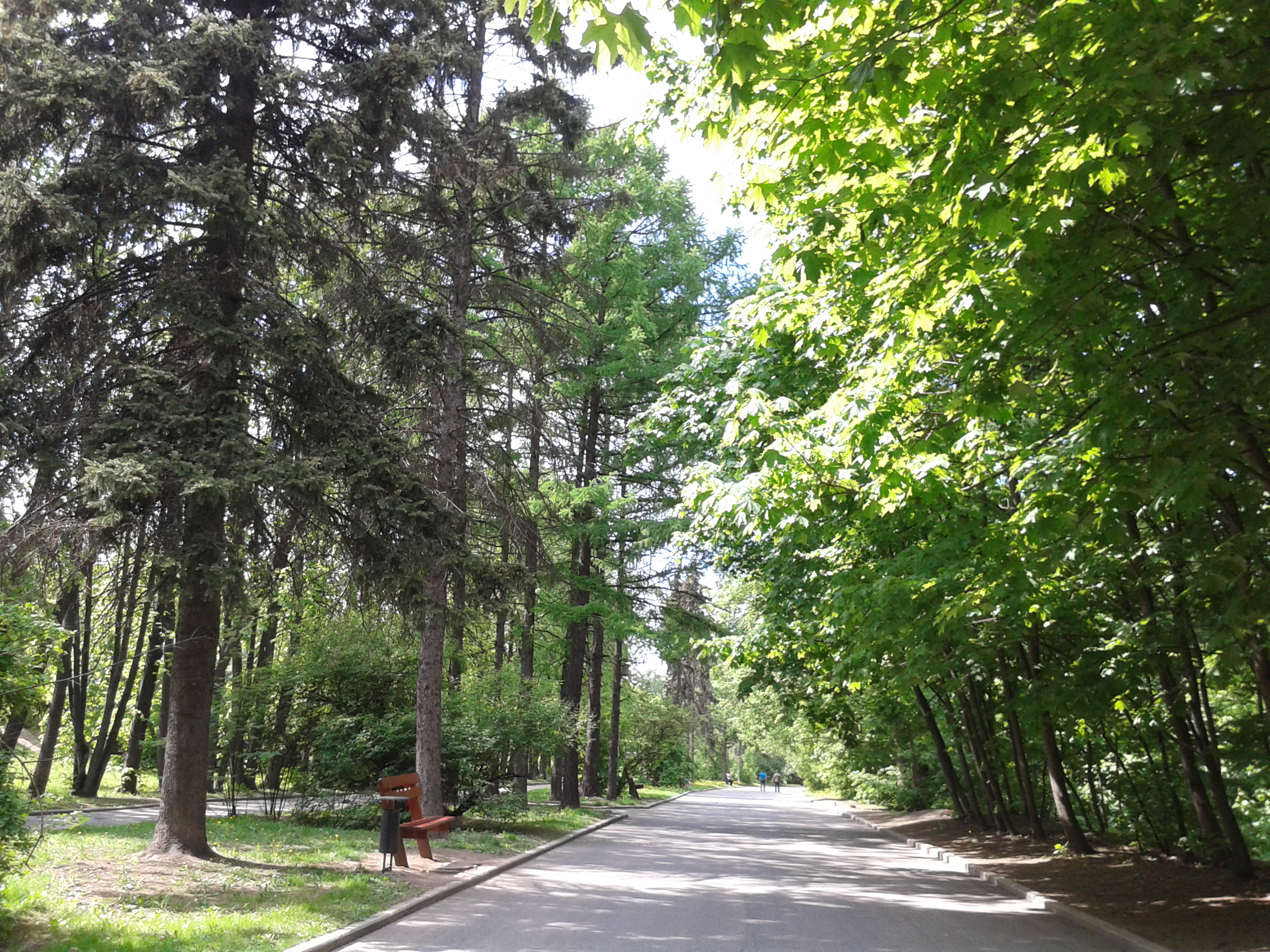
На пути к смотровой площадке
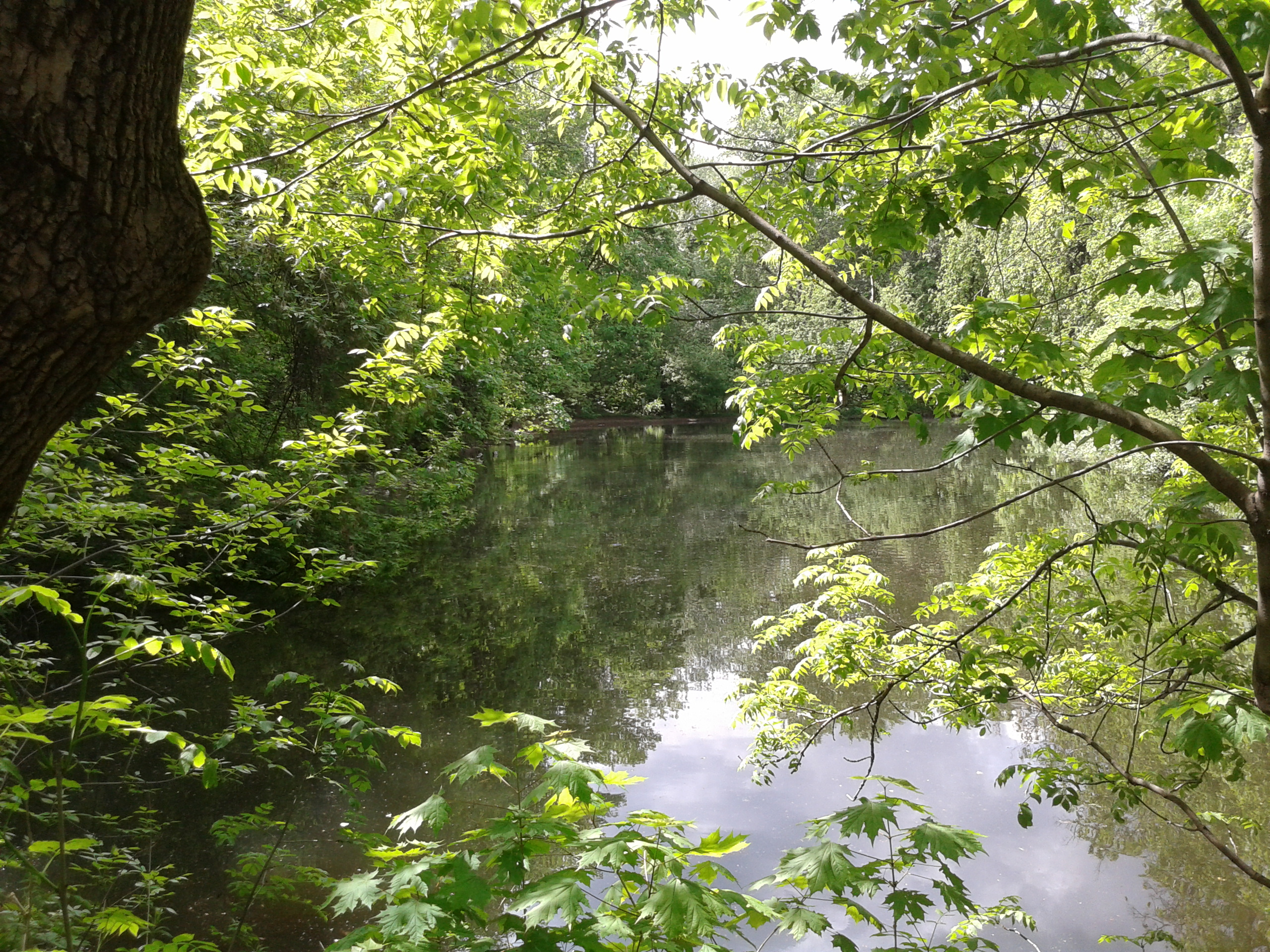
Малый Андреевский пруд
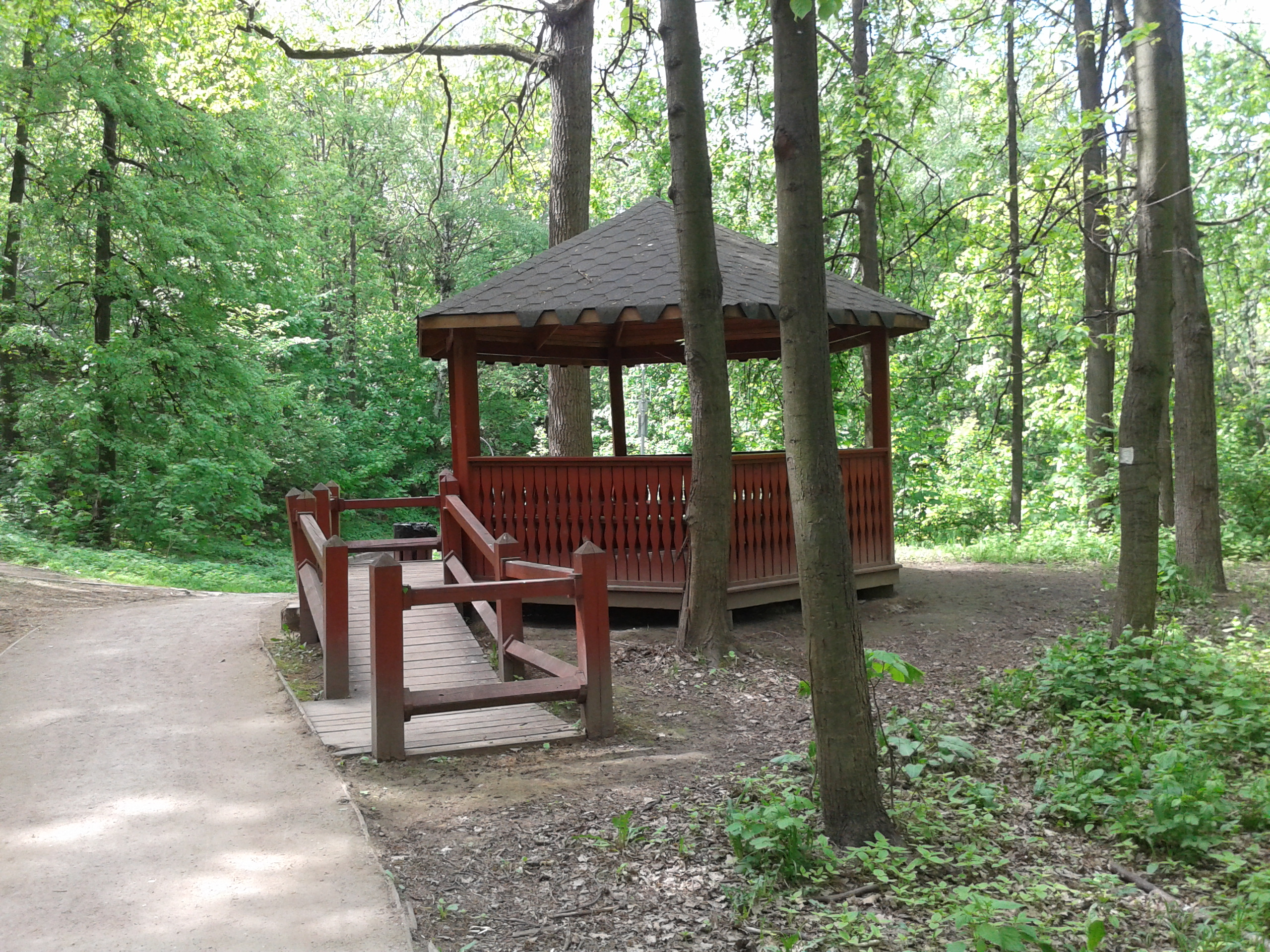
Природный заказник «Воробьёвы горы»
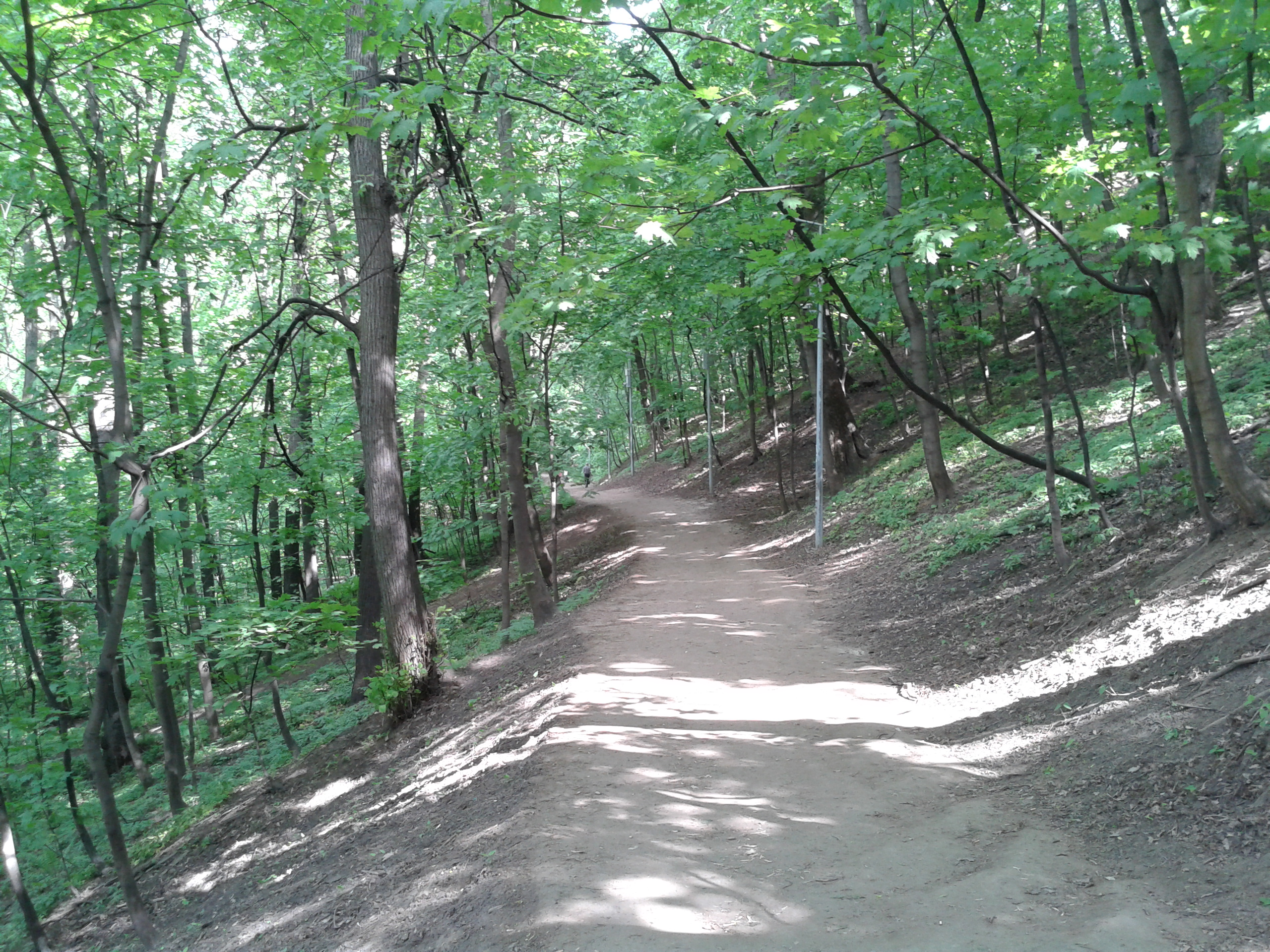
Экологическая тропа природного заказника
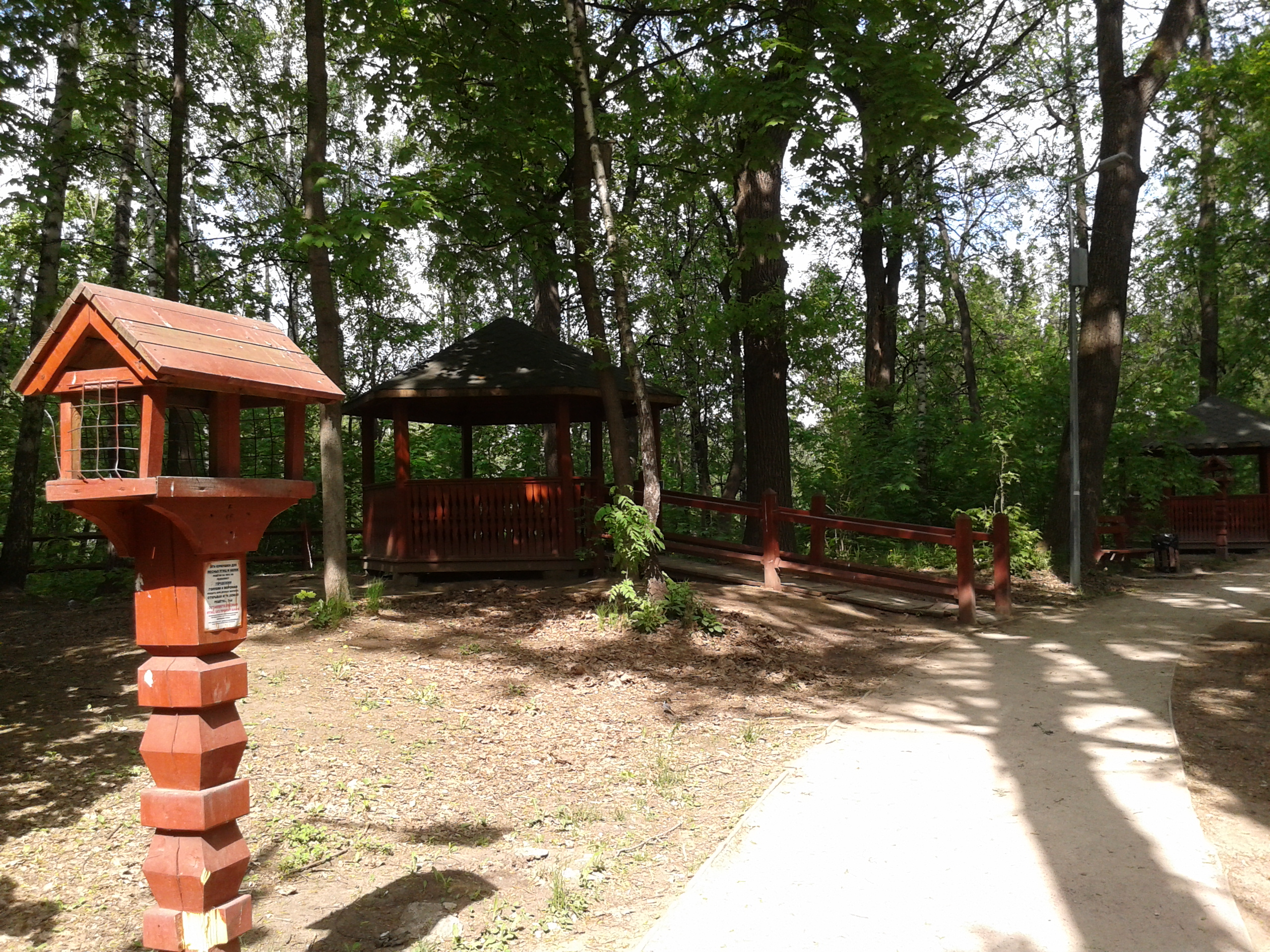
На террасах Воробьёвых гор
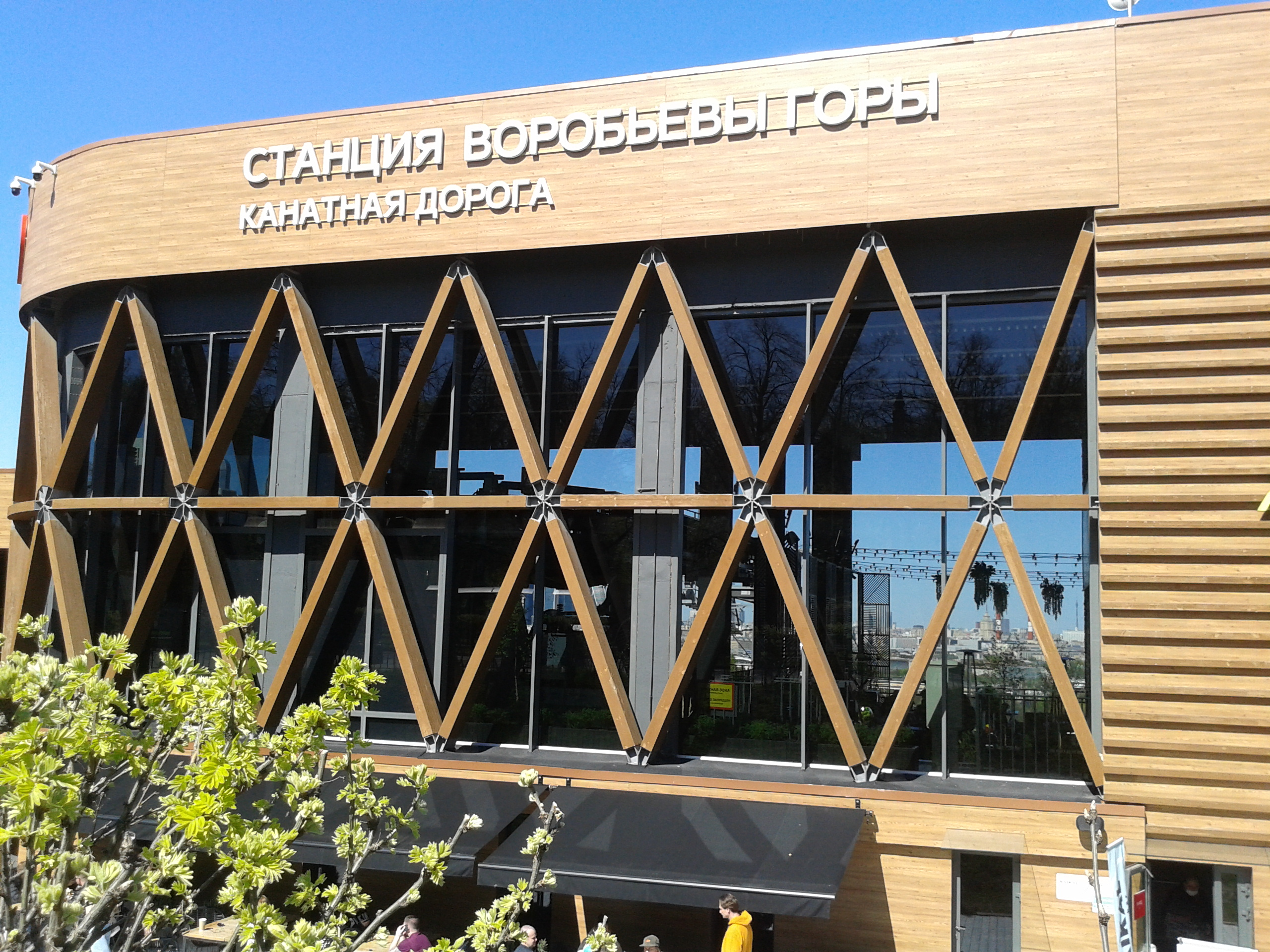
Канатная дорога. Станция «Воробьёвы горы»
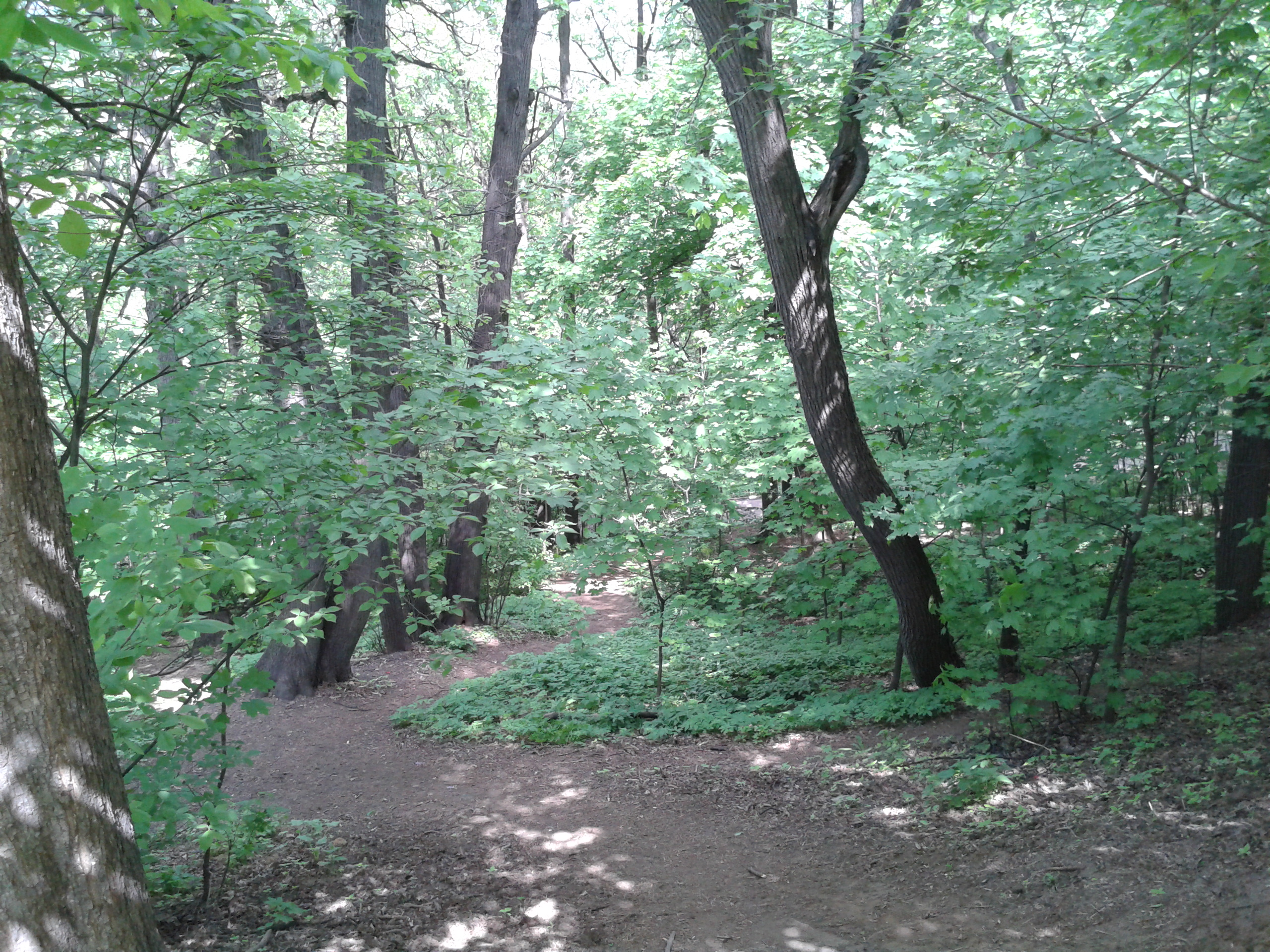
Склоны Воробьёвых гор
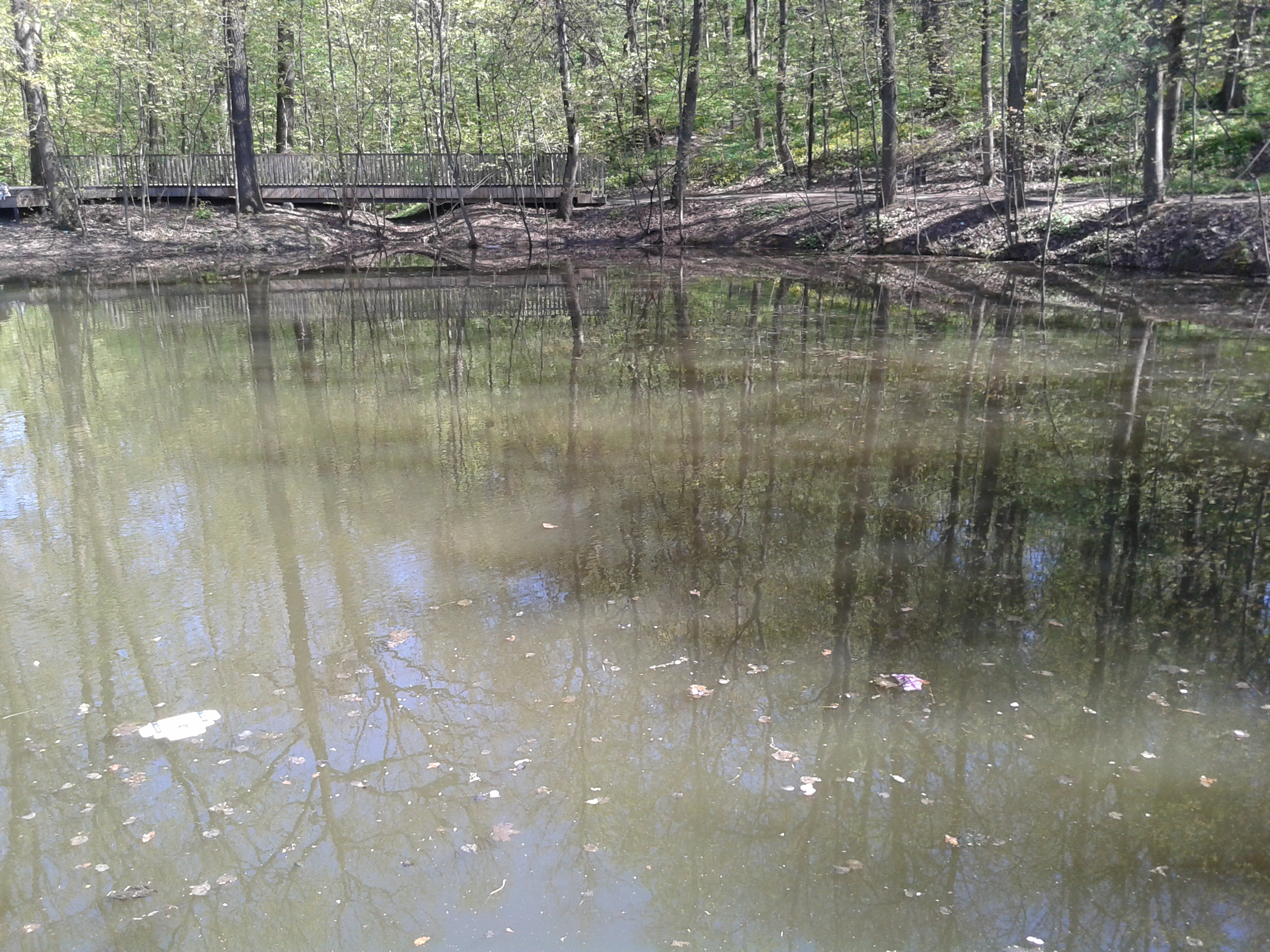
Лесной пруд на террасах Воробьёвых гор
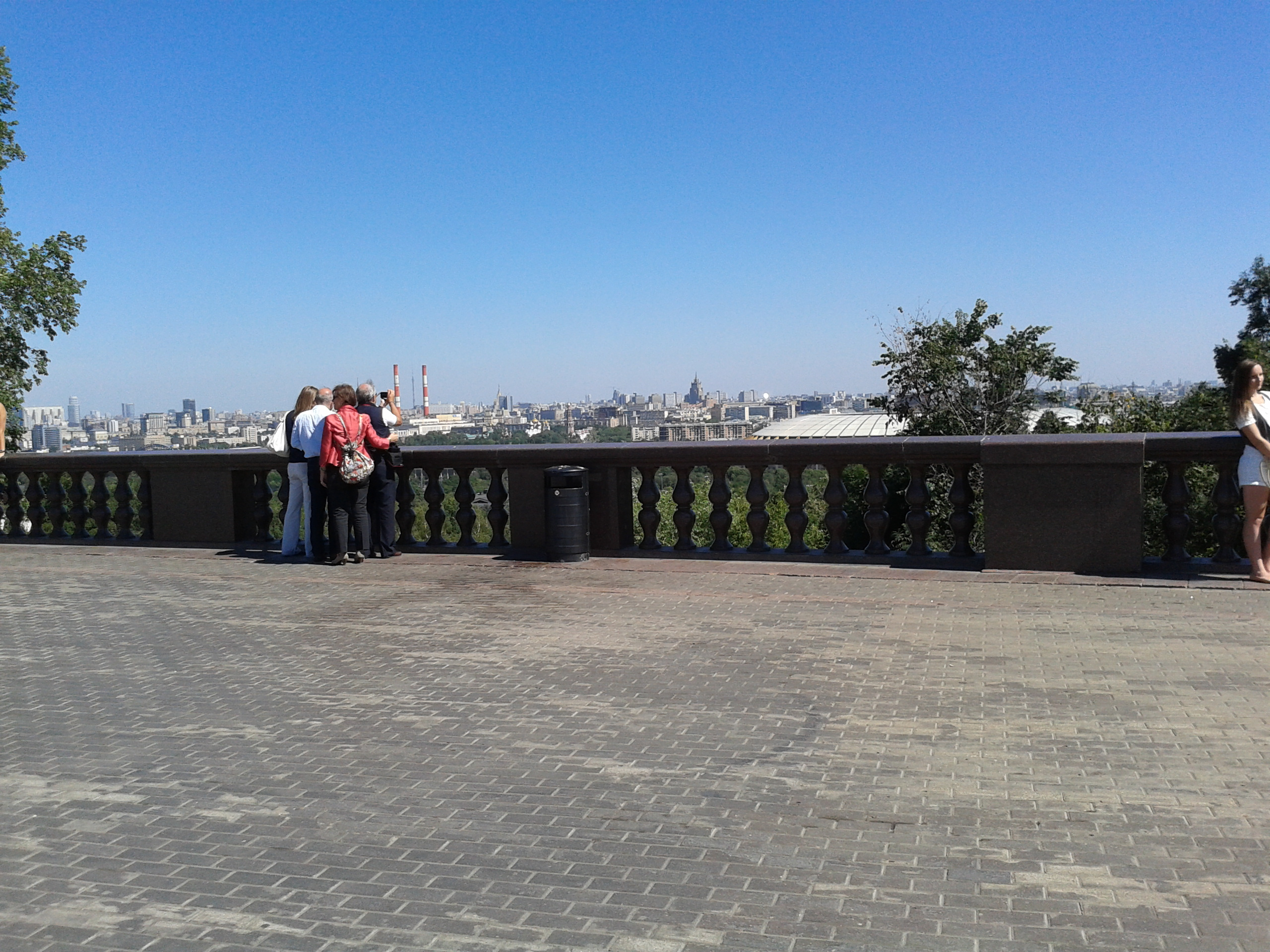
Смотровая площадка на Воробьёвых горах
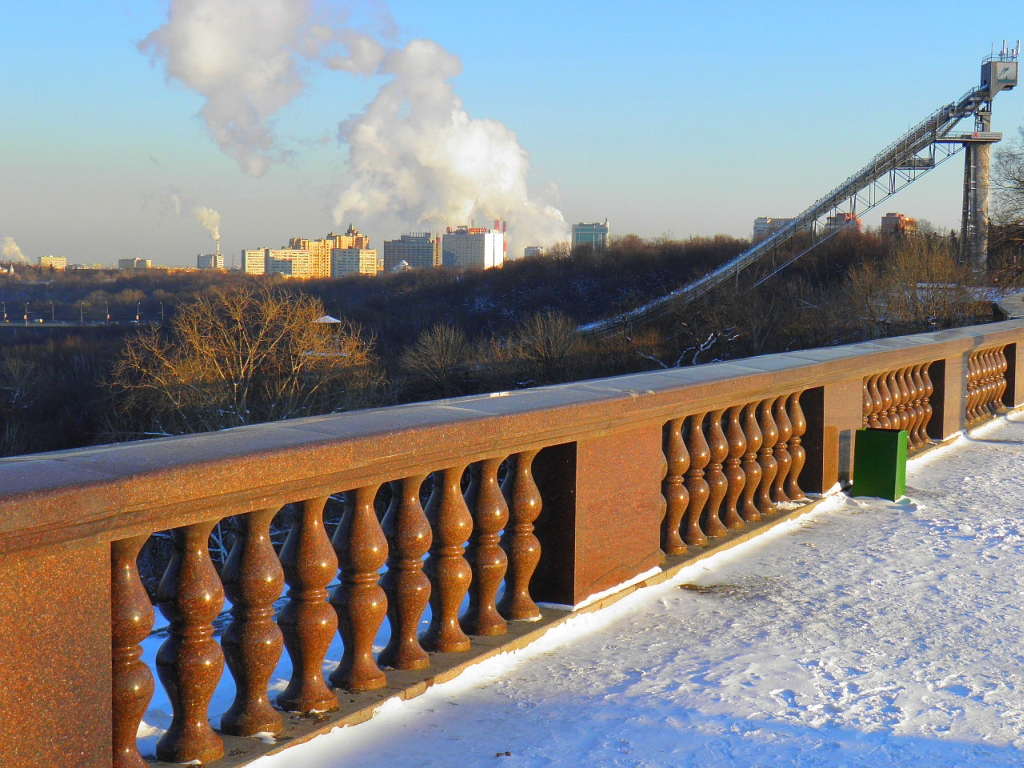
Балюстрада смотровой площадки

### Дореволюционные фотографии Воробьёвых гор

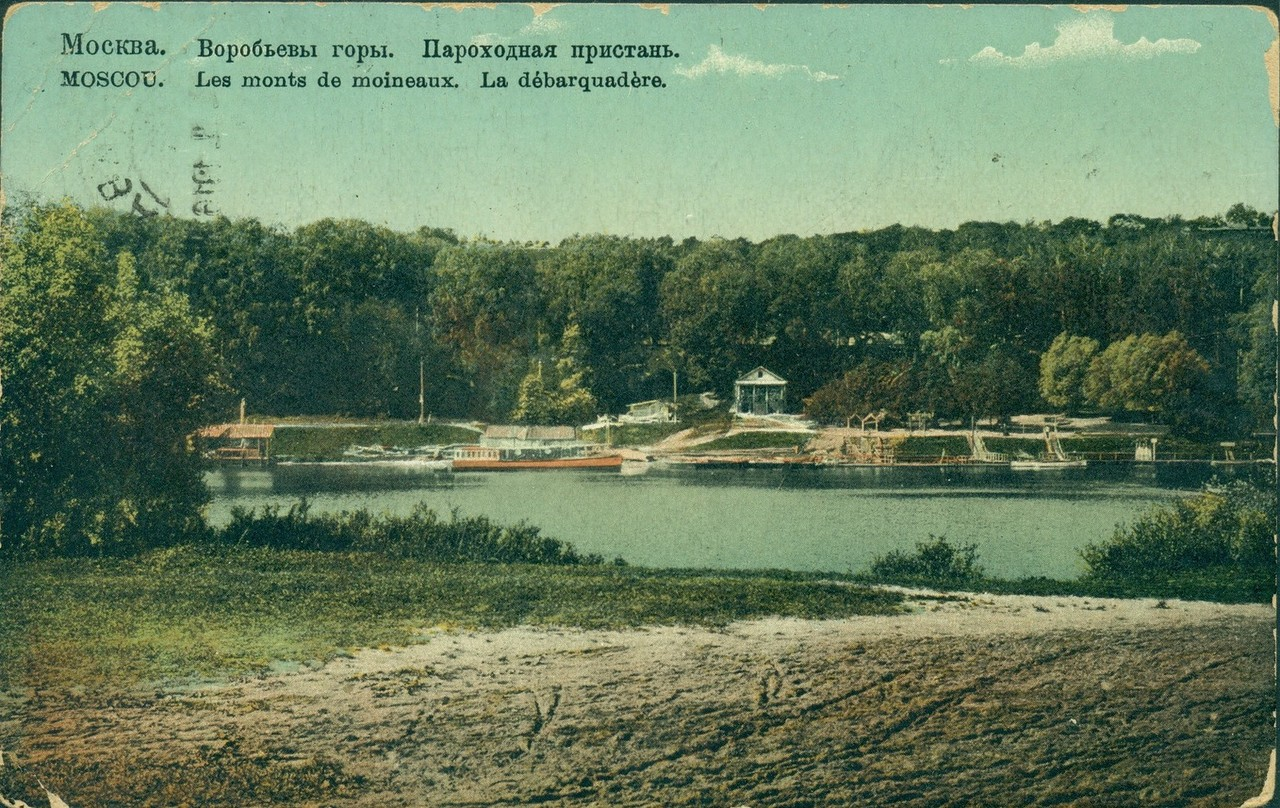
Пароходная пристань
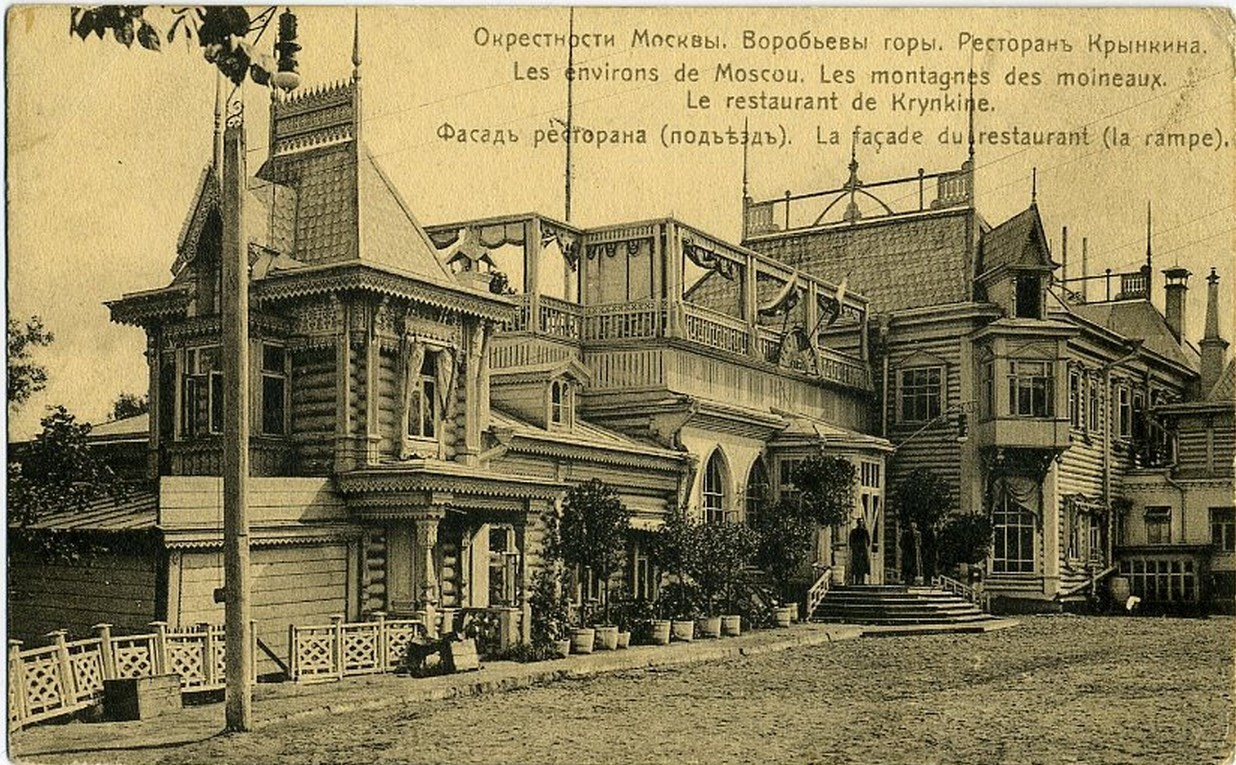
Окрестности Москвы. Воробьёвы горы
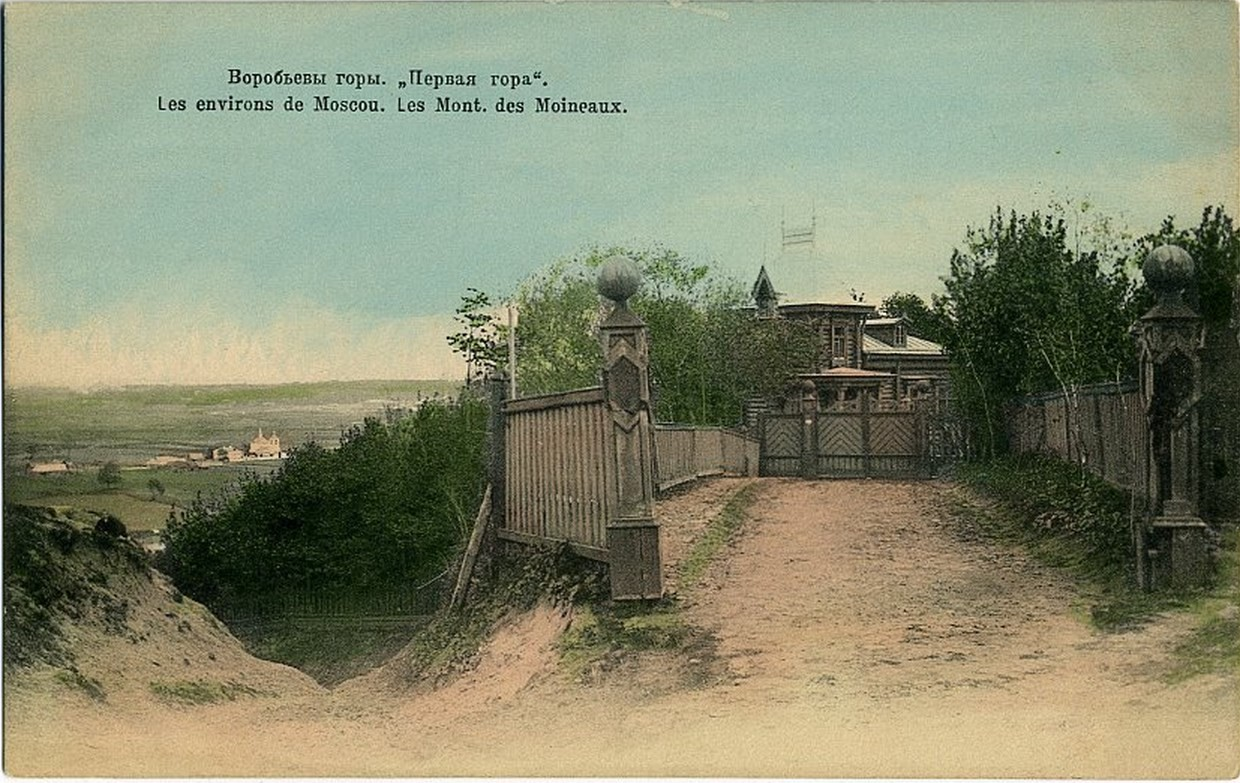
Первая гора
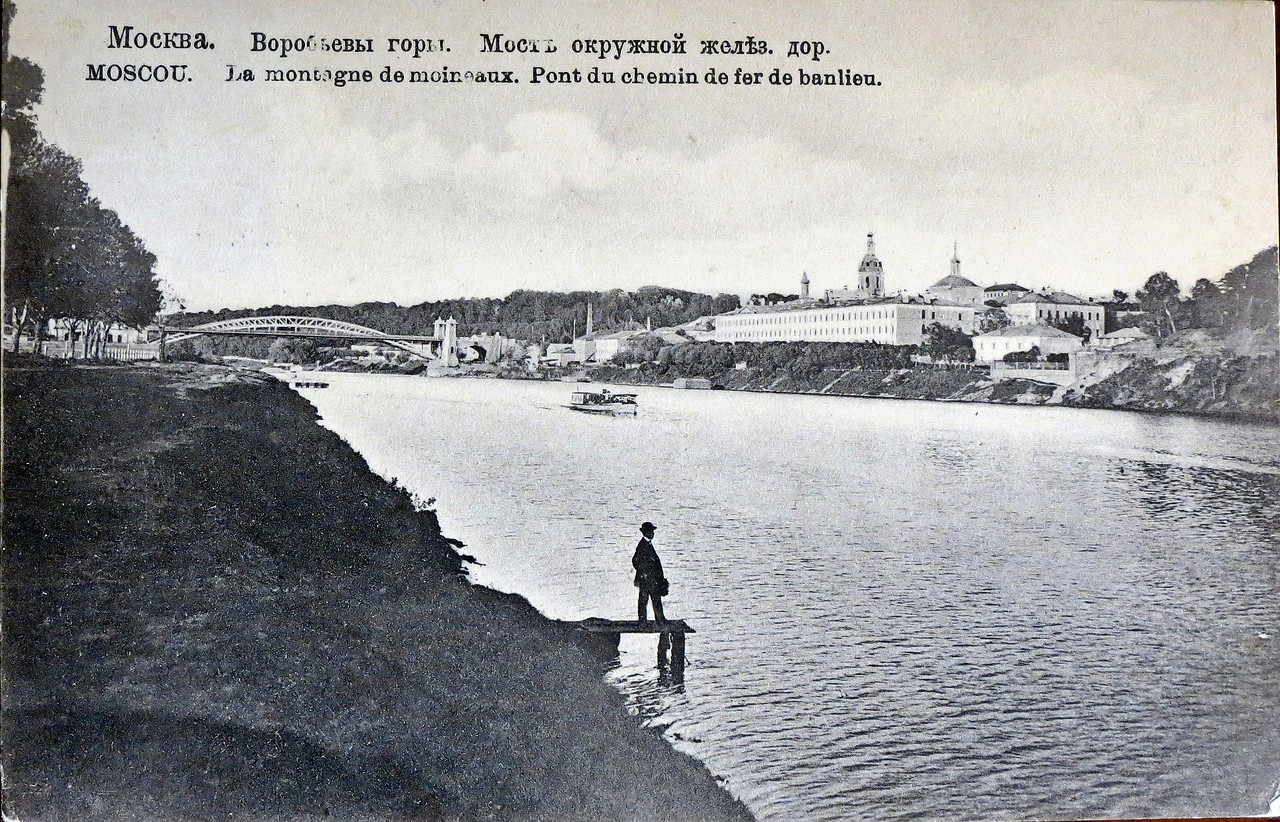
Мост окружной железной дороги
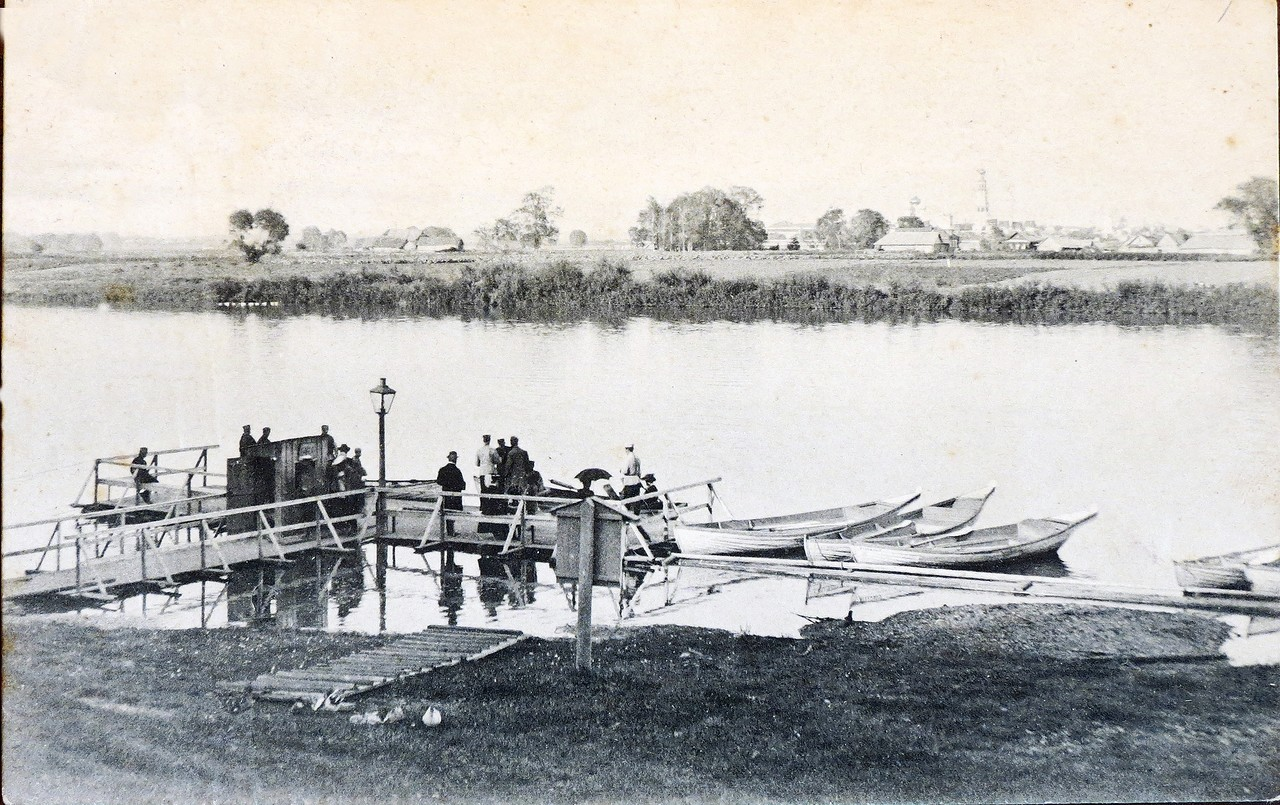
После наводнения в 1908 году
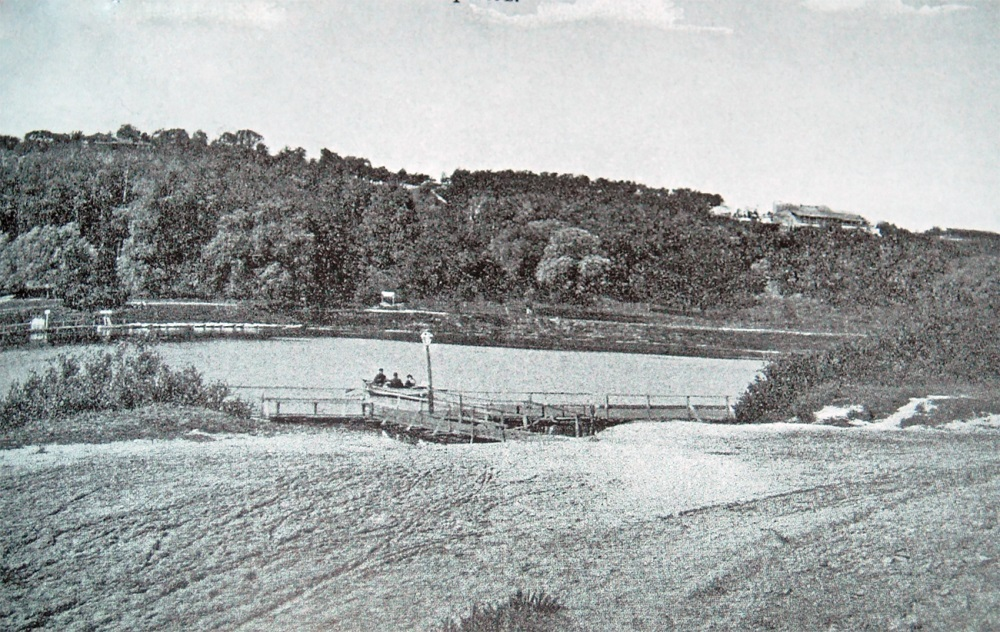
Вид Воробьёвых гор и перевоз
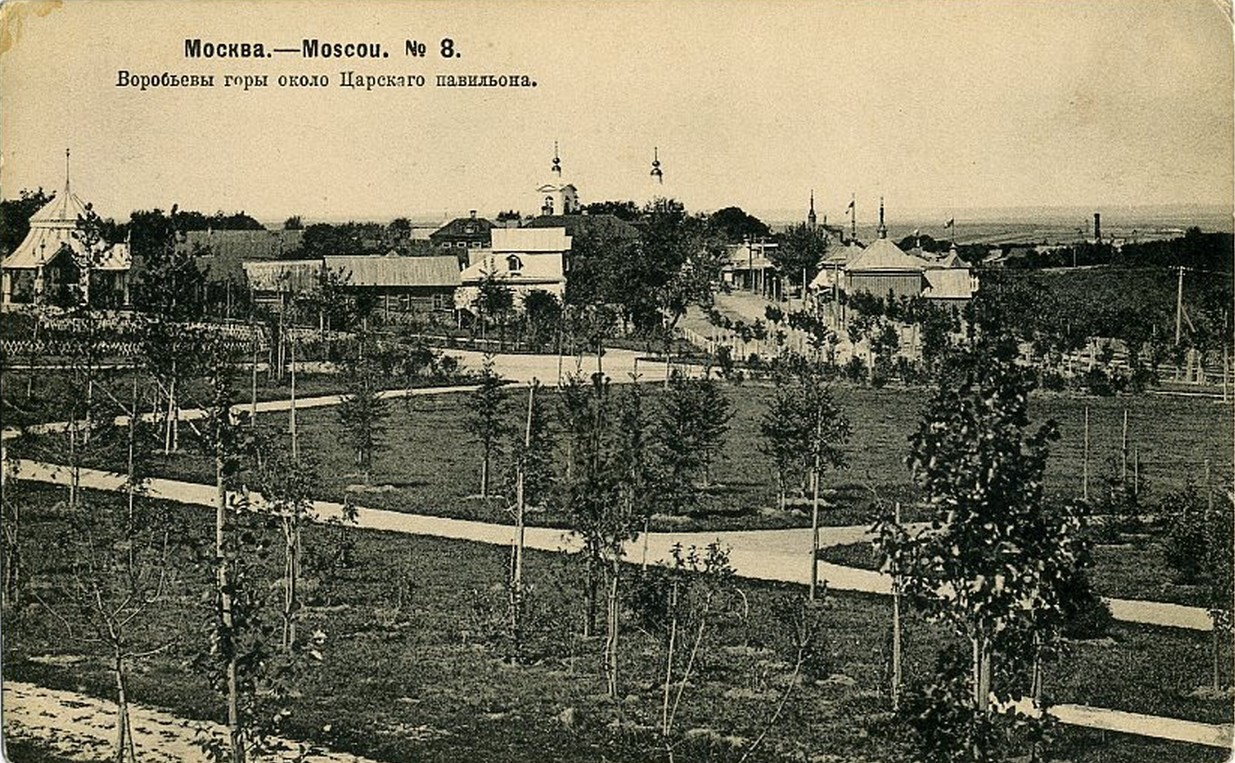
Воробьёвы горы около царского павильона
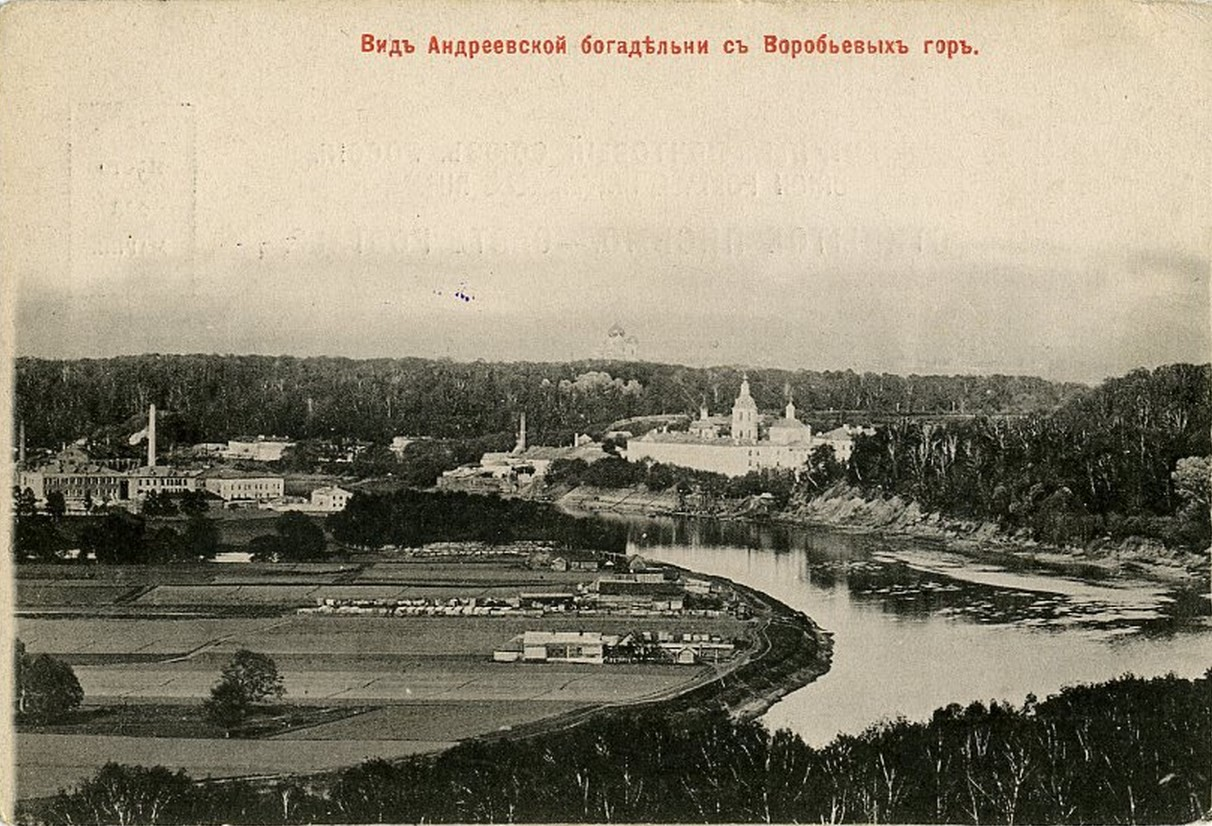
Вид Андреевской богадельни с Воробьёвых гор
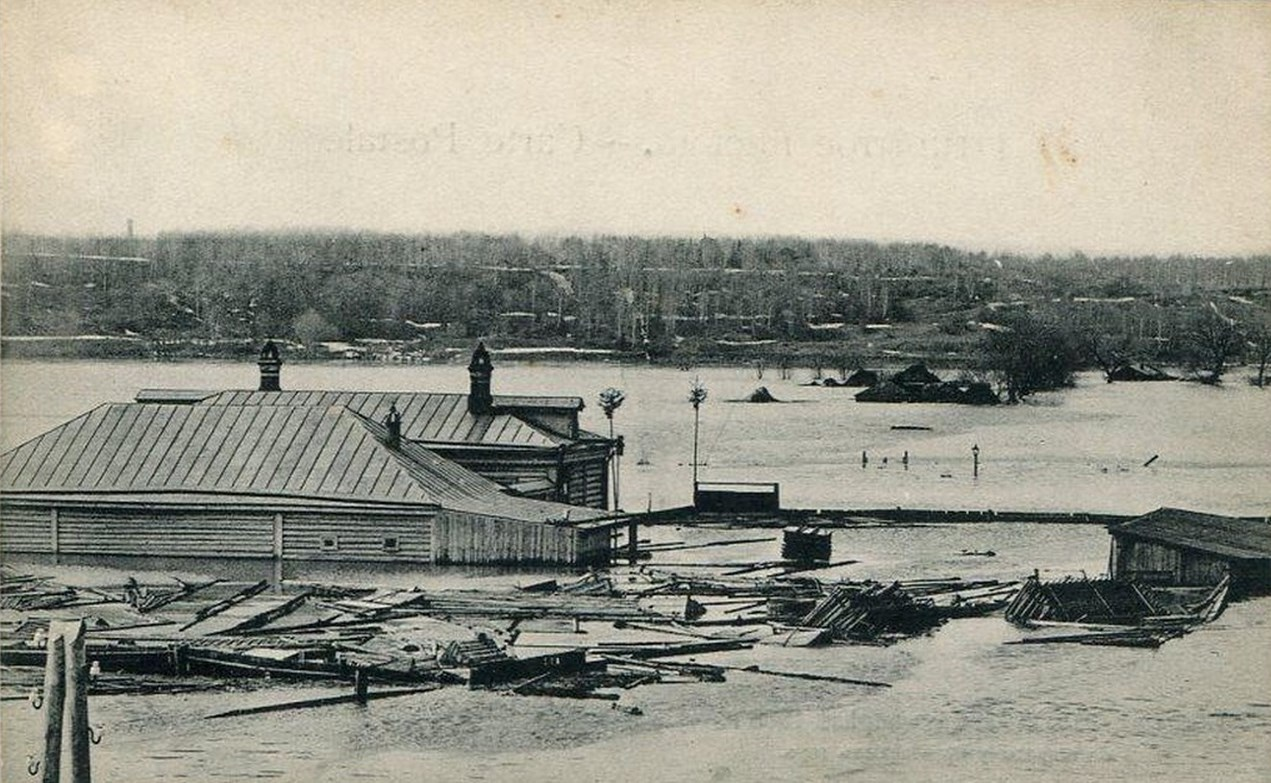
Паводок 1908 года
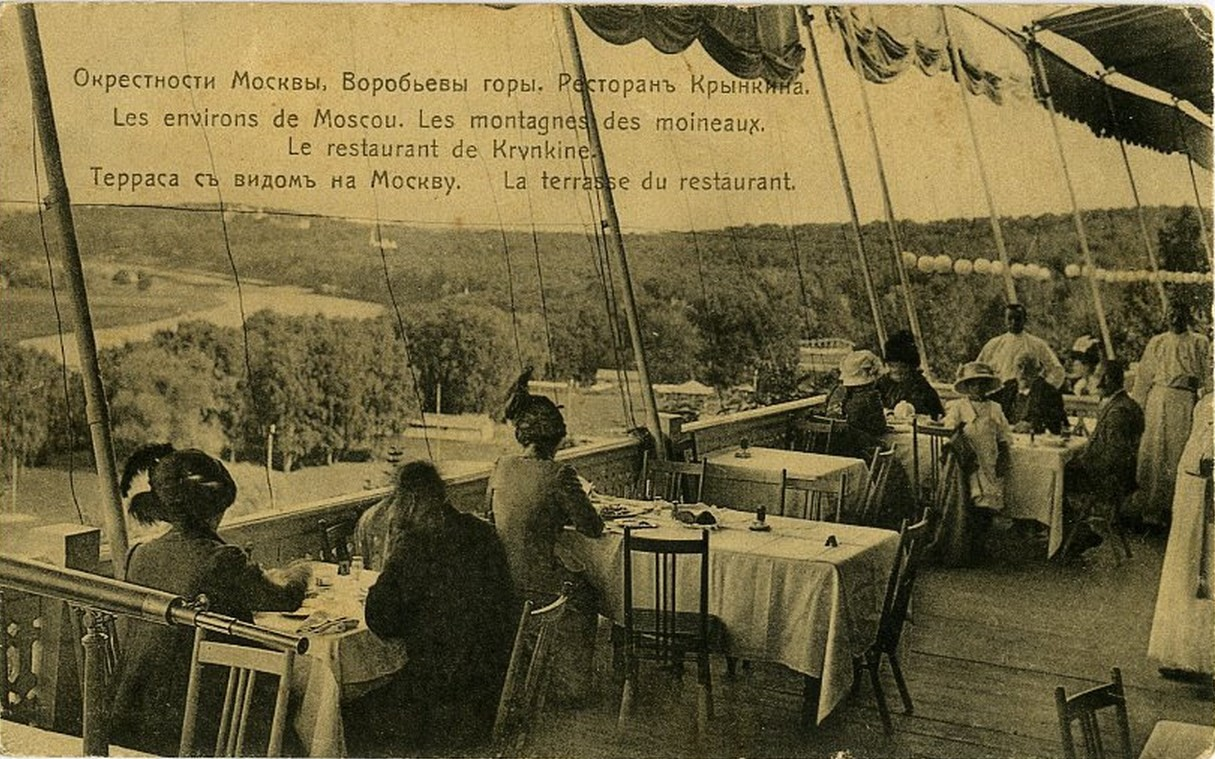
Окрестности Москвы. Воробьёвы горы
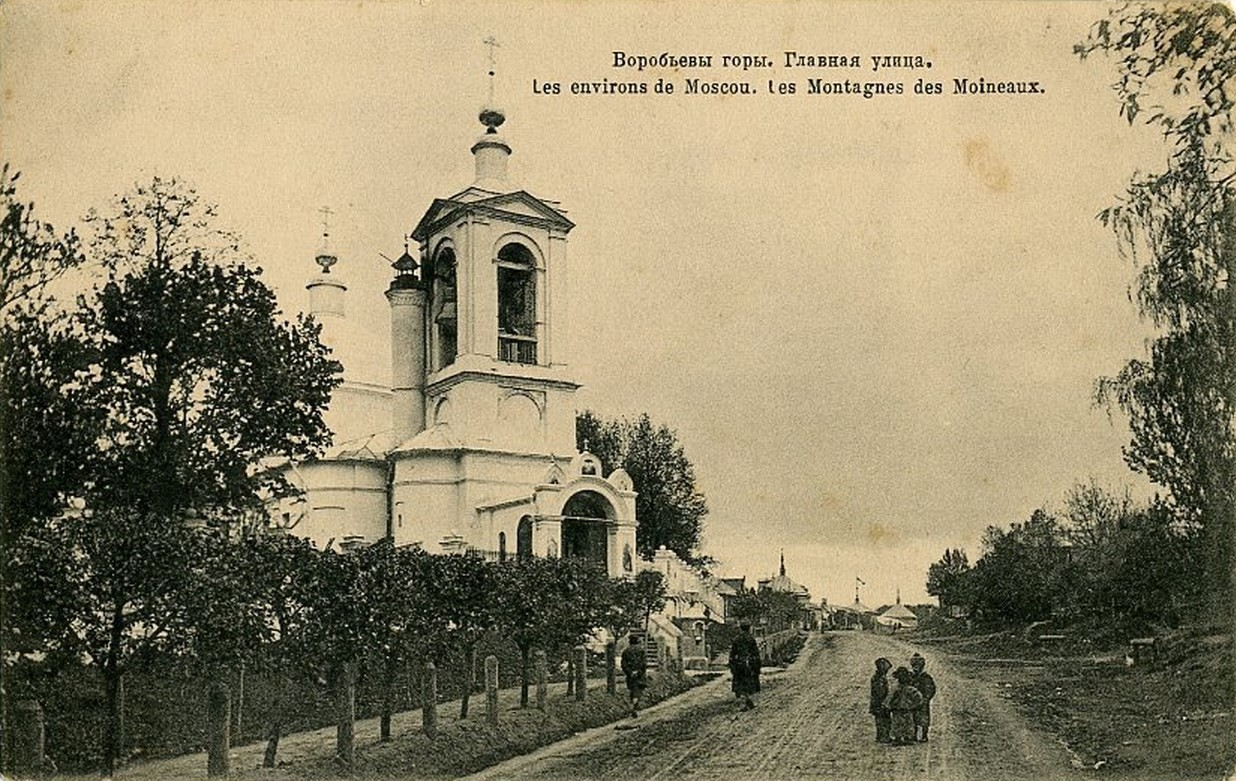
Главная улица и Троицкая церковь
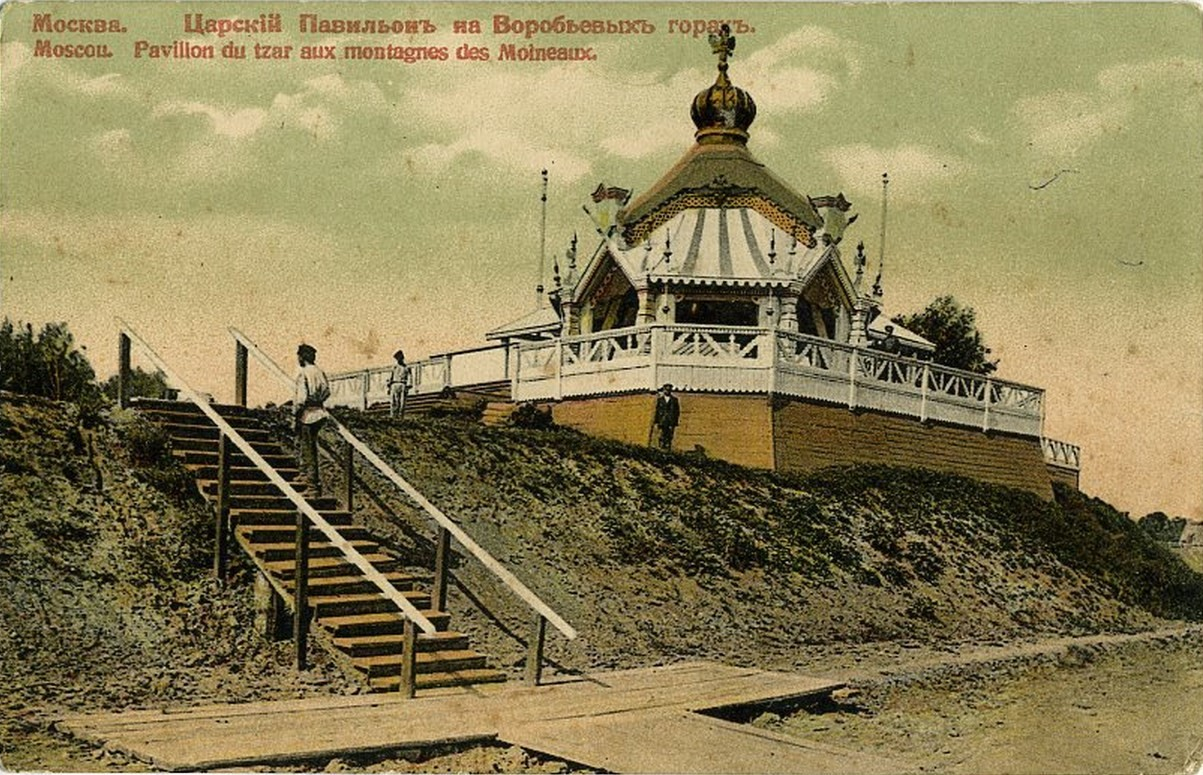
Царский павильон на Воробьёвых горах
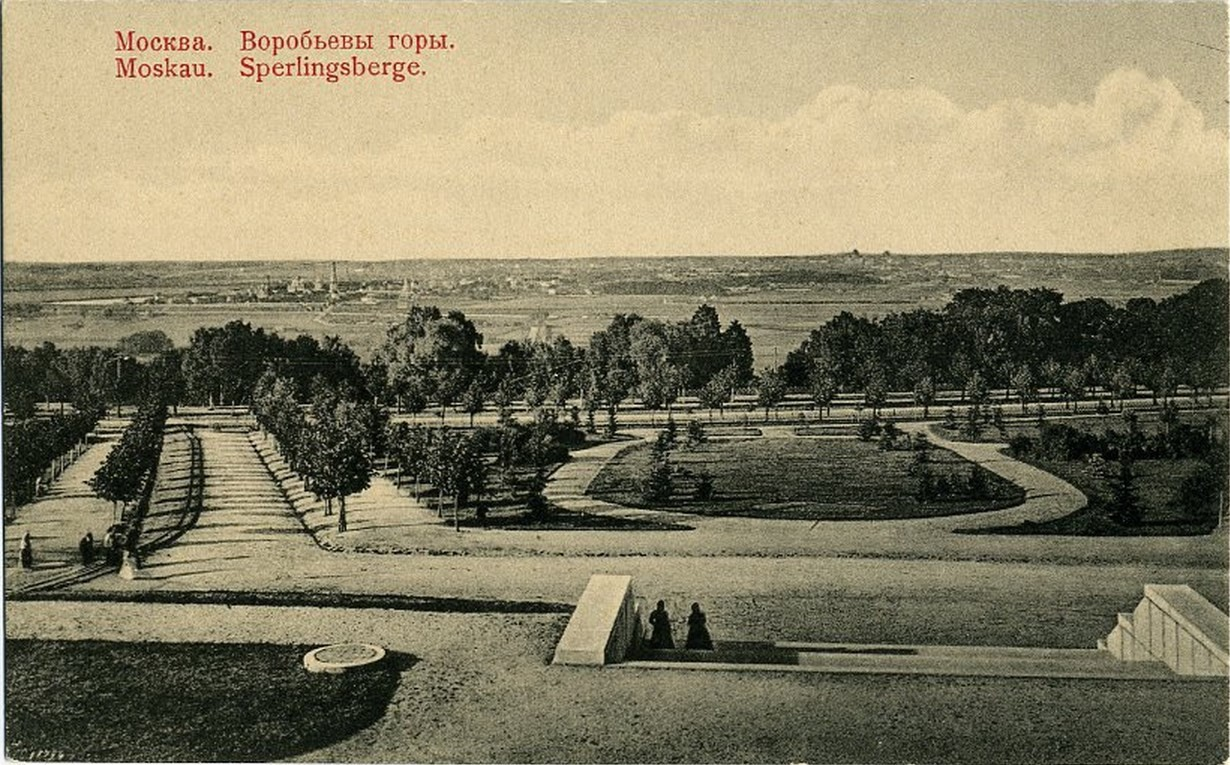
Воробьёвы горы
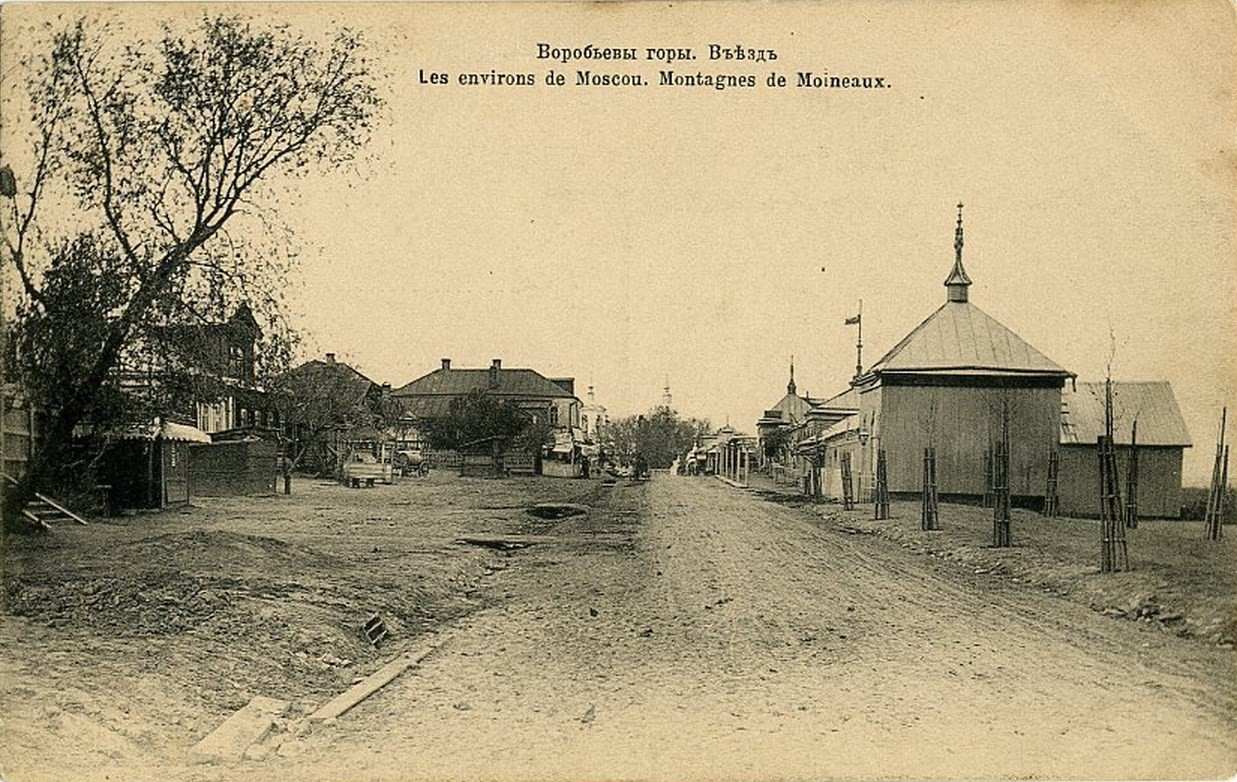
Въезд на Воробьёвы горы
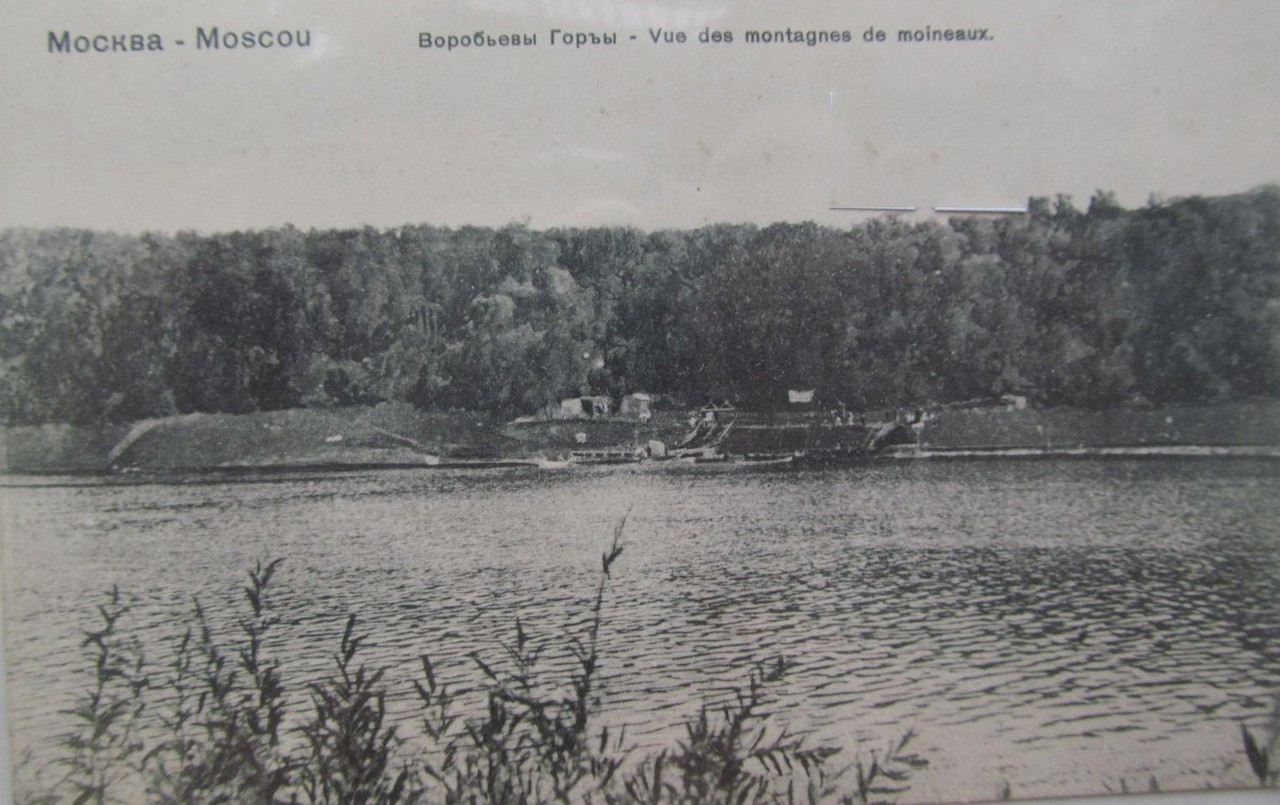
Воробьёвы горы
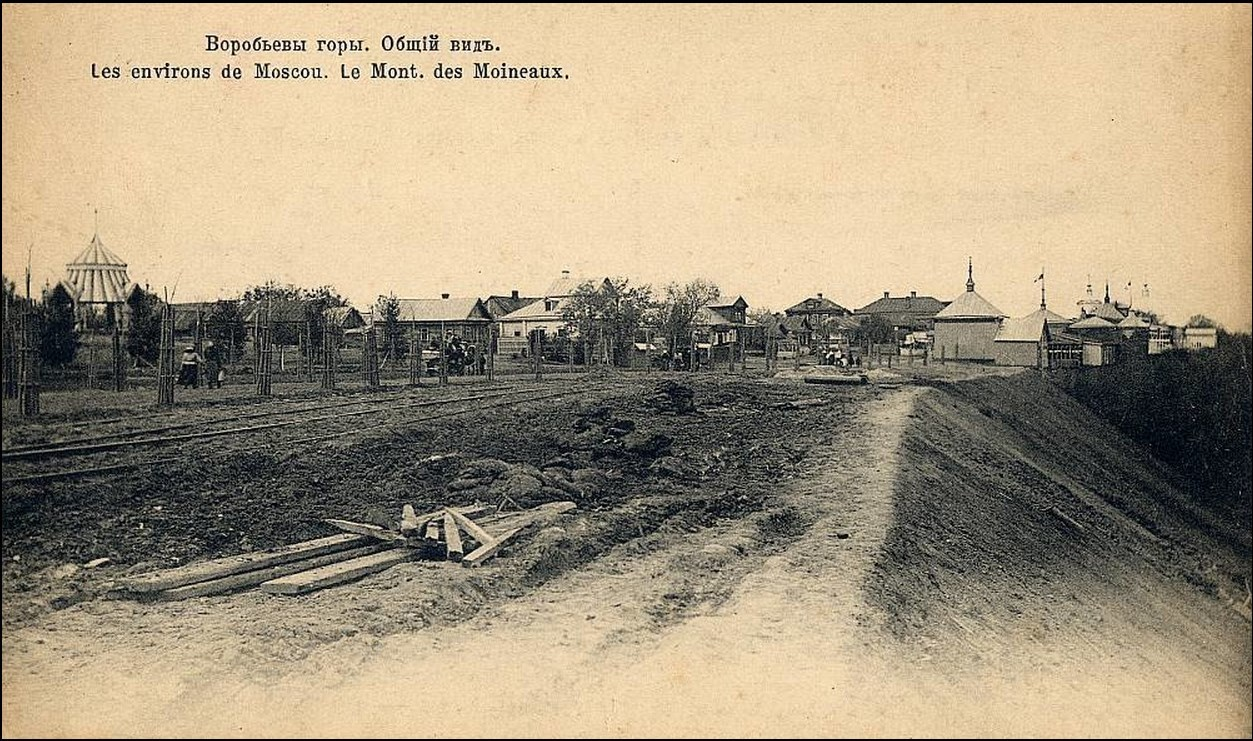
Общий вид Воробьёвых гор
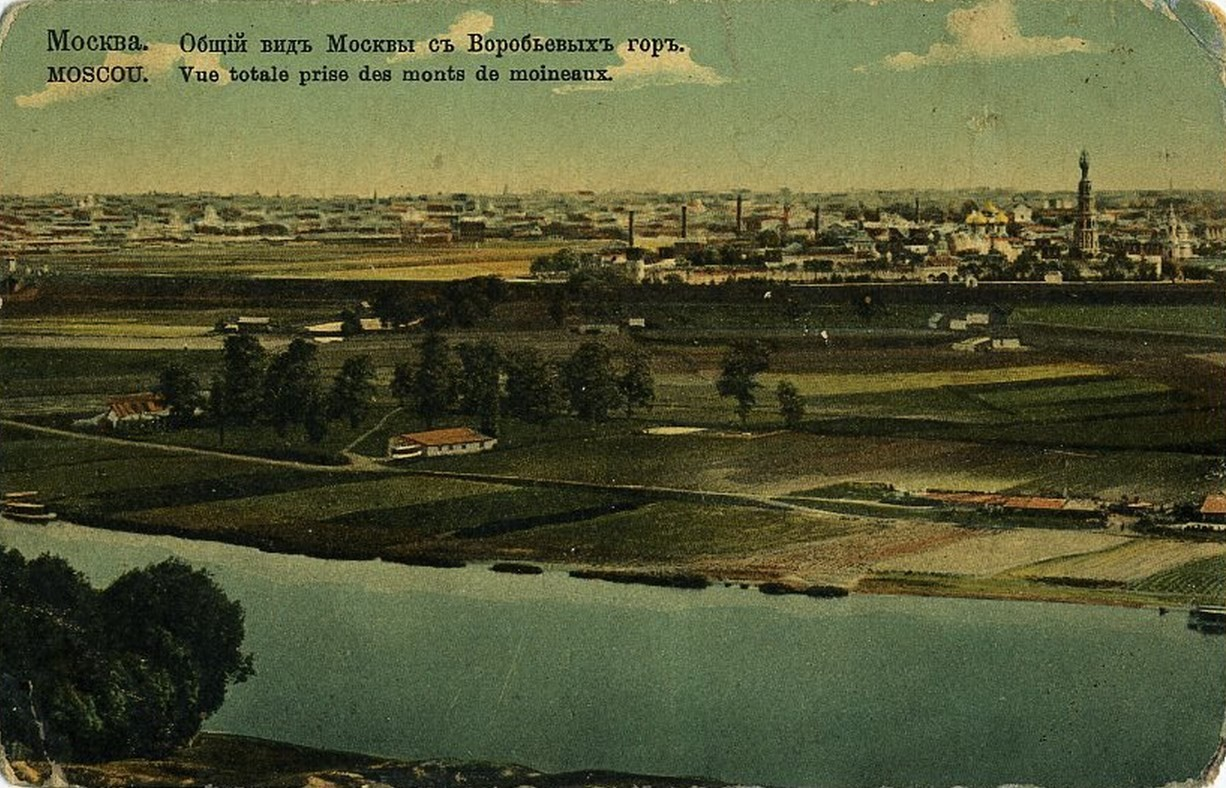
Общий вид Москвы с Воробьёвых гор
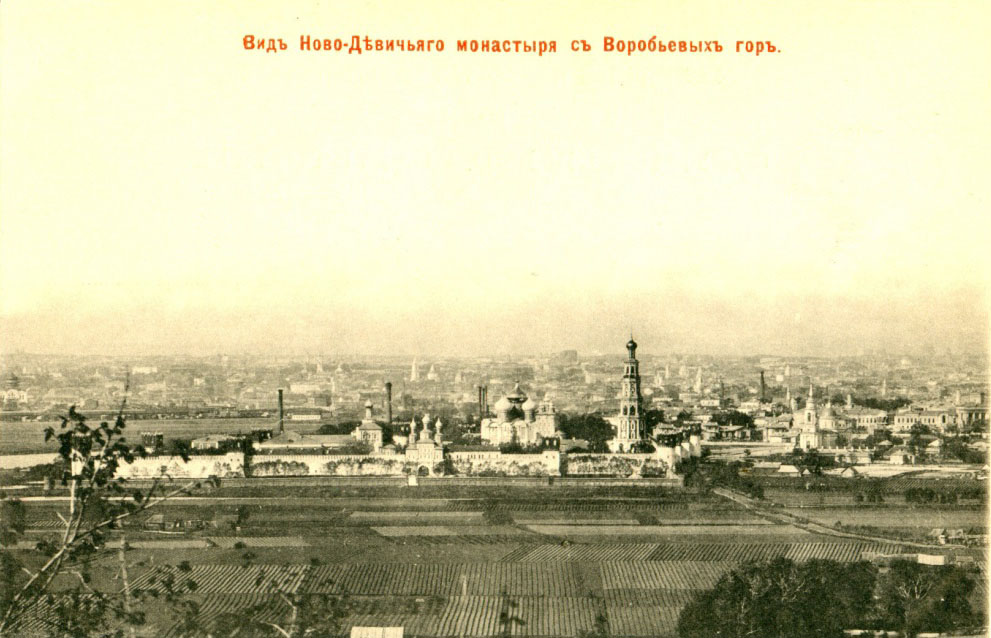
Вид Новодевичьего монастыря с Воробьёвых гор
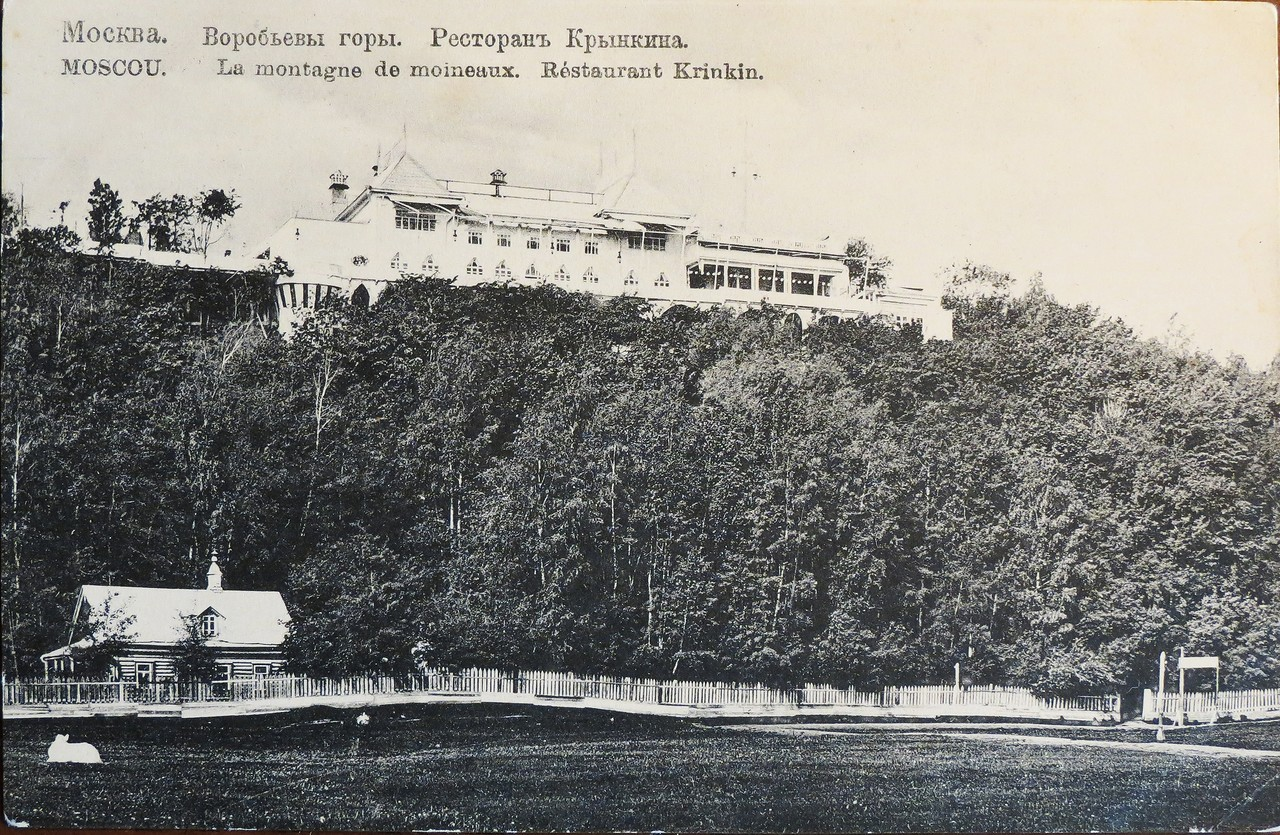
Вид Воробьёвых гор
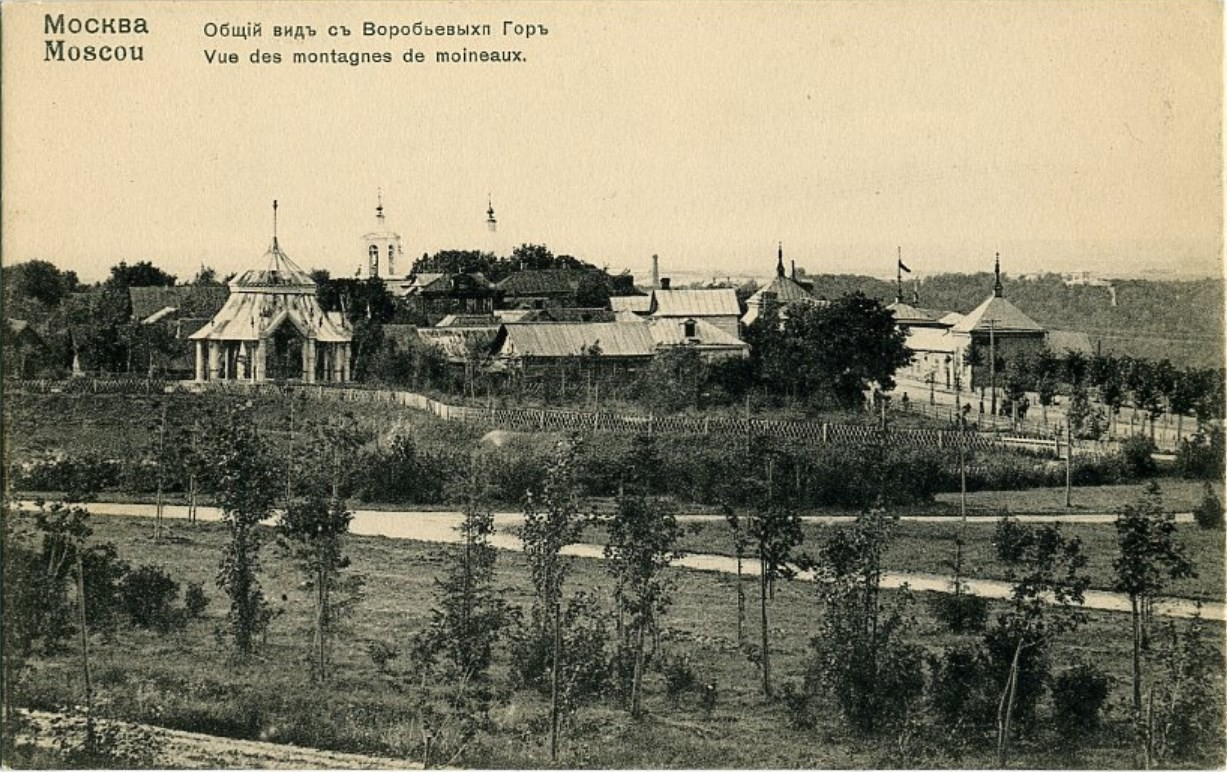
Общий вид с Воробьёвых гор
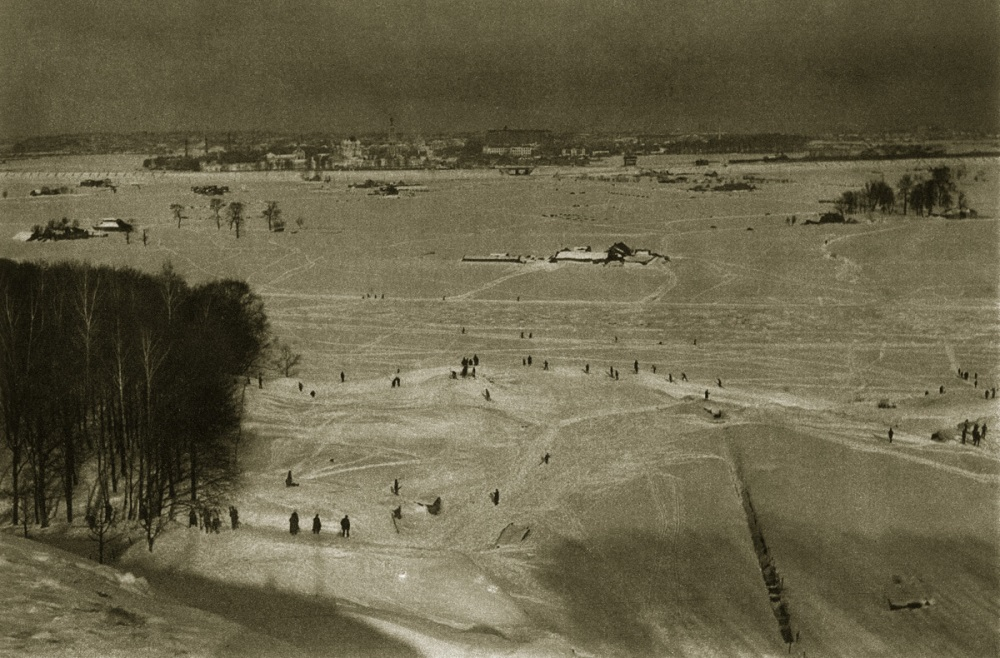
Вид зимней Москвы с Воробьёвых гор

## Комментарии
1. 1 2 3 4  Тихомиров М. Н. Древняя Москва (XII—XV вв.). Моск. гос. ун-т им. М. В. Ломоносова М. : Изд-во МГУ, 1947. Дата обращения: 31 июля 2013. Архивировано 24 сентября 2015 года.: «Знаменитое село Воробьёво, расположенное на горах того же названия, также восходит к боярскому роду Воробьёвых, известному в середине XIV в.»
2. ↑  В книге под ред. Аверьянова К. А. «История московских районов» (2005 г.) утверждается, что владельцем села Воробьёва был якобы Кирилл Воро́ба. Однако тогда село называлось бы Воро́бино (ударный второй слог) исходя из этимологии его прозвища (вороба — деревянное приспособление для наматывания пряжи, шёлка (Вороба // Толковый словарь живого великорусского языка : в 4 т. / авт.-сост. В. И. Даль. — 2-е изд. — СПб. : Типография М. О. Вольфа, 1880—1882.), мотовило (Толковый словарь русского языка : в 4 т. / гл. ред. Б. М. Волин, Д. Н. Ушаков (т. 2—4) ; сост. Г. О. Винокур, Б. А. Ларин, С. И. Ожегов, Б. В. Томашевский, Д. Н. Ушаков ; под ред. Д. Н. Ушакова. — М. : Государственный институт «Советская энциклопедия» (т. 1) : ОГИЗ (т. 1) : Государственное издательство иностранных и национальных словарей (т. 2—4), 1935—1940.). При этом настоящее название села Воробьёво (ударный третий слог) всегда имело «птичью» этимологию и ни с чем другим никогда не ассоциировалось. Кроме того, в книге не упоминается московский боярин Юрий Воробьёв (1352—1353 гг.) во избежание прямых ассоциаций с селом Воробьёво, что не даёт оснований считать версию автора книги убедительной.
3. ↑  Село Воро́бино находилось на юго-востоке, а не на юго-западе Москвы недалеко от Новоспасского монастыря, который стоит на месте родовой вотчины бояр Романовых, родоначальником которых был Андрей Кобыла. Кирилл Воро́ба был племянником последнего и, следовательно, их родовые вотчины были рядом.
4. ↑  Глубокая религиозность была присуща всему боярскому роду Воробьёвых, которая происходила от их вероятного родоначальника, крестителя Великого Новгорода, новгородского посадника X века Воробья Стояновича. Помимо московского боярина Юрия Воробьёва — посла великого князя Симеона Гордого, отправленного в Царьград для утверждения на московскую митрополичью кафедру святителя Алексия (1352—1353 гг.), в XVI веке двое братьев Воробьёвых Василий и Симеон были дьяками — владычными боярами святителя Макария митрополита Московского. В XVII веке Воробьёвы служили и в Патриаршем Приказе.